# Geschichte Österreichs
Die Geschichte Österreichs reicht von der ersten Besiedelung in der Altsteinzeit bis zur Gegenwart. Im Jahr 996 unter dem Namen „Ostarrichi“ erstmals erwähnt, gehörte das Land zunächst als Markgrafschaft zum Herzogtum Baiern und war von 1156 bis 1453 als Herzogtum und von 1453 bis 1806 als Erzherzogtum eigenständiger Bestandteil des Heiligen Römischen Reiches. Die Dynastie der Habsburger erwarb als Haus Österreich ein weiträumiges Herrschaftsgebiet und stellte über mehrere Jahrhunderte den Kaiser des Heiligen Römischen Reichs. Das 1804 ausgerufene Kaisertum Österreich (das damals auch Ungarn und Böhmen umfasste) war mit seinem westlichen Teil von 1815 bis 1866 Teil des Deutschen Bundes und bildete ab 1867 mit dem nun eigenständigen Königreich Ungarn die Österreichisch-Ungarische Doppelmonarchie. Nach deren Auseinanderbrechen am Ende des Ersten Weltkriegs entstand Österreich 1918–1921 in seinen heutigen Grenzen, nachdem die Sieger des Ersten Weltkriegs den demokratischen Zusammenschluss mit Deutschland verhinderten. 1934 Diktatur geworden, wurde Österreich 1938 vom nationalsozialistischen Regime dem Deutschen Reich eingegliedert. Seit 1945 ist Österreich wieder eine unabhängige, seit 1955 souveräne Republik, die 1995 der Europäischen Union beitrat.

Der rot-weiß-rote Bindenschild, das historische Symbol Österreichs

## Überblick
In der Altsteinzeit besiedelten erstmals Menschen das Gebiet des heutigen Österreich. In der Keltenzeit von 800 bis 400 v. Chr. entstand auf diesem Territorium das Königreich Noricum. Um die Zeitenwende eroberten und besiedelten die Römer das Land südlich der Donau. Die bedeutendste römische Siedlung in Österreich war Carnuntum.
Ab dem 6. Jahrhundert besiedelten Bajuwaren das Land, das im 8. Jahrhundert ins Fränkische Reich eingegliedert wurde. Karl der Große errichtete um 800 n. Chr. die Awarenmark, eine Grenzmark im heutigen Niederösterreich, um das weitere Vordringen von Slawen und Awaren aus dem Osten zu stoppen. Im 10. Jahrhundert entstand die Markgrafschaft Österreich östlich der Enns, die dem Herzog von Bayern unterstand. Die älteste erhaltene Urkunde, in der das Land als „Ostarrichi“ (mit der Bedeutung „Östliche Mark“) genannt wird, stammt aus dem Jahr 996. Seit 1156 (Privilegium minus) herrschten eigenständige Herzöge aus dem Geschlecht der Babenberger in Niederösterreich. Die Gebiete des heutigen Österreich lösten sich sukzessive von Bayern. Sie gehörten bis zum Jahr 1806 zum Heiligen Römischen Reich und von 1815 bis 1866 zum Deutschen Bund.
Nach dem Tod des letzten Babenbergers übernahm der deutsche König Rudolf I. 1276 als erster Habsburger die Herrschaft über Österreich. In den folgenden Jahrhunderten wurde Österreich Stammland der Habsburger, unter denen es zur führenden Macht im Heiligen Römischen Reich aufstieg. Im 15. und zu Beginn des 16. Jahrhunderts dehnten die Habsburger vor allem durch geschickte Heiratspolitik ihre Herrschaft auf Spanien, die Niederlande und Teile Italiens aus. So entstand der habsburgisch-französische Gegensatz, der die europäische Politik für mehr als 200 Jahre prägte. Kaiser Karl V. übertrug die österreichischen Länder 1521 auf seinen Bruder Ferdinand I., der erste zentrale Verwaltungsstrukturen schuf. 1526 erbte Ferdinand die Königreiche Böhmen und Ungarn. Letzteres stand nach der Schlacht von Mohács jedoch zum größten Teil unter der Kontrolle des Osmanischen Reichs, das nun direkt an die österreichischen Länder grenzte. Auch nach der erfolglosen ersten Belagerung Wiens durch die Türken blieb die osmanische Bedrohung noch eineinhalb Jahrhunderte lang bestehen.
Im 16. Jahrhundert verbreitete sich auch in den österreichischen Ländern die Reformation. Die gegen 1600 einsetzende Rekatholisierungspolitik der Habsburger war ein auslösender Faktor des Dreißigjährigen Kriegs, zu dessen Beginn es so schien, als könnten die Habsburger das Heilige Römische Reich in eine zentral gelenkte Monarchie unter ihrer Herrschaft verwandeln. Auf Druck der anti-habsburgischen Koalition aus Frankreich, Schweden und den meisten protestantischen deutschen Staaten mussten sie sich ab 1648 jedoch auf ihre österreichischen und böhmischen Länder im Reich beschränken. 1683 wurden die Osmanischen Streitkräfte ein zweites Mal vor Wien geschlagen und im Großen Türkenkrieg bis hinter Belgrad zurückgedrängt.
Als die spanische Hauptlinie der Habsburger 1700 ausstarb, begann der Spanische Erbfolgekrieg zwischen den Habsburgern und König Ludwig XIV. von Frankreich. Aus der Erbmasse erhielt Österreich 1713 im Frieden von Utrecht die Spanischen Niederlande, Neapel und die Lombardei. Damit und mit den Eroberungen auf dem Balkan erreichte es seine größte territoriale Ausdehnung. Gleichfalls 1713 wurde die Pragmatische Sanktion erlassen, die eine einheitliche Erbfolge vorsah und eine Teilung des Habsburgerreichs verhindern sollte. Dennoch begann 1740, nach der Thronbesteigung Maria Theresias, die durch die Heirat mit Franz Stephan von Lothringen die neue Dynastie Habsburg-Lothringen begründet hatte, der Österreichische Erbfolgekrieg, in dem Schlesien an Preußen verloren ging. Mit den Schlesischen Kriegen begann der Dualismus zwischen Österreich und Preußen, der von da an die Reichspolitik wesentlich beeinflusste. Unter Kaiserin Maria Theresia wurden tiefgreifende Reformen in allen Bereichen des Staates eingeleitet, die von ihrem Sohn, Kaiser Joseph II., fortgesetzt wurden.
Auf die Kaiserkrönung Napoleons I. 1804 reagierte Franz II. mit der Ausrufung des Kaisertums Österreich. 1806 legte er die Kaiserkrone des Heiligen Römischen Reiches Deutscher Nation nieder, das damit zu existieren aufhörte. Österreich nahm an den Napoleonischen Kriegen teil und wirkte 1814/15 als Gastgeber des Wiener Kongresses führend an der Neuordnung Europas mit. Im 19. Jahrhundert gefährdeten die nationalistischen Strömungen in den Ländern der Habsburgermonarchie zunehmend deren Existenz. Gegen Ende des 19. Jahrhunderts waren die Differenzen zwischen den einzelnen Volksgruppen nicht mehr zu übersehen. Da das deutsche Element des Staates nach seinem 1866 von Preußen erzwungenen Ausscheiden aus dem Deutschen Bund geschwächt war, kam es 1867 zum Österreichisch-Ungarischen Ausgleich und zur Schaffung der kaiserlichen und königlichen Doppelmonarchie. Es gelang auf Dauer aber nicht, die nationalistischen Spannungen in dem Vielvölkerstaat zu verringern. Sie gipfelten 1914 in der Ermordung des österreichischen Thronfolgers Erzherzog Franz Ferdinand in Sarajewo, die in einer Kettenreaktion (→ Julikrise) zum Ersten Weltkrieg führte.
Gegen Ende des verlorenen Krieges lösten sich die nicht-deutschen Volksgruppen aus dem Staatsverband. Dadurch und durch den Vertrag von Saint-Germain (1919) entstand Österreich in seinen heutigen Grenzen. Es wurde am 12. November 1918 unter dem Namen Deutschösterreich zur Republik ausgerufen. Die anhaltenden, schweren Folgen der Weltwirtschaftskrise und innenpolitische Spannungen führten im Februar 1934 zu bürgerkriegsähnlichen Auseinandersetzungen, die mit der Maiverfassung von 1934 in einen autoritären Ständestaat mündeten. Nur zwei Monate später unternahmen die österreichischen Nationalsozialisten, die das Land dem Deutschen Reich angliedern wollten, einen Putschversuch, bei dem Bundeskanzler Engelbert Dollfuß ermordet wurde. Der Putsch konnte zwar niedergeschlagen werden, aber mit dem Einmarsch der deutschen Wehrmacht erzwang die Regierung Adolf Hitlers am 12. März 1938 doch noch den Anschluss Österreichs. Als „Ostmark“ blieb es bis 1945 Teil des NS-Staates. Nach dem Zweiten Weltkrieg wurde Österreich als Republik wiederhergestellt, blieb aber noch zehn Jahre lang von den alliierten Siegermächten besetzt. 1995 trat Österreich der Europäischen Union bei.

## Erdgeschichte
Die Erdgeschichte des Alpenraums und des Granit- und Gneisplateaus der böhmischen Masse und deren Vorländer lässt sich heute bis in das Zeitalter des Proterozoikums zurückverfolgen. Wesentlich für die Geologie und heutige Geographie Österreichs war die Alpidische Gebirgsbildung und die Entwicklung des Randmeeres Paratethys seit der Kreidezeit.

## Ur- und Frühgeschichte des heutigen Österreichs

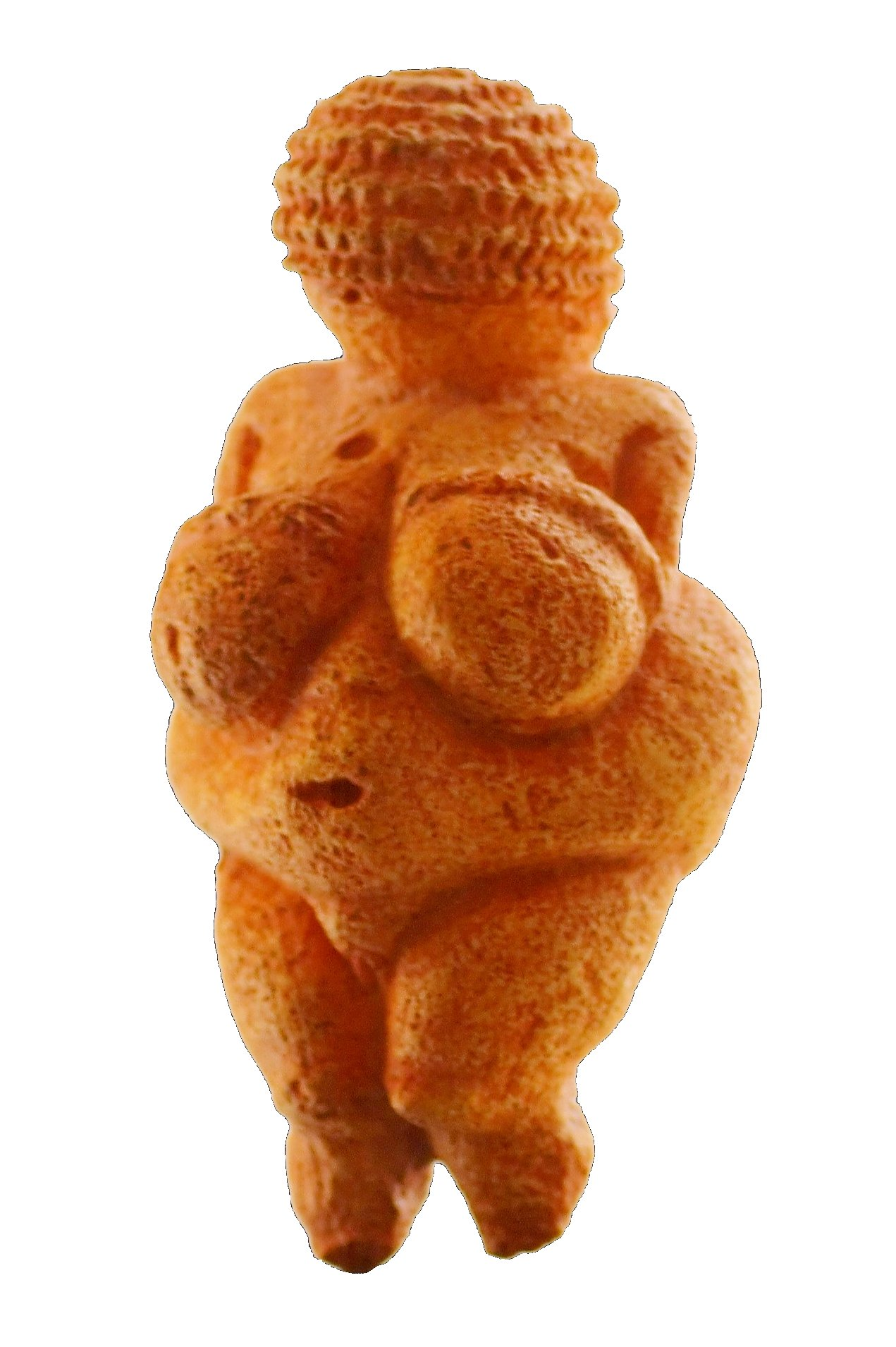
Die Venus von Willendorf, entstanden um 25.000 v. Chr. (Naturhistorisches Museum, Wien)

Die ältesten Spuren von Menschen in Österreich, über 250.000 Jahre alt, fand man bislang in der Repolusthöhle in der Steiermark.

### Altsteinzeit
Während der Eiszeiten waren die Alpen vergletschert und wenig bis gar nicht zugänglich. Die ältesten Spuren der Anwesenheit von Menschen in Österreich gehören der mittleren Altsteinzeit, der Zeit des Neandertalers, an. Etwa 70.000 Jahre alte Spuren des Neandertalers sind aus der Gudenushöhle im nordwestlichen Niederösterreich bekannt. Auch viele Fundstellen der jüngeren Altsteinzeit liegen in Niederösterreich. Die bekanntesten befinden sich in der Wachau, darunter auch Fundorte der beiden ältesten österreichischen Kunstwerke, die figürlichen Frauendarstellungen der sogenannten „Venus vom Galgenberg“ von Stratzing/Krems-Rehberg (36.000 Jahre alt, Reliefplastik, 7,2 cm, grünes Serpentin) und der Venus von Willendorf (30.000 Jahre alt, 11 cm, Oolith). Eine 2005 entdeckte, in Rötel gebettete und unter einem Mammutschulterblatt befindliche Säuglings-Doppelbestattung vom Wachtberg in Krems an der Donau aus der Zeit des Gravettiens, ist mit einem Alter von etwa 27.000 Jahren (datiert mittels Radiokarbonmethode) die älteste Bestattung Österreichs.

### Mittelsteinzeit
Abris (Felsschutzdächer) aus dem Bodensee-Rheintal, eine Bestattung von Elsbethen und wenige weitere Fundstellen mit mikrolithischen Artefakten sind spärliche Zeugen der Übergangszeit zwischen als Jäger und Sammler lebenden Gruppen und sesshaften Ackerbauern und Viehzüchtern.

### Jungsteinzeit
Während der Jungsteinzeit werden nach und nach alle Regionen Österreichs, in denen Landwirtschaft möglich ist, oder Rohstoffe vorhanden sind, besiedelt. Die erste nachgewiesene bäuerliche Siedlung aus der Zeit der ältesten Linienbandkeramik stammt aus Brunn am Gebirge. Das älteste Industriedenkmal Österreichs, das Hornsteinbergwerk von Mauer-Antonshöhe, stammt ebenfalls aus dieser Zeit. Nachfolgend ist eine dichte Besiedlung der Lengyel-Kultur nachgewiesen, während der in Niederösterreich eine Reihe von Kreisgrabenanlagen errichtet wurde.

### Kupfersteinzeit
Die ältesten Kupferobjekte haben ihren Ursprung im Karpatenbecken, unter anderem das Depot von Stollhof (Niederösterreich). Höhensiedlungen sind im Osten Österreichs verbreitet. Im Laufe der Kupfersteinzeit werden auch die inneralpinen Gebiete vollständig auf der Suche nach Rohstoffen – insbesondere Kupfer – erschlossen. Der wichtigste Fund ist die Gletschermumie Ötzi (Mann vom Tisenjoch), der etwa 3300 v. Chr. lebte. Die Mondseekultur ist durch Pfahlbauten um die Alpenseen gekennzeichnet.

### Bronzezeit
Die bereits zu Beginn der Bronzezeit vermehrt entstehenden Wallanlagen scheinen als Macht- und Handelszentren Abbau, Verarbeitung und Handel von Kupfer und Zinn überwacht zu haben. Der florierende Handel mit Rohmaterial und Halbprodukten spiegelt sich in den Ausstattungen der Gräber (Pitten, Franzhausen, Niederösterreich) wider. In der Urnenfelderzeit wird mit dem Salzabbau in der Nordgruppe des Salzbergwerks von Hallstatt begonnen.

### Eisenzeit
Die Eisenzeit Österreichs ist durch die Einflüsse der mediterranen Hochkulturen und der Steppenvölker geprägt. Der Übergang zwischen der älteren Hallstattzeit und der jüngeren, keltisch geprägten Latènezeit erfolgte fließend.

#### Hallstattkultur

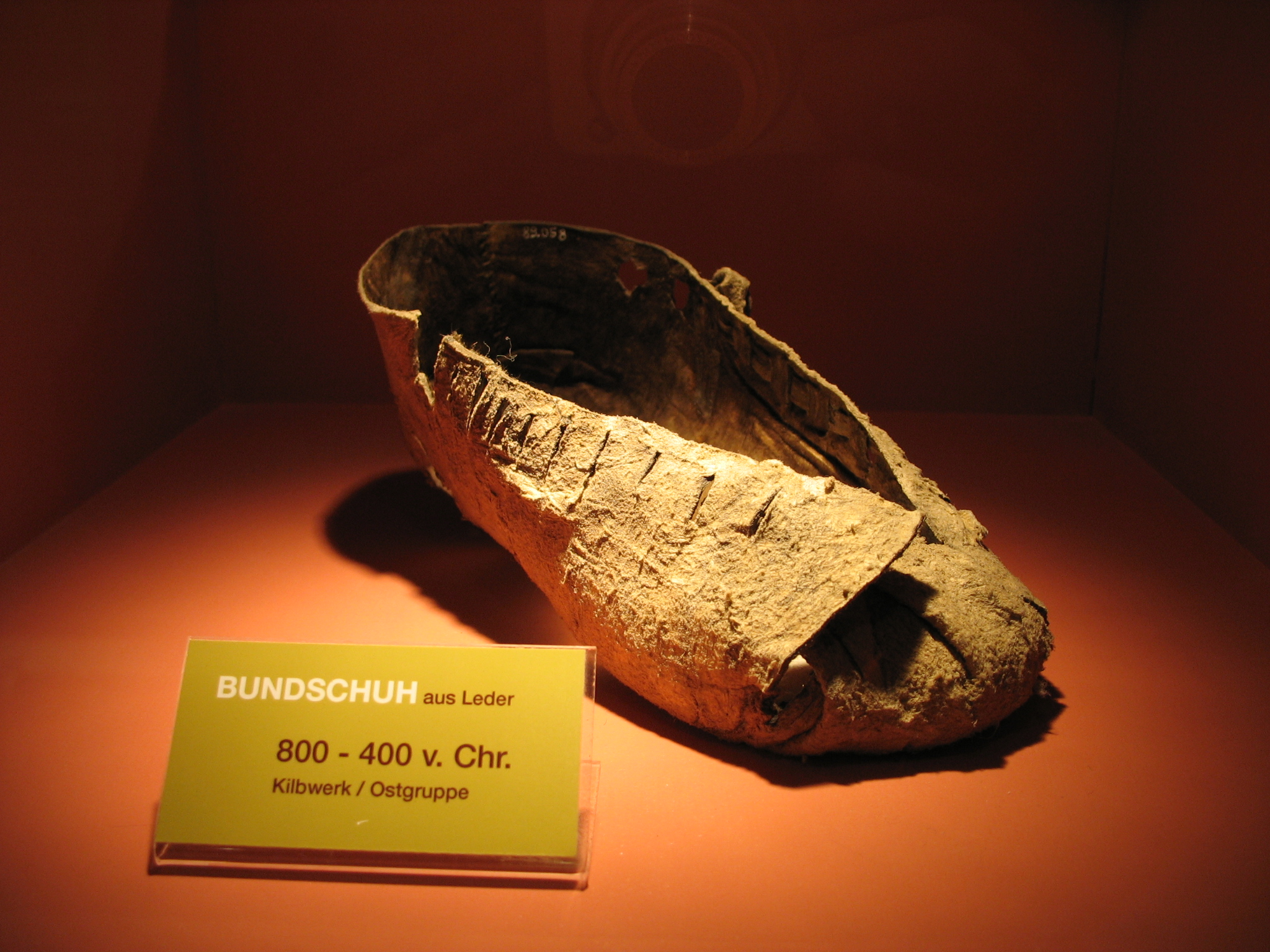
Lederschuh aus der Hallstattkultur, 800–400 v. Chr.

Die ältere Eisenzeit wird nach dem berühmten Fundort Hallstatt (Oberösterreich) „Hallstattzeit“ genannt. Der West- und Osthallstattkreis werden durch die Flüsse Enns, Ybbs und Inn getrennt. Der Westhallstattkreis stand in Kontakt mit den griechischen Kolonien an der ligurischen Küste. In den Alpen werden Kontakte zu den Etruskern und den unter griechischem Einfluss stehenden Regionen in Italien gepflegt. Der Osten hatte enge Verbindungen zu den Steppenvölkern, die vom Karpatenbecken bis zu den südrussischen Steppengebieten beheimatet waren. Die Bevölkerung von Hallstatt wird durch das Salz reich. Importe von Luxusgütern aus dem Nord- und Ostseeraum bis Afrika sind im Gräberfeld von Hallstatt entdeckt worden. Der älteste Nachweis für österreichischen Wein wurde in Zagersdorf (Burgenland) in einem Hügelgrab entdeckt. Der Kultwagen von Strettweg (Steiermark) ist ein Beleg des religiösen Lebens. Sichtbarstes Zeugnis der Hallstattzeit sind die Hügelgräber im heutigen Weinviertel, der größte ist der 16 Meter hohe Leeberg von Großmugl.

#### Latène-Kultur
Die jüngere Eisenzeit, Latène-Kultur, ist die Zeit der Kelten. Erstmals können Bevölkerungsgruppen mit Namen benannt werden. Es entsteht mit dem Regnum Noricum (keltisch Norig) – einem Zusammenschluss mehrerer keltischer Stämme – unter der Führung der Noriker das erste Staatsgebilde auf österreichischem Boden. Es beschränkte sich auf den Süden und Osten des heutigen Österreich. Der Westen war von verschiedenen rätischen Stämmen besiedelt.
Dürrnberg und Hallein (Salzburg) werden keltische Salzmetropolen. Im Osten Österreichs gewinnt eine blühende Eisenindustrie in der Oberpullendorfer Bucht (Burgenland) das bei den Römern so begehrte hochwertige Ferrum Noricum (Norisches Eisen). Befestigte Höhensiedlungen (Oppida) wie auf dem Magdalensberg (Kärnten), bei Schwarzenbach oder am Braunsberg bei Hainburg unweit von Carnuntum werden zu Zentren des öffentlich-rechtlichen Lebens.

## Antike

### Römisches Reich

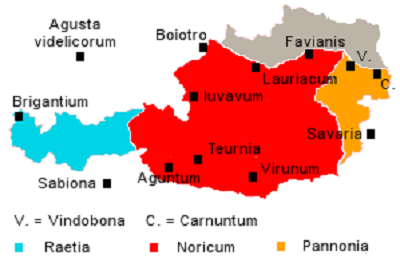
Römische Provinzen und Orte auf dem Gebiet des heutigen Österreich

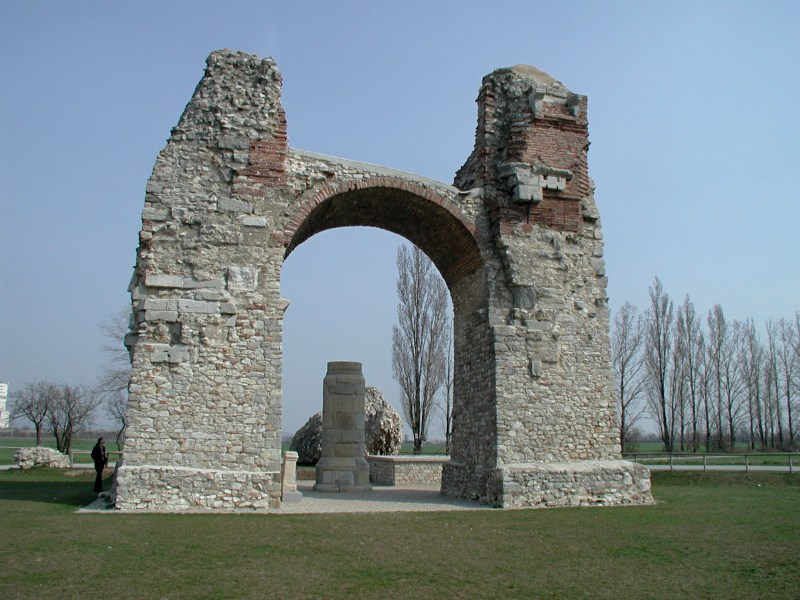
Das römische Heidentor in Carnuntum

Der größte Teil des heutigen Österreich wurde um 15 v. Chr. an das Römische Reich angegliedert, nachdem es zuvor rege Handelsbeziehungen und militärische Bündnisse zwischen dem Königreich Noricum und den Römern gegeben hatte. Damit begann der rund 500 Jahre andauernde Zeitabschnitt der Austria Romana.
Der römische Kaiser Claudius richtete während seiner Herrschaft (41–54 n. Chr.) die römische Provinz Noricum ein, deren Grenzen im Norden bis zur Donau, im Nordosten bis zum Wienerwald, im Osten etwa entlang der heutigen steirischen Ostgrenze sowie im Südosten und Süden jenseits von Eisack und Drau verliefen. Später, unter Diokletian (284–305), wurde die Provinz entlang des Alpenhauptkamms in eine nördliche (Noricum ripense, „Ufernoricum“) und eine südliche (Noricum mediterraneum, „Binnennoricum“) Provinz aufgeteilt. Das am Ziller westlich an das Noricum angrenzende Gebiet der heutigen Bundesländer Vorarlberg und Tirol kam zur Provinz Raetia, im Osten schloss sich Pannonia mit dem heutigen Burgenland an Noricum an. Die Donau (Limes Noricus und Limes Pannonicus) bildete die Reichsgrenze zu den nördlichen Teilen Ober- und Niederösterreichs, die von den Germanen (Markomannen und Quaden) besiedelt wurden.
Einige Städte und Orte Österreichs gehen noch auf die Kelten zurück wie Linz (Lentos). Zahlreiche weitere Siedlungen entstanden durch die Römer. Die östlich von Wien gelegene Stadt Carnuntum war die größte römische Stadt auf heute österreichischem Boden, weitere wichtige Orte waren Virunum (nördlich des heutigen Klagenfurt), Teurnia (nahe Spittal an der Drau), Iuvavum (Salzburg) sowie die Legionslager Vindobona (Wien) und Lauriacum (Enns). Bedeutende Ausgrabungsstätten für die Römerzeit sind heute unter anderem Kleinklein (Steiermark) und das Zollfeld (Stadt auf dem Magdalensberg).
Im 2. Jahrhundert n. Chr. begann sich das Christentum auszubreiten; die damalige kirchliche Organisation des Landes geht auf das 4. Jahrhundert n. Chr. zurück. Nach der Besiedelung durch die Bajuwaren wurde das Land allerdings neu missioniert, vor allem durch die Bischöfe Rupert und Virgil von Salzburg (Iroschottische Mission).

### Völkerwanderung
Die Völkerwanderung besiegelte den Niedergang der römischen Macht im Westen. Ab dem 5. Jahrhundert wurden die beiden römischen Teilreiche massiv von germanischen Stämmen bedrängt. Nach mehreren Einfällen in Italien drangen die Goten im Jahr 408 unter Alarich I., von Emona (dem heutigen Ljubljana) über die Karnischen Alpen kommend, erstmals in das damals durch den römischen Regenten und Heerführer Stilicho beherrschte Noricum ein. Ab 472 zogen Ostgoten und Alamannen durch das Land, ohne es erobern zu können. Selbst nachdem Odoaker 476 den letzten weströmischen Kaiser abgesetzt hatte, blieben in den Provinzen noch vereinzelt Strukturen der spätantiken römischen Verwaltung erhalten, bevor sie in diesem Raum schließlich endgültig zusammenbrach (siehe Severin von Noricum und Flaccitheus). Kurz nach dem Tod des Ostgotenkönigs Theoderich 526 ging auch das Ostgotenreich in Italien zugrunde, ohne dass dieses die Kontrolle über Noricum wiedererlangt hätte.
Ab dem 6. Jahrhundert begann eine kontinuierliche Besiedlung durch die Bajuwaren und im heutigen Vorarlberg durch die Alamannen. Bis zum Ende des 6. Jahrhunderts hatten sich auch die letzten Reste des weströmischen Reiches aufgelöst. Von Osten wanderten die Slawen, durch die Awaren bedrängt, ein und drangen, da sie von der noch verbliebenen keltoromanischen Bevölkerung daran nicht gehindert werden konnten, entlang der Drau immer weiter nach Westen vor, bis sie um 610 auf die Bajuwaren trafen, die zu dieser Zeit von Norden kommend schon das Pustertal beherrschten. Die Besiedlungsgrenze zwischen Slawen und Bajuwaren entspricht in etwa der Linie Freistadt, Linz, Salzburg (Lungau), Osttirol (Lesachtal).

## Frühmittelalter (bis 976)
Im Frühmittelalter war der Raum des heutigen Österreichs politisch zersplittert. Im nördlichen Alpenraum hatte sich ab Mitte des 6. Jahrhunderts das bairische Stammesherzogtum gebildet, deren Herrscher aus dem Geschlecht der Agilolfinger stammten und unter fränkischer Oberhoheit standen. Das Siedlungsgebiet der Baiern wurde in diesem Zeitraum nach Süden bis ins heutige Südtirol und nach Osten bis zur Enns erweitert. Östlich davon und auf dem Gebiet des heutigen Böhmen ließen sich Awaren und später Slawen nieder. Sitz der lange weitgehend unabhängig regierenden baierischen Herzöge war Regensburg.
Im Süden des heutigen Österreich bildeten die slawischen Volksstämme, die sich in den Tälern von Drau, Mur und Save niedergelassen hatten, um das Jahr 600 das erste unabhängige slawische Herrschaftsgebilde Europas, Karantanien; Zentrum Karantaniens war das Zollfeld. Mit den verbliebenen Resten der einheimischen keltoromanischen Bevölkerung verband sie der Wille zum Widerstand gegen ein weiteres Vordringen der benachbarten Franken und Awaren in den südöstlichen Alpenraum.
Nachdem die Awaren unter Baian 567 das Reich der Gepiden zerstört hatten, übernahmen sie die Herrschaft über Pannonien, von wo aus sie etwa 250 Jahre lang ein Reich beherrschten, das unter anderem Wien, Niederösterreich, das Burgenland sowie Teile Oberösterreichs und der Steiermark umfasste. Für das 8. Jahrhundert wird das Siedlungsgebiet der Awaren etwa auf 140.000 bis 160.000 km² geschätzt. Die Enns bildete die Grenze zwischen Awaren und Baiern und wurde als limes certus bezeichnet. Allerdings gibt es bedeutende Awarenfundorte auch in Linz und Enns-Lauriacum. Im Jahr 595 fiel der Merowinger Childebert II. im awarischen Österreich ein, wurde jedoch an der Drau vernichtend geschlagen. Von 627 bis 658 war laut der Fredegarchronik der Raum Wien bis zur March Schauplatz eines großen Slawenaufstandes unter der Führung des fränkischen Kaufmanns Samo gegen die Awaren. Bereits um 650 kehrten die ersten Awaren aber wieder in die aufständischen Gebiete zurück.
Die Dreiteilung des heutigen Österreichs durch Baiern, Awaren und Karantanien sollte im 8. Jahrhundert enden: Unter den Karolingern kam es zu einem Erstarken des Frankenreichs. Karantanien hatte bereits vor 743 die bairische Oberhoheit anerkannt, der letzte weitgehend unabhängige Herzog der Baiern war Tassilo III. Er wurde 788 vom Frankenkönig Karl der Große abgesetzt, der das ältere baierische Stammesherzogtum beseitigte.

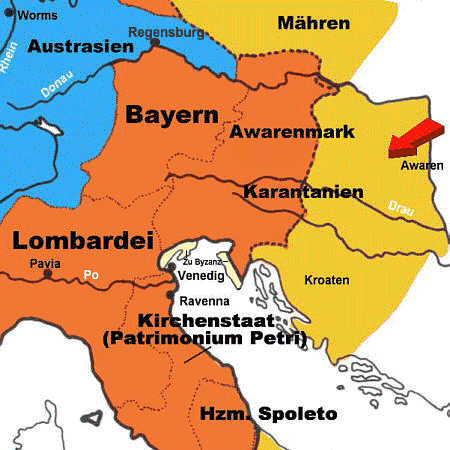
Awarenmark und Mark Karantanien zur Zeit Karls des Großen

Im Jahr 791 führte Karl der Große einen ersten misslungenen Feldzug gegen die Awaren, konnte sie aber dennoch bis zum Wienerwald zurückdrängen und fränkische Stützpunkte in Comagena-Tulln und Aelium Cetium-St. Pölten errichten. Ein Bürgerkrieg im awarischen Reich 795 endete damit, dass der neue Herrscher (Tudun) Karl dem Großen die Unterwerfung sowie die Annahme des Christentums anbot, was die Franken jedoch nur für einen neuerlichen Angriff nutzten. 795/796 erbeuteten Erich von Friaul und König Pippin von Italien unter anderem den berühmten Awarenschatz, worauf Tudun persönlich zum König kam, um sich zu unterwerfen. Er erhielt eine eigene Herrschaftsorganisation innerhalb der fränkischen Awarenmark, das sogenannte Awaren-Khaganat im heutigen Niederösterreich zwischen Carnuntum und Sabaria. In den Jahren 797, 799 und 803 kam es zu bedeutenden Awarenaufständen und Einfällen von nicht unterworfenen Awaren im heutigen Österreich, bei denen unter anderem die fränkischen Grafen Cadaloc und Goteram (Präfekt des bairischen Ostlandes) beim Kastell Guntio (möglicherweise im nördlichen Burgenland) getötet wurden.
Nach Eroberung des Reichs der Awaren errichtete der fränkische Herrscher Karl der Große um 800 eine Grenzmark in der Region des heutigen Niederösterreich zwischen den Flüssen Enns, Raab und Drau, die auch als Awarenmark bezeichnet wurde, und südlich davon die Mark Karantanien, beide zusammen waren die Marcha orientalis, eine Präfektur des Herzogtums Baiern.

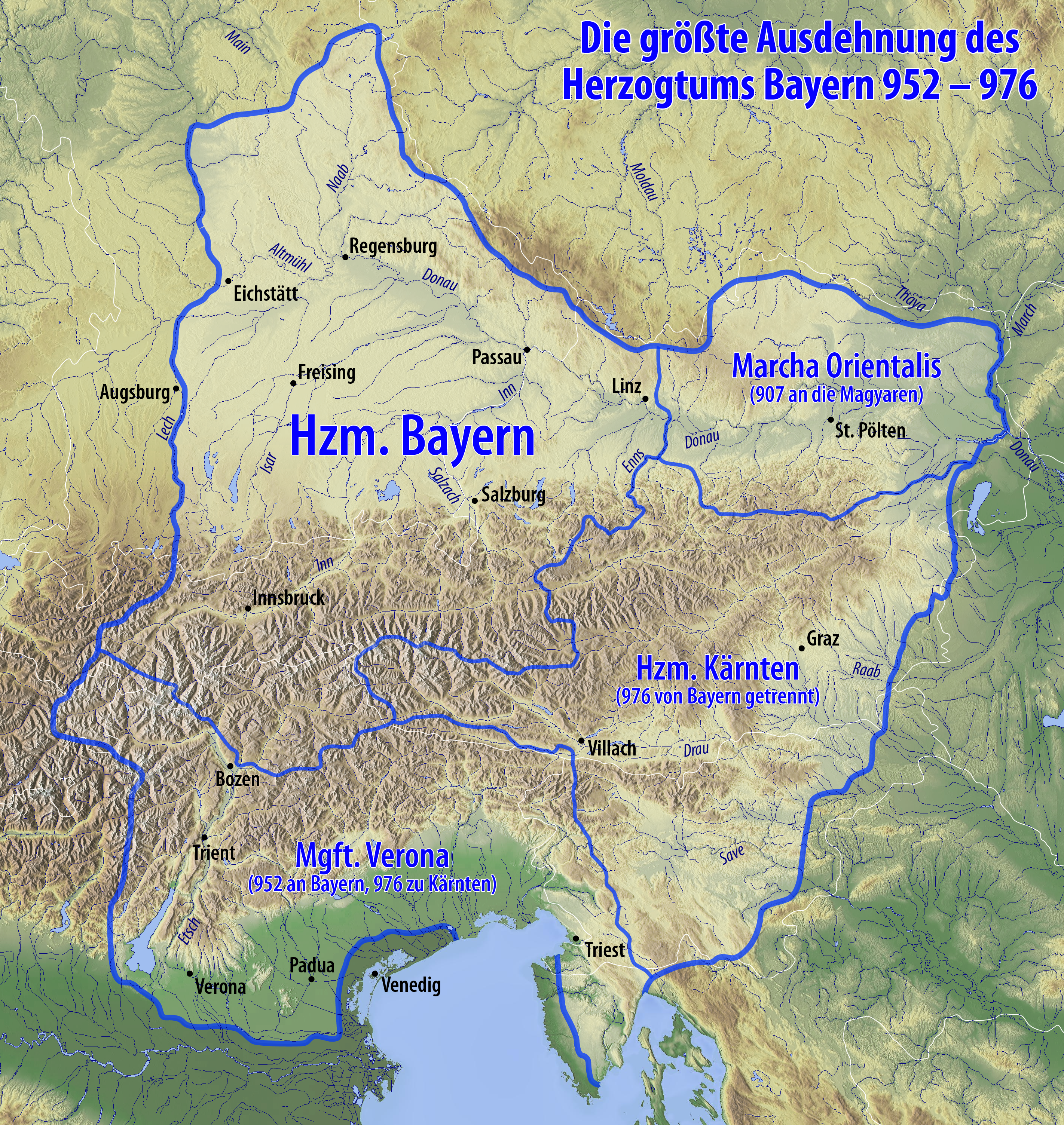
Herzogtum Bayern im 10. Jahrhundert

Die Grenzmark gegen die Awaren wurde durch die Einfälle der Ungarn vernichtet. Nach der Schlacht von Pressburg im Sommer 907 wurde die Grenze des nachfolgenden Ostfrankenreiches bis an die Enns zurückgenommen. Der anschließende Antritt Arnulfs I. als Herzog von Baiern wird gleichzeitig als Beginn des jüngeren baierischen Stammesherzogtums gesehen, zu dem der gesamte östliche Alpenraum zählte. Nach dem Sieg 955 in der Schlacht auf dem Lechfeld unter dem ostfränkischen König Otto I. war die Bedrohung durch die Ungarn gebannt. Anschließend erfolgte eine zweite Welle baierischer Ostansiedlungen mit Gewinn von Gebieten im heutigen Niederösterreich, in Istrien und der Krain. In der zweiten Hälfte des 10. Jahrhunderts entstand erneut eine dem Herzog von Baiern unterstellte Markgrafschaft östlich der Enns.

## Österreich unter den Babenbergern: von Markgrafschaft zu Herzogtum

### Markgrafschaft Österreich (976–1156)

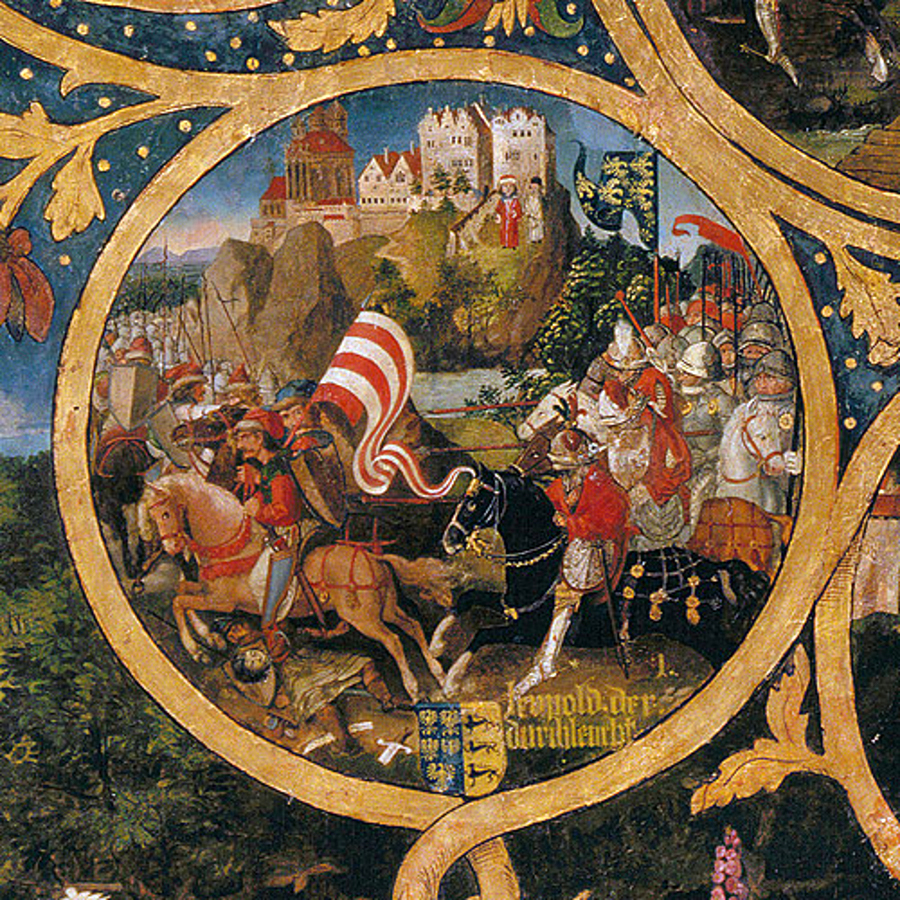
Luitpold (Leopold I.) als Markgraf von Österreich (siehe die Altösterreichische Flagge, das heutige Niederösterreichische Wappen) vor Melk, mit den Magyaren auf der Flucht. Darstellung aus dem Babenberger-Stammbaum von 1489–1492.

Der römisch-deutsche Kaiser Otto II. belehnte 976 Luitpold (Leopold) aus dem Geschlecht der Babenberger mit dieser Mark. Diese östliche Mark war Teil des Bayerischen Stammesherzogtums und gilt als Keimzelle des späteren Herzogtums Österreich. Im selben Jahr 976 wurde das Herzogtum Kärnten vom Bayerischen Herzogtum abgetrennt. In einer Schenkungsurkunde Kaiser Ottos III. von 996 fand der Name Ostarrîchi erstmals Erwähnung. Daraus entwickelte sich später die Schreibweise Österreich. Daneben ist auch noch sehr lange die Namensform Osterlant (Ostland bzw. Land im Osten) gebräuchlich, die Einwohner sind der Ostermann und die Osterfrau. Die latinisierte Form Austria für dieses Gebiet taucht in den Schriften erst im 12. Jahrhundert unter Leopold III. auf (vgl. Austrien als östlicher Teil des Frankenreiches).
Die Babenberger trieben eine zielbewusste Rodungs- und Kolonisierungspolitik und errichteten – in Zusammenarbeit mit anderen Häusern, etwa den Kuenringern – eine gefestigte Landesherrschaft. Die Residenz befand sich anfangs in Pöchlarn, später in Melk und Gars am Kamp. Markgraf Leopold III. gelang es, ins Kaiserhaus einzuheiraten; im Machtkampf zwischen Kaiser Heinrich IV. und König Heinrich V. wechselte er zu Heinrich V. und trug so wesentlich zu dessen Sieg bei. Als Lohn erhielt er die Hand von Heinrichs Schwester Agnes von Waiblingen. Er wurde wegen seiner Klostergründungen – vor allem Klosterneuburg – nach seinem Tod heiliggesprochen.

### Herzogtum Österreich (1156–1246)
Im Zuge des Konfliktes zwischen den Staufern und den Welfen kam 1139 das Herzogtum Bayern an die Babenberger. Als Friedrich I. Barbarossa diesen Streit beenden wollte, gab er den Welfen das Herzogtum Bayern zurück – gleichsam als Entschädigung wurde Österreich mit dem Privilegium minus von 1156 zum Herzogtum des Heiligen Römischen Reiches erhoben. Erster Herzog war Heinrich Jasomirgott, der 1156 Wien zur Residenzstadt erhob. Aufgrund der Georgenberger Handfeste (1186) fiel auch das Herzogtum Steiermark, das den Traungau, den zentralen Teil des heutigen Oberösterreich, und die Grafschaft Pitten im südlichen Niederösterreich sowie große Gebiete im heutigen Slowenien umfasste, mit dem Erlöschen der Traungauer 1192 an die Babenberger.
Mit Leopold VI. erreichte das hochmittelalterliche Österreich einen kulturellen Höhepunkt – unter ihm wurde auch die damals revolutionäre Kunst der Gotik eingeführt. Sein kinderloser Sohn Friedrich II., genannt „der Streitbare“, geriet jedoch bald in Streit mit mehreren Nachbarn, darunter Ungarn.
Ab Juni 1241 bestehen Berichte über Überfälle nördlich der Donau bis hin nach Korneuburg durch ein paar hundert Mann der in Ungarn einfallenden Truppen des Mongolenreichs, wobei ein für Sommer 1241 berichteter Überfall auf „Neustat“ (wahrscheinlich Wiener Neustadt) erst bei einem Zufrieren der Donau ab dem Jahreswechsel 1242 durch herumstreifende Truppen als möglich erachtet wird. Der „Tatarenspuk“ in Niederösterreich war somit begrenzt, die Mongolischen Herrscher konzentrierten sich nämlich auf Ungarn, nachdem sie am 9. April die Schlacht bei Liegnitz (1241) gewannen und am Weg Mähren überollten. So fand der ungarische König Béla IV, mit dem Friedrich über seine zweite Frau Agnes von Andechs-Meranien verwandt war, wahrscheinlich in Hainburg Zuflucht, und versuchte in einem nicht verschriftlichen Geheimabkommen mit dem Herzog Friedrichs II. dessen Einfälle in Ungarn mit hohem Preis für Unterstützung zu tauschen, so gewann Friedrich Kontrolle über die Komitate Wieselburg, Ödenburg und Eisenburg, was wiederum zum weiteren für den Osten Niederösterreichs folgereicheren Konflikt führte und in der Leithaschlacht 1246 mündete, und erst mit dem Frieden von Wien (1261) beendet werden konnte. Die mongolischen Truppen wüteten jedoch vermutlich in den gepfändeten Komitaten bis zu dem Abzug der Mongolen im April 1242, so stammt heute der Name von Neusiedl am See und somit des Neusiedlersees davon, dass sich deutsche dort niederließen, nachdem die Mongolen die ungarische Bevölkerung des davor bestehenden Ort „Sumbotheil“ (dt. Samstagmarkt) vernichteten. Béla IV. war bereits im Mai 1241 nach Zagreb und anschließend weiter Richtung Dalmatien gezogen, wohin das Mongolische Heer zog nach dem Tod des Großkhan Ögedei Ende 1241.
Friedrich starb 1246 ohne männlichen Erben.

## Aufstieg der Habsburger und des Erzherzogtums
Mit Friedrich starben die Babenberger in männlicher Linie aus. Es begann die als „österreichisches Interregnum“ bezeichnete Periode, während der die Länder Friedrichs II. in ein länger andauerndes Kräftespiel rivalisierender Mächte gerieten. Dieses Interregnum überschneidet sich Zeitlich mit dem größeren kaiserlichen Interregnum. Ersteres sowie Zweiteres war durch den Aufstieg der böhmischen Könige sowie den Aufstieg der Habsburger in der Region und im Reich geprägt. Am Ende der Interregi erlangten die Habsburger zunächst die deutsche Königswürde, und dann im Gegensatz zu den böhmischen Königen die österreichische Herzogswürde (Rudolf I. bzw. IV., 1273 bzw. 1278) und knapp zweihundert Jahre später die Kaiserwürde (Friedrich III., 1452).

### Herzogtum Österreich als Streitobjekt (1246–1278)

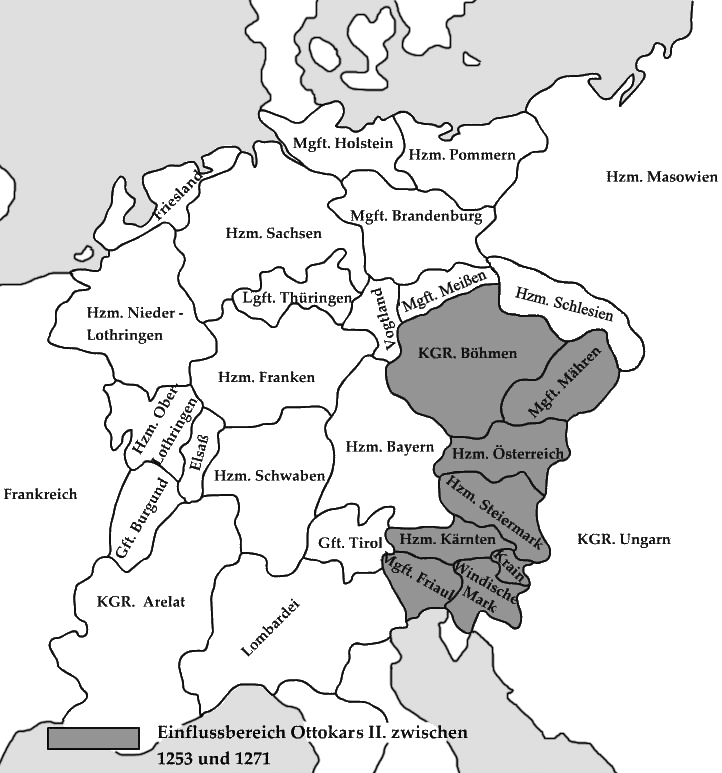
Karte mit dem von 1253 bis 1271 expandierenden Einflussbereich Ottokars II.

Anspruch auf die Länder Friedrichs II. hatten seine nächsten Verwandten – seine Schwester Margarete, seine Nichte Gertrud sowie Béla IV. Nach Heirat mit Gertrud konnte Vladislav von Böhmen zunächst die Anerkennung des österreichischen Adels erhalten, verstarb aber 1247. Die zwei folgenden Ehemänner Gertruds konnten sich ebenso wenig wie der vom Kaiser ernannte Otto von Bayern durchsetzen. 1251 marschierten die Přemysliden ein, die österreichischen Stände erkannten Ottokar II. Přemysl rasch als Herzog an. Zwar nicht vom Kaiser gebilligt, stütze Ottokar seine Herrschaft aber auf seine strategische Eheschließung mit Margarete.
In der Steiermark hingegen wählten die Stände den Sohn des ungarischen Königs zu ihrem Herzog. 1254 einigten sich Ottokar und Bela unter Vermittlung des Papstes auf diese Trennung der ehemaligen Babenbergerländer (Frieden von Ofen), 1261 eroberte Ottokar auch die Steiermark (Schlacht bei Kressenbrunn). 1270 erbte Ottokar Kärnten von Ulrich III., wodurch dessen gemeinsame Zukunft mit Österreich seinen Lauf nahm. Seine Politik war darauf ausgerichtet, den Adel zurückzudrängen und das städtische Bürgertum zu fördern, weswegen er den Wienern bis tief in die Habsburger-Zeit in guter Erinnerung blieb. Seinem Griff nach der königlichen Macht im Heiligen Römischen Reich wurde von Rudolf von Habsburg begegnet, der ihn 1278 in der Schlacht bei Dürnkrut und Jedenspeigen besiegte. Die Habsburger konnten sich daraufhin als Herzöge von Österreich und der Steiermark etablieren und sollten hier bis 1918, also 640 Jahre lang, herrschen.

### Herzogtum Österreich unter den Habsburgern (1278–1452)

Herzogtum Österreich 1250 (inkl. österreichischen Besitzungen schraffiert), mit zukünftigen Erzherzogtum Österreich und Österreichischen Reichskreis bzw. habsburgischen Österreich in hellerem beige

Nachdem König Rudolf I. zum Herzog wurde, etablierte er 1282 das Herzogtum Österreich als habsburgische Erbland.
Ab Mitte des 13. bis Ende des 14. Jahrhunderts war Österreich Schauplatz intensiver Ketzerverfolgungen durch die Inquisition. Eine erste große Verfolgungswelle um 1260 in über vierzig Pfarren im südlichen Donauraum zwischen dem Salzkammergut und dem Wienerwald war hauptsächlich gegen Waldenser gerichtet. Weitere Inquisitionen fanden 1311–1315 in Steyr, Krems, St. Pölten und Wien statt. Unter dem Inquisitor Petrus Zwicker kam es von 1391 bis 1402 neuerlich zu schweren Verfolgungen, unter anderem in Steyr, Enns, Hartberg, Ödenburg und Wien. Im Jahr 1397 wurden dabei allein in Steyr zwischen 80 und 100 Waldenser verbrannt, woran dort ein 1997 errichtetes Denkmal erinnert.
1335 konnten die Habsburger die Meinhardiner in Kärnten und Krain beerben, und 1363 fiel auch Tirol von Margarete von Tirol an Herzog Rudolf IV. Dadurch entstand ein Länderkomplex in den Ostalpen, der Herrschaft zu Österreich genannt wurde.
Rudolf IV. stieß viele Maßnahmen an, die vor allem die Bedeutung der Stadt Wien heben sollten. Zudem ließ er das Privilegium Maius fälschen, das Österreich zum Erzherzogtum erhob und ihm innerhalb des Reiches eine Anzahl von Privilegien sicherte.
1379 wurde im Vertrag von Neuberg die habsburgische Herrschaft zum ersten Mal geteilt. Danach gab es 1406 und 1411 noch weitere Teilungen. Daraus entstanden drei Länderkomplexe:
- die Niederösterreichischen Länder (Ober- und Niederösterreich),
- die Innerösterreichischen Länder (Steiermark, Kärnten, Krain und Inner-Istrien sowie Triest)
- die Vorderösterreichischen Länder (Tirol, Vorarlberg und die schwäbischen und elsässischen Vorlande).

Fast das gesamte 15. Jahrhundert ist eine Phase wirrer Erbteilungen und Familienstreitigkeiten, welche die politische und wirtschaftliche Bedeutung der Habsburgischen Länder weitgehend schwächten. Friedrich V. († 1493) gelang es schließlich, die Länder wieder zu einen, indem er alle seine Gegner überlebte und beerbte. Schon Albrecht V. war als Erbe der Luxemburger zum römisch-deutschen König gewählt worden. Diese Position ging in der Folge an Friedrich über, der 1452 zum Kaiser des Heiligen Römischen Reiches gekrönt wurde und sich fortan Friedrich III. nannte.

### Das Erzherzogtum Österreich seit 1453
Die Erhebung des Herzogtums Österreich zum Erzherzogtum wurde im Jahr 1453 von Kaiser Friedrich III. anerkannt. Die habsburgischen Prinzen bezeichneten sich fortan als Erzherzöge, womit man Bezug auf die auch als Erzfürsten bekannten Kurfürsten nahm. Das Herzogtum war fortan ein Erzherzogtum des Heiligen Römischen Reiches, um dieses den Kurfürstentümern rechtlich gleichzustellen – nur deren Herren, die Kurfürsten, waren an der Wahl des römisch-deutschen Kaisers beteiligt. Als den Kurfürstentümern de facto gleichrangiges Herzogtum galt für Österreich die Primogenitur und die Unteilbarkeit. Später wurde es offiziell als Erzherzogtum Österreich ob und unter der Enns bezeichnet und schließlich 1861 in das Erzherzogtum Österreich ob der Enns und das Erzherzogtum Österreich unter der Enns aufgeteilt.

## Frühe Neuzeit bis 1804

### Der Aufstieg Österreichs zur Großmacht

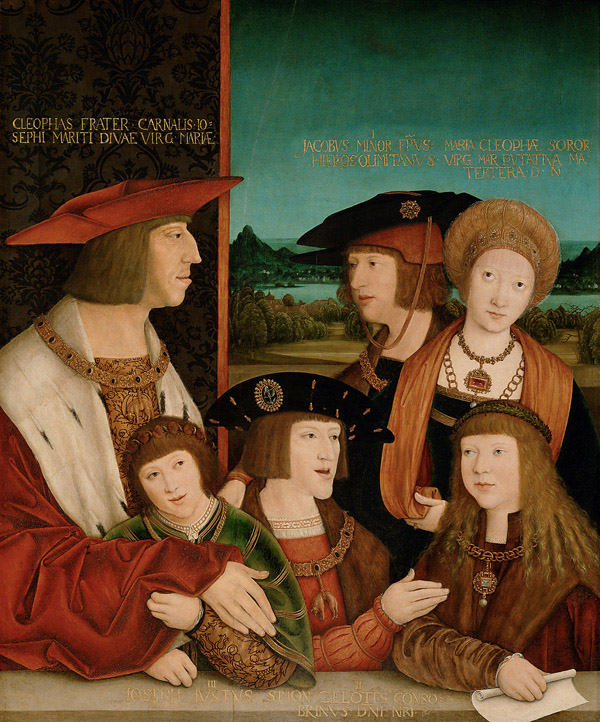
Bella gerant alii – tu felix austria nube („Kriege mögen andere führen – Du, glückliches Österreich, heirate!“): Maximilian I. (links) im Kreise seiner Familie

Die Hausmacht des Kaisers im Reich war nicht besonders groß, da die vielen adligen Herrscherhäuser innerhalb und außerhalb des Reiches nach eigener politischer Macht strebten. So hinterließ die glanzlose, aber zähe Politik Friedrichs III. eine gefestigte Herrschaft. Deren Bedeutung wurde erhöht durch die Heirat (1477) seines Sohnes Maximilian mit Maria, der Erbin des burgundischen Länderkomplexes zwischen dem Heiligen Römischen Reich und Frankreich. Nach dem frühen Tod Marias heiratete Maximilian die bretonische Prinzessin Anne de Bretagne, die einen Erbanspruch auf die Bretagne besaß. Eine Intervention Frankreichs verhinderte dort jedoch die Machtübernahme der Habsburger. 1496 verheiratete Maximilian I. seinen Sohn Philipp den Schönen mit der Infantin Johanna (der Wahnsinnigen) von Kastilien und Aragon. Er sicherte den Habsburgern damit nicht nur die Erbrechte auf Spanien, Neapel, Sizilien und Sardinien, sondern auch auf die spanischen Kolonien. Die Heiratspolitik der Habsburger wird im berühmten Spruch ausgedrückt: Bella gerant alii – tu felix austria nube („Kriege mögen andere führen – Du, glückliches Österreich, heirate!“). Im Jahr 1499 endete der Schwabenkrieg. Die Habsburger mussten im Frieden zu Basel ihr Stammland mit der Habichtsburg aufgeben. Damit begann die rechtliche Ablösung der Schweiz vom Heiligen Römischen Reich, die im Westfälischen Frieden von 1648 endgültig besiegelt wurde. Im Jahr 1500 erbte Maximilian die Grafschaft Görz. Durch die schnelle Expansion des Herrschaftsgebietes waren die Habsburger um 1500 kurz davor, eine weltumspannende Universalmonarchie zu errichten, was im Motto des 1519 gekrönten Karl V. zum Ausdruck kommt: Plus Ultra (Über alles bisherige hinaus). Er konnte diesen Anspruch im Angesicht starker Gegner zwar nicht einlösen, gilt aber bis heute als der mächtigste Habsburger aller Zeiten.

Europäischer Herrschaftsbereich des Habsburgers Kaiser Karl V., nach seiner Wahl zum Kaiser im Jahr 1519.
Kastilien (weinrot)
Besitzungen Aragons (rot)
Burgundische Besitzungen (orange)
Österreichische Erblande (gelb)
weitere Gebiete des Heiligen Römischen Reiches (blassgelb), die außer den österreichischen und burgundischen Besitzungen zum Herrschaftsgebiet Karls gehörten

Auf dem Reichstag zu Worms von 1521 wurden die österreichischen Länder von Kaiser Karl V. an seinen Bruder Ferdinand I. übergeben, der die Anfänge zentraler Verwaltungsstrukturen etablierte. Ferdinand I. heiratete im selben Jahr Anna, die Erbfolgerechte in Böhmen und Ungarn in die Ehe einbrachte. 1524 fügte Karl V. Friesland dem habsburgischen Hausgut hinzu. 1526 nach der unglücklich verlaufenen Schlacht von Mohács erbte Ferdinand (dank der Ansprüche seiner Frau) nicht nur die Königreiche Ungarn und Böhmen (mit den Nebenländern Mähren, Schlesien und Lausitz), sondern auch die permanente Bedrohung durch das Osmanische Reich, gegen das Ungarn vorher ein territorialer Schutzschild gewesen war. Zudem gerieten die Habsburger zum ersten Mal mit dem ungarischen Adel in Konflikt, der damals den Gegenkönig Johann Zápolya unterstützte. 1528 gerieten Overijssel und Utrecht unter habsburgische Herrschaft. 1531 wurde mit Hilfe von Bestechungsgeldern Ferdinand I. zum römisch-deutschen König gewählt. Das Herzogtum Mailand wurde von Karl V. annektiert.
1538 war das Königreich Ungarn dreigeteilt:
- Das königliche Ungarn (die heutige Slowakei, Burgenland, Westkroatien und Teile des heutigen Ungarn) blieb bei Habsburg.
- Die Mitte des Landes fiel an die Türken.
- Siebenbürgen kam unter die Kontrolle rivalisierender ungarischer Adeliger.

1555/56 dankte Karl V. nach dem Augsburger Religionsfrieden ab. Dies führte zur Teilung der Habsburger in eine spanische und in eine österreichische Linie. Die österreichische Linie stellte bis 1806 fast ununterbrochen den römisch-deutschen Kaiser.

### Reformation, Gegenreformation und katholische Reform in den habsburgischen Ländern
Sächsische Bergleute brachten die Ideen und Schriften Martin Luthers und der Reformation um 1520 in die Bergwerksstädte Hall in Tirol, Schwaz, Rattenberg und Schladming. Infolge kirchlicher Missstände trafen sie auf reges Interesse. Um 1530 war das österreichische Gebiet durch den Einfluss dieser Bergleute und Studenten, die bei Luther und seinen Mitstreitern in Wittenberg studiert hatten, größtenteils evangelisch geworden. Besonders viele Personen unter den Adligen hatten sich dem Protestantismus zugewandt, der Adlige Jörger von Tollet in Hernals war ein vehementer Befürworter der Reformation. In Niederösterreich hatten etwa 90 Prozent aller Bewohner das lutherische Bekenntnis angenommen, Oberösterreich war ab 1525 mehrheitlich evangelisch und Kärnten war zwischen 1525 und 1627 ein protestantisches Gebiet. Im Tirol waren die Bergbaugebiete und regionale Zentren zu Orten der Reformation geworden, im Vorarlberg war der neue Glaube nur bei wenigen städtischen Händlern und Unternehmern vertreten. Vor allem Kaiser Ferdinand I. und der Salzburger Erzbischof Matthäus Lang versuchten, die Reformation zu bekämpfen.
Die Rekatholisierung setzte erst nach 1550 im Rahmen der Gegenreformation richtig ein, dafür aber mit umso größerer Heftigkeit und Gewalttätigkeit. In diesem Prozess taten sich die Jesuiten, seit 1551 mit einer Niederlassung in Wien, und Kardinal Melchior Khlesl, der Kanzler von Erzherzog Matthias, hervor. Zeitgleich mit der Repression gegen die Protestanten um 1600 nahm der Bau von Klöstern, Kirchen und Kapellen in den Städten zu, um die katholische Frömmigkeit zu fördern. Ein führender Betreiber dieser Politik war Ferdinand II., der von 1619 bis 1637 regierte, von dem der Ausspruch kolportiert wird, er wolle lieber eine Wüste regieren als ein Land voller Ketzer. Der evangelische Adel wurde 1627 und 1628 ausgewiesen oder musste wieder katholisch werden, was das öffentliche evangelische Zeitalter in Österreich beendete. Die verbliebenen Protestanten hielten sich bis zum Toleranzpatent 1781 von Joseph II. in den Alpen und in ländlichen Gebieten wie im südlichen Oberösterreich, in der Obersteiermark und in Kärnten auf, um nicht aufzufallen und verfolgt zu werden.
Aufgrund dieser Politik wurden die österreichischen Länder auch in den Dreißigjährigen Krieg verwickelt, der durch den Ständeaufstand in Böhmen herbeigeführt wurde. Eine Zeit lang sah es so aus, als könnten die Habsburger das Heilige Römische Reich in eine absolutistische Monarchie umwandeln (siehe auch Schlacht am Weißen Berg, Restitutionsedikt); am Ende dieses Krieges waren sie jedoch auf die österreichischen und böhmischen Länder zurückgeworfen. So versuchten sie, aus diesen ein integriertes Staatsgebilde zu formen.
Seit den 1680er Jahren drängten ökonomische Theoretiker wie Philip Wilhelm von Hornick oder Johann Heinrich Gottlob von Justi in diese Richtung.

### Das Habsburgerreich und die osmanische Bedrohung
Nachdem es schon seit dem späten 15. Jahrhundert zu Einfällen von türkischen Marodeuren gekommen war, stieß das osmanische Heer im Jahr 1529 bis nach Wien vor und belagerte die Stadt. Nur die Tatsache, dass die Angreifer wegen der späten Jahreszeit zum Abbruch der Belagerung gezwungen waren, konnte die Stadt damals retten. In den folgenden fast 200 Jahren stellten die Türken eine ernsthafte Bedrohung für das Heilige Römische Reich dar und die Türkenkriege (mit oft verhalten beantworteten Hilfsanforderungen an die Reichsstände) waren immer wieder Thema auf den Reichstagen.

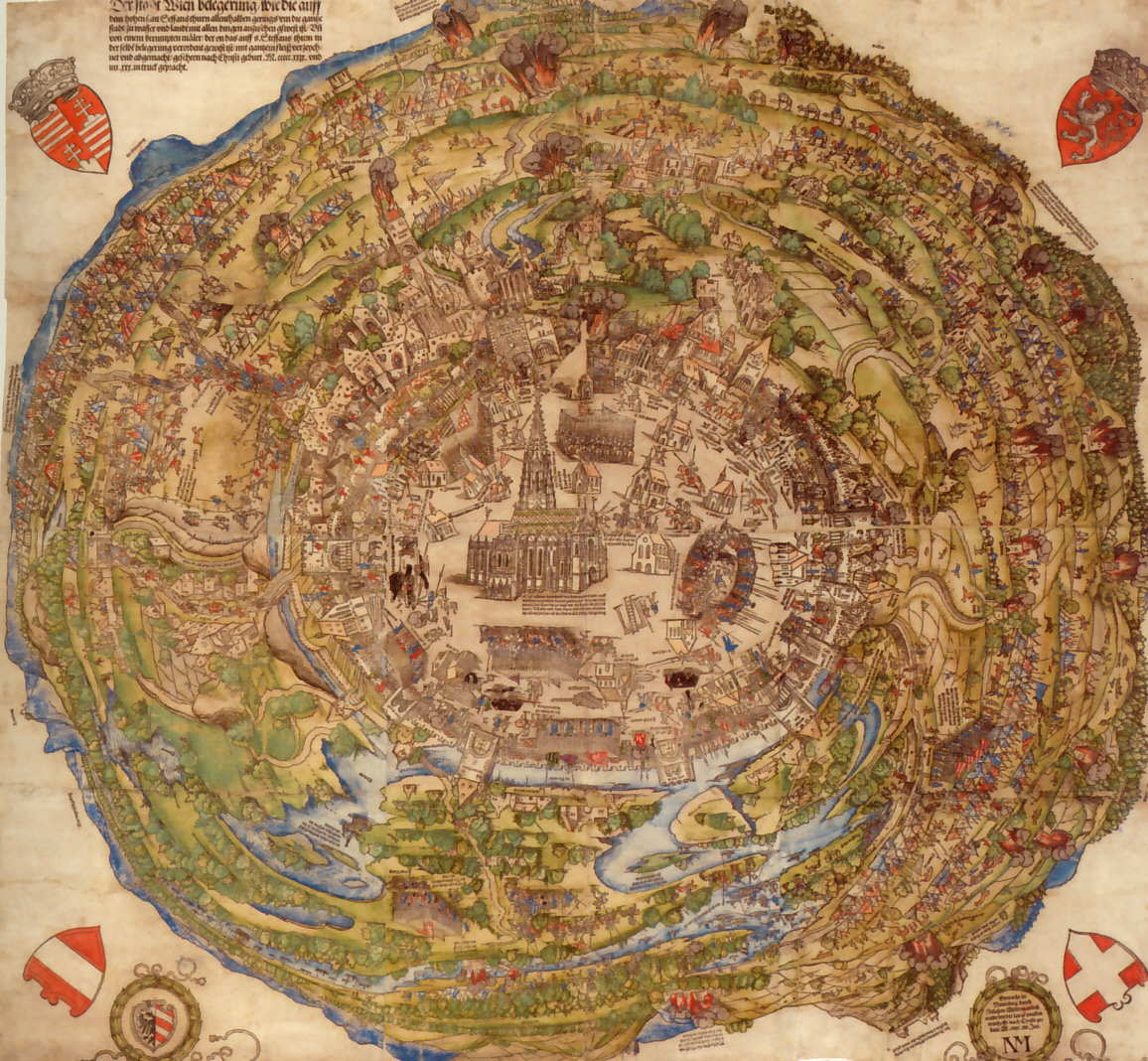
Meldeman Plan (1530) aus der ersten Balgerung Wiens durch die Osmanen (1529)

1683 belagerten die Osmanen Wien ein zweites Mal erfolglos. Einen entscheidenden Ausschlag gab das von Herzog Karl von Lothringen geführte Entsatzheer unter dem Oberbefehl des polnischen Königs Johann III. Sobieski, das mit seinen Husaren vom Kahlenberg aus den Belagerern in den Rücken fiel. In den Jahren darauf gelang schließlich der Befreiungsschlag gegen die osmanische Bedrohung. Mit Hilfe von fähigen Feldherren wie Karl von Lothringen und Prinz Eugen von Savoyen konnten die Osmanen während des Großen Türkenkrieges 1683–1699 und in einem weiteren Türkenkrieg 1716–1718 bis hinter Belgrad zurückgeworfen werden. Im Frieden von Karlowitz 1699 gelangte ganz Ungarn sowie Slawonien in den Besitz Österreichs. Die weiteren Gebietsgewinne aus dem Frieden von Passarowitz (1718) wurden im Frieden von Belgrad (1739) allerdings mit Ausnahme des Banats wieder rückgängig gemacht.
Dies ermöglichte nun ein beispielloses Aufblühen der Barockkultur, die eine spezifisch österreichische Ausformung entwickelte und Stadt („Vienna gloriosa“) und Land zutiefst prägte.

### Erbfolgekriege

Habsburgermonarchie 1789

Nach dem Aussterben der spanischen Habsburger 1700 kämpften die österreichischen Habsburger gegen Ludwig XIV. im Spanischen Erbfolgekrieg um das dortige Erbe an der Monarchie. Der Krieg wurde vor allem von Kaiser Joseph I. mit Verve und Erfolg geführt – nach seinem Tod brach jedoch alles zusammen. Sein Bruder Karl war der letzte lebende männliche Habsburger; er hätte ein Weltreich geerbt, was die anderen europäischen Mächte verhinderten. Im Frieden von Utrecht 1713 wurden die französischen Bourbonen als spanische Herrscher eingesetzt; den Habsburgern blieben aus der Erbmasse alle europäischen Nebenlande Spaniens (Spanische Niederlande, Neapel, die Lombardei).
1713 erließ Karl VI. auch die Pragmatische Sanktion, die als erstes Grundgesetz für die Habsburgermonarchie angesehen werden kann. Die Pragmatische Sanktion bestimmte die Unteilbarkeit und Untrennbarkeit der Monarchie und führte zu diesem Zweck eine einheitliche Thronfolge nach den Prinzipien der Primogenitur und der subsidiären weiblichen Erbfolge ein. Diese Regelung hatte bis zum Ende der Habsburgermonarchie 1918 Bestand. Sie wurde 1867 von Ungarn im Ausgleich explizit bestätigt.
In der Geschichtsschreibung wird oft behauptet, Karl VI. habe die weibliche Thronfolge ermöglicht, weil er nur zwei Töchter, die 1717 geborene Maria Theresia (1740–1780) und Maria Anna, hinterließ. Dies ist falsch: zum Zeitpunkt der Erlassung der Pragmatischen Sanktion 1713 war noch keines seiner vier Kinder (ein Sohn (*/† 1716), drei Töchter (1717, 1718 und 1724)) geboren.
Nach dem erfolgreichen Türkenkrieg von 1714 bis 1718 erhielten die Habsburger Nordbosnien, Nordserbien (ungefähr das Gebiet der heutigen Vojvodina), das Banat und die kleine Walachei. Durch die sogenannten Schwabenzüge erfolgte die organisierte An- und Besiedlung dieser infolge der Türkenkriege fast menschenleeren Gebiete mit vornehmlich deutschstämmigen katholischen Untertanen. Mit dem Tausch von Sardinien gegen Sizilien erzielte das österreichische Habsburgerreich seine größte territoriale Ausdehnung.
Mit dem Tod Karls VI. 1740 waren die Habsburger im Mannesstamm ausgestorben. Daher trat aufgrund der Pragmatischen Sanktion seine Tochter Maria Theresia die Herrschaft in den österreichischen Ländern an. Mit ihrem Ehemann Franz Stephan von Lothringen wurde sie Begründerin der neuen Dynastie Habsburg-Lothringen. Ihr Erbe konnte sie im Österreichischen Erbfolgekrieg (1740–1748) weitgehend verteidigen. Im Vorfrieden von Breslau, der im Frieden von Berlin 1742 bestätigt wurde, fiel jedoch der Großteil Schlesiens, mit Ausnahme von Österreichisch-Schlesien, an Preußen und konnte trotz vieler Bemühungen und zweier weiterer Kriege (unter anderem 1756–1763) nicht wiedergewonnen werden.

### Reformen Maria Theresias

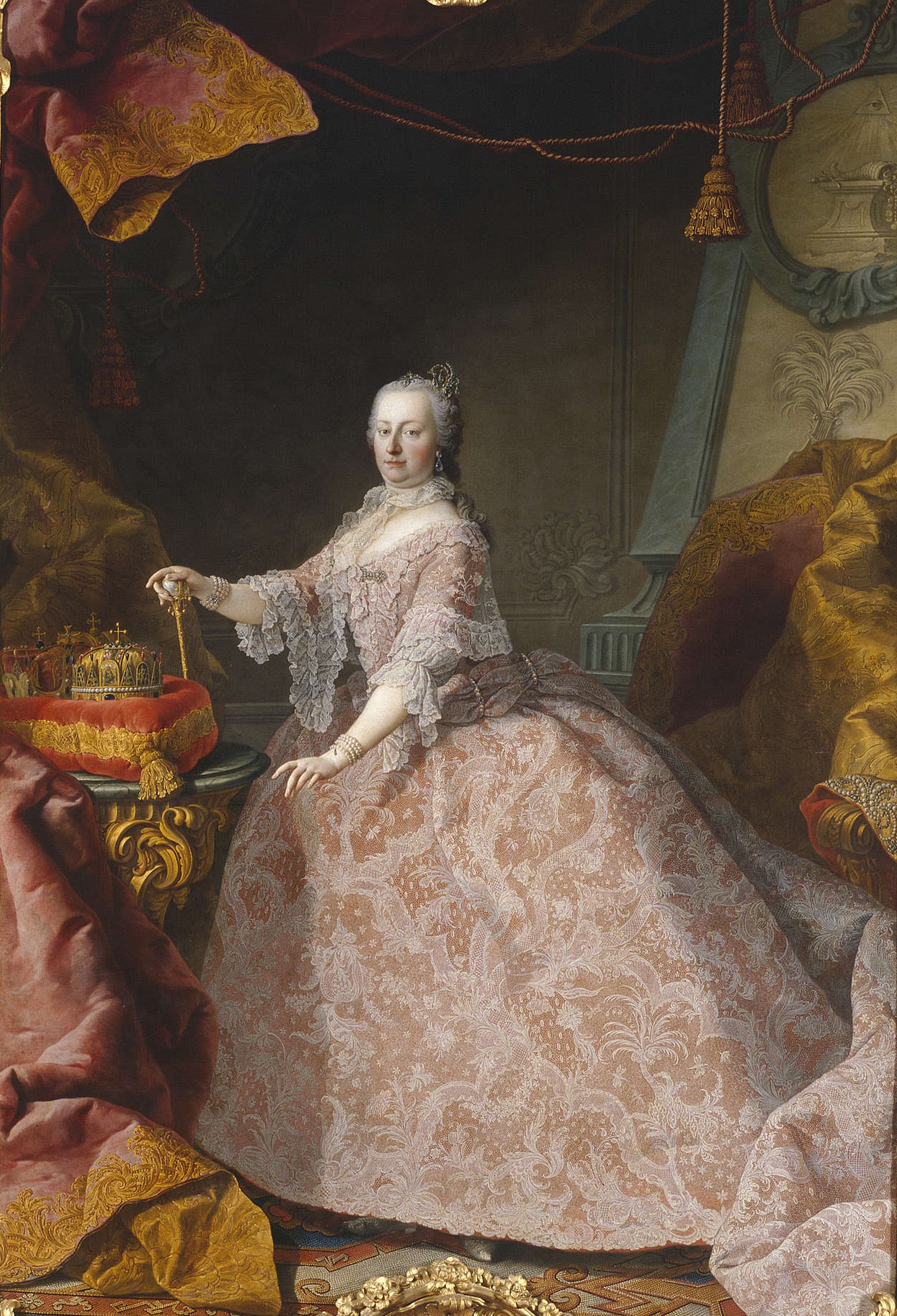
Maria Theresia

In den darauffolgenden Jahren wurden von Maria Theresia einige Änderungen für die Erblande in Österreich und Böhmen durchgeführt:
- Sonderrechte in der Monarchie wurden eingeschränkt.
- Die Nebenländer verloren das Recht auf eine eigene Verwaltung.
- Die Stände verloren ihr Mitspracherecht bei Entscheidungen der Regierung.
- Justiz und Verwaltung wurden getrennt.
- Die Hofkammern der österreichischen und der böhmischen Länder wurden zu einer zentralen Finanz- und Militärbehörde vereint.
- Der Adel wurde zum Dienst für die Monarchie verpflichtet.
- Die Unterrichtspflicht wurde eingeführt.

Der ungarische Adel, der Maria Theresia im Machtkampf am Beginn ihrer Herrschaft unterstützt hatte, behielt seine Privilegien. Es entstand somit ein österreichisch-ungarischer Dualismus.
Unter Maria Theresia begann man, die damals sehr dünn besiedelten Gebiete in Galizien und Lodomerien, dem Banat und Siebenbürgen zu besiedeln. Die prägendste Einwanderergruppe waren die Donauschwaben. Diese Siedlungspolitik wurde bis zum Zerfall der Monarchie weitergeführt und führte unter anderem auch zur Ansiedlung von Juden in der Bukowina, die im späten 19. Jahrhundert die dortige Kultur stark prägten.

### Aufgeklärter Absolutismus

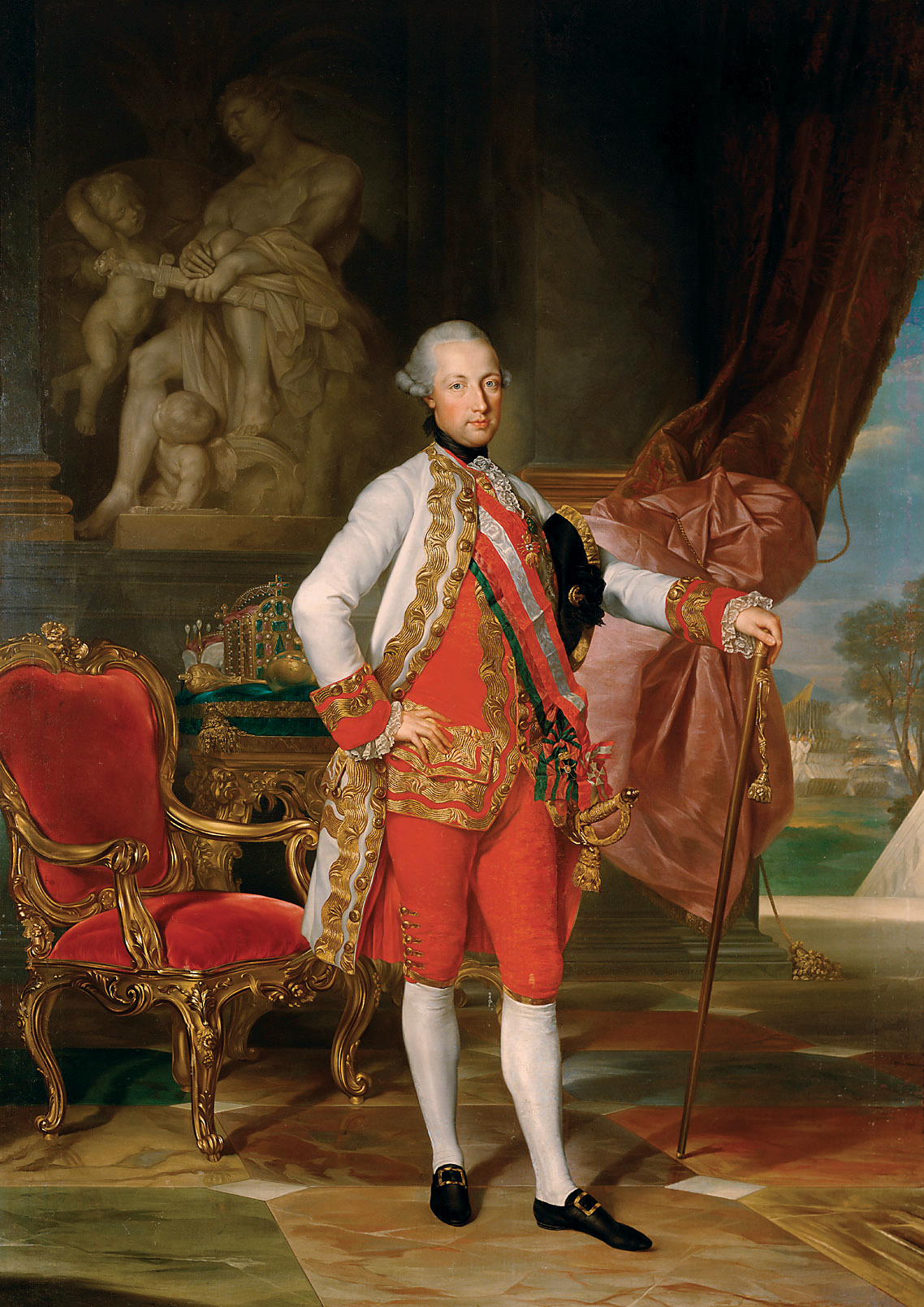
Joseph II.

1765 wurde ihr Sohn Joseph II. Kaiser des römisch-deutschen Reiches und zum Mitregenten ernannt, er sollte jedoch erst nach dem Tod Maria Theresias 1780 die Amtsgeschäfte zur Gänze übernehmen. Joseph II. führte viele Reformen durch; seine Regierungsform (Josephinismus) wurde später als aufgeklärter Absolutismus bezeichnet (Alles für das Volk, nichts durch das Volk.) Er öffnete ab 1766 bisherige Privatparks des Kaiserhofes für jedermann. Er schaffte 1781 die Leibeigenschaft ab und schloss Klöster, die nur kontemplativ tätig waren und keine Leistungen für die Allgemeinheit erbrachten. Nachdem 1779 im Frieden von Teschen das Innviertel für Österreich gewonnen wurde, scheiterte 1785 der Versuch, Bayern gegen die Österreichischen Niederlande zu tauschen. Weitere Reformen wurden vor allem durch den Widerstand Ungarns und der Österreichischen Niederlande verhindert, wo 1789 die Brabanter Revolution ausbrach. Trotzdem gilt Joseph als wichtiger Aufklärer und entscheidender Wegbereiter der bürgerlichen Gesellschaft.
Österreich wirkte 1773 an der ersten und in der Folge 1795 an der dritten Teilung Polens mit. (Maria Theresia wollte 1773 dem Gebietsgewinn von Preußen und Russland nicht untätig zuschauen.) Bei der ersten Teilung erhielt Österreich Galizien mit dem Gebiet um Lemberg und gründete das Königreich Galizien und Lodomerien. Bei der dritten Teilung konnte Österreich das später Westgalizien genannte Gebiet mit Kleinpolen bis südöstlich von Warschau für sich gewinnen.
Joseph II. starb im Februar 1790; Nachfolger wurde sein sechs Jahre jüngerer Bruder Leopold II. Seine Hilfe – gemeinsam mit Preußens Friedrich Wilhelm II. – für den französischen König Ludwig XVI. kam nicht mehr zustande; Leopold II. starb im März 1792 im Alter von 44 Jahren.
Die aufklärerischen Ansätze wurden nach dem Schock der Französischen Revolution schnell eingefroren: Leopolds Sohn Franz II. (als römisch-deutscher Kaiser, später Franz I. von Österreich) trieb eine „geradezu starrköpfige Reaktionspolitik“, die vor allem mit dem Namen des Staatskanzlers von Metternich verbunden ist. Diese politische Stagnation sollte die gesamte erste Hälfte des 19. Jahrhunderts andauern. Durch sie geriet Österreichs gesellschaftliche und wirtschaftliche Entwicklung gegenüber Preußen, Frankreich und Großbritannien ins Hintertreffen.

## Kaisertum Österreich (1804–1866)
Nach der Französischen Revolution wurde auch Österreich in die Napoleonischen Kriege verwickelt. Die Kaiserkrönung Napoleons 1804 wurde von Franz II. mit der Ausrufung des Kaisertums Österreich beantwortet; Kaiser Franz II. war nun als Franz I. auch Kaiser von Österreich. Das Kaisertum umfasste das gesamte Herrschaftsgebiet der Habsburger, auch Ungarn, das sich, letztlich erfolgreich, gegen das Aufgehen in einem österreichischen Einheitsstaat wehrte. Im Frieden von Pressburg Ende 1805 musste Österreich große Gebiete abtreten, unter anderem Venetien, Tirol und Vorarlberg an das mit Napoleon verbündete Bayern; dafür kam Salzburg, bis 1803 geistliches Reichsfürstentum, zu Österreich. Auf Drängen Napoleons legte Franz II. 1806 die Kaiserkrone des Heiligen Römischen Reiches nieder, das damit zu existieren aufhörte.
Drei Wochen zuvor hatten deutsche Fürsten auf Bestreben Napoleons den ihm zur Heeresfolge verpflichteten Rheinbund gegründet. Auf Drängen des mittlerweile zum Außenminister aufgerückten Metternich wurde Erzherzogin Marie Louise, die Tochter von Kaiser Franz I., 1810 mit Napoleon Bonaparte verheiratet. Im Oktober 1813 schlugen vereinigte österreichische, russische und preußische Truppen in der Völkerschlacht bei Leipzig Napoleons Truppen vernichtend. Im April 1814 dankte er ab; im September begann der Wiener Kongress zur Neuordnung Europas. Hier erhielt Österreich viele an Frankreich verlorene Gebiete zurück und tauschte die schwäbischen Vorlande gegen das nun definitiv an Österreich gelangende Erzstift Salzburg. Durch Nebenlinien beherrschten die Habsburger nun auch weite Teile Mittelitaliens (Näheres hier).
Die Napoleonischen Kriege und der Wiener Kongress zerrütteten die Staatsfinanzen derartig, dass es zum österreichischen Staatsbankrott von 1811 und 1816 kam. Die Bancozettel, die damalige Papierwährung, verloren dramatisch an Wert und konnten nur noch im Verhältnis 5:1 in sogenannte „Einlösungsscheine“ umgetauscht werden.

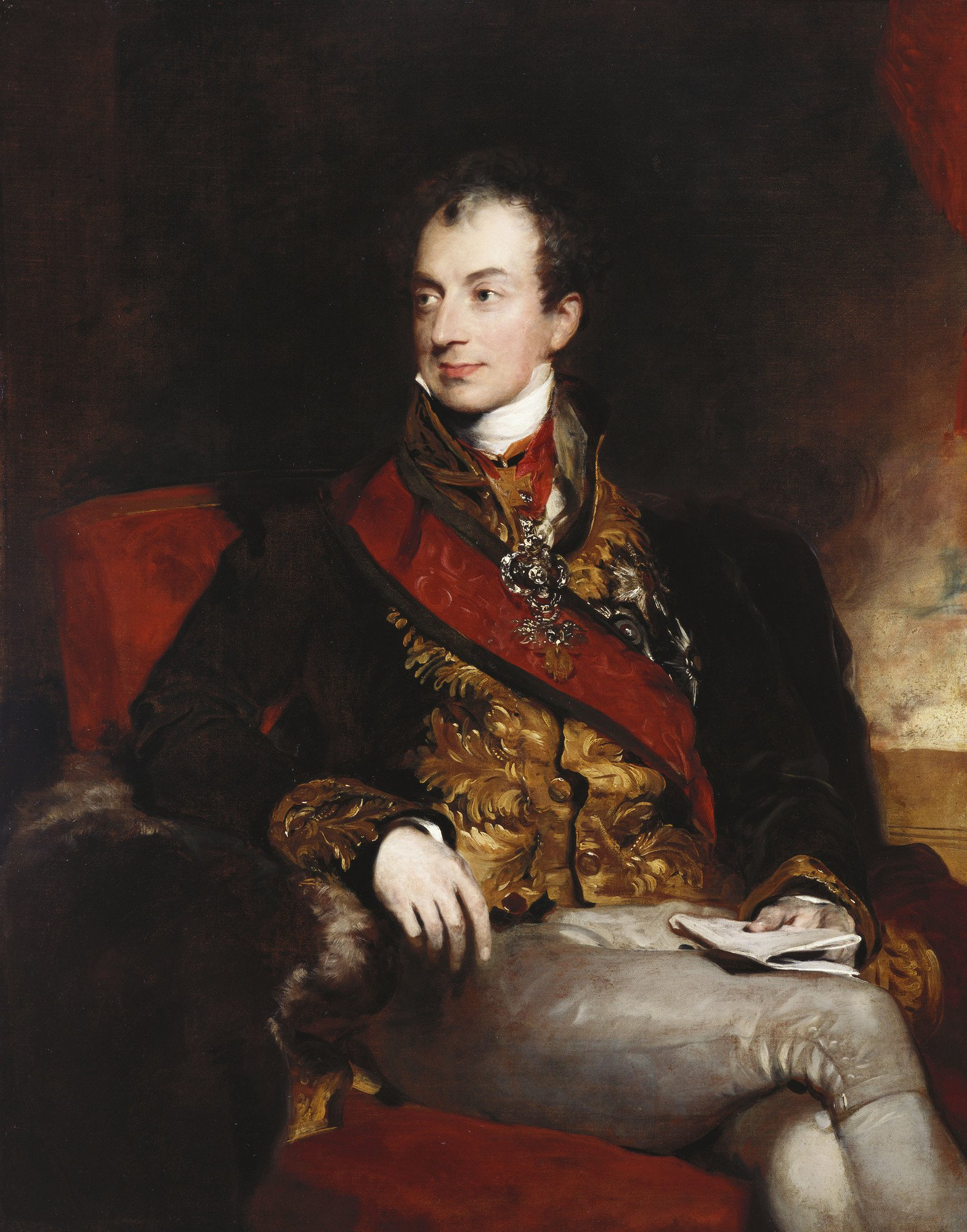
Fürst von Metternich

Im März 1815 kehrte Napoleon aus seinem Exil in Elba nach Frankreich zurück (→ Herrschaft der Hundert Tage), er wurde im Juni 1815 in der Schlacht bei Waterloo endgültig besiegt. 1815 wurde der Deutsche Bund mit dem Bundestag in Frankfurt unter dem ständigen Vorsitz Österreichs als Nachfolger des Heiligen Römischen Reiches gegründet. Gleichzeitig schlossen Preußen, Österreich und Russland die Heilige Allianz, die gegen alle Liberalisierungs- und Demokratisierungsideen, die von Westeuropa ostwärts wanderten, die politische Stabilität in Europa garantieren sollte.
Die ersten Jahren nach den Kriegen waren wirtschaftlich schwierig; Mitte der 1820er Jahre begann eine Phase von Wirtschaftswachstum, wachsender Bevölkerung und technischen Fortschritten. Die staatlichen Einnahmen wuchsen; die Ausgaben konnten verringert werden. In der Landwirtschaft nahm die bewirtschaftbare Fläche zu und durch den Einsatz eiserner Pflüge, vermehrter Fruchtwechsel und besserer Düngerwirtschaft stieg die Produktivität. Dies wirkte sich positiv auf die Ernährungssituation der Bevölkerung aus. Gründlichere Ausbildung der Ärzte führte zu besserer medizinischer Versorgung und einem Rückgang der Kindersterblichkeit. So stieg trotz einer Cholera-Epidemie 1830/31 die Bevölkerungszahl (ohne Vorlande, Lombardei und österreichische Niederlande) von 22 Millionen im Jahr 1790 auf 31 Millionen im Jahr 1850.
Der Einsatz von Dampfmaschinen löste einen protoindustriellen Innovationsschub aus, bestehende Manufakturen wurden ausgebaut. Die Textilproduktion wurde gesteigert. Wachsende Wirtschaftsbereiche waren auch Bergbau und Hüttenwesen sowie die Papierindustrie. Das Verkehrssystem wurde in dieser Zeit effektiver und begünstigte zunehmend die gesellschaftliche Mobilität. Postkutschen wurden technisch verbessert; das Poststraßennetz wurde ausgebaut und mit besser Schotterung versehen. Dampfmotoren ermöglichten einen effizienteren Schiffsverkehr für Personen und Güter. 1829 wurde die Erste Donau-Dampfschiffahrts-Gesellschaft gegründet, 1833 der Österreichische Lloyd. Auch die Eisenbahn, zunächst noch als Pferdeeisenbahn angelegt, setzte bald auf Dampflokomotiven; 1835 erging die Konzession für den Bau der Kaiser Ferdinands-Nordbahn als erster Dampfeisenbahn in Österreich (siehe auch Geschichte der Eisenbahn in Österreich).
Die Industrialisierung begann in Österreich später als in einigen anderen europäischen Staaten. Gebiete der Rohstoffgewinnung, Verarbeitungszentren und Absatzmärkte waren oft nicht direkt miteinander verbunden, wodurch sich keine industriellen Großräume entwickelten.
Der Bau von Bahnstrecken war im Hügelland und im Gebirge aufwändig und teuer, weil Bahnstrecken nur eine geringe maximale Steigung haben dürfen; deshalb mussten zahlreiche Eisenbahntunnel und Eisenbahnbrücken gebaut werden.
Auch der Bau oder Ausbau von Alpenpässen war oft aufwändig.
In der ersten Hälfte des 19. Jahrhunderts kam es zu einem Erstarken nationalistischer Bewegungen. Verschiedene Nationalitäten im Vielvölkerstaat Österreich arbeiteten vehement gegeneinander und konnten vom Kaiserhaus gegeneinander ausgespielt werden. Diese Uneinigkeit der Nationalitäten und die Hilfe Russlands retteten in der Revolution von 1848 das Kaisertum vor dem Auseinanderfallen.
1848 kam es im Zuge der Märzrevolution auch in Österreich zu Aufständen. Am 13. März 1848 verlangten zahlreiche Gruppen in Petitionen Pressefreiheit, Geschworenengerichte und akademische Freiheiten. Die anschließenden Demonstrationen wurden jedoch blutig niedergeschlagen. In Wien kam es daraufhin zu heftigen Aufständen; Metternich wurde entlassen und floh nach Großbritannien. Die Zensur wurde aufgehoben, Pressefreiheit und eine Verfassung im formellen Sinn wurden versprochen. Die Pillersdorfsche Verfassung wurde am 25. April 1848 verkündet, trat aber nie in Kraft. Sie stieß vor allem wegen der Bestimmungen über die Zusammensetzung des Reichstages auf Ablehnung, weshalb sie am 16. Mai als provisorisch erklärt (mit Zusage des allgemeinen und gleichen Wahlrechts) und im Juli schließlich ganz zurückgenommen wurde.
Wie alle anderen Mitgliedsstaaten des Deutschen Bundes beteiligte sich Österreich an den Wahlen zur Frankfurter Nationalversammlung, die vom 18. Mai 1848 bis zum 31. Mai 1849 in der Frankfurter Paulskirche tagte. In das erste frei gewählte Parlament für die deutschen Nachfolgestaaten des Heiligen Römischen Reiches entsandte es 102 Abgeordnete. Nachdem sich in der Versammlung keine Mehrheit für die von Österreich verfolgte großdeutsche Lösung fand und stattdessen die kleindeutsche Lösung beschlossen wurde, zogen die Abgeordneten Österreichs am 5. April 1849 aus Frankfurt ab.
Auf Grundlage der Pillerdorfschen Verfassung trat am 22. Juli 1848 der Reichstag, das erste österreichische Parlament im modernen Sinne, in Wien zusammen. Man nutzte die Winterreitschule als provisorische Unterkunft, weil es noch kein Parlamentsgebäude gab.
Inzwischen griff die Revolution auf andere Teile der Monarchie (Ungarn, Mailand, Venetien und Prag) über. Der Aufstand in Oberitalien wurde von Josef Wenzel Radetzky von Radetz niedergeschlagen, der Prager Pfingstaufstand im Juni von Alfred I. zu Windisch-Graetz. Im September übernahm in Ungarn Lajos Kossuth die Macht und stellte eine Armee auf. Als sich in Wien kaiserliche Truppen weigerten, nach Ungarn abzumarschieren, und von Bürgern unterstützt wurden, brachen heftige Kämpfe aus. Ungarn konnte nur mit Hilfe Russlands zurückerobert werden.
Der Hof floh nach Olmütz in Mähren und verlegte den Reichstag in das benachbarte Städtchen Kremsier. Am Ende des Wiener Oktoberaufstandes wurde Wien am 1. November von kaisertreuen Truppen unter Führung von Windischgrätz und Joseph Jelačić von Bužim erobert. Bei den Kämpfen starben rund 2000 Menschen, 24 führende Revolutionäre wurden hingerichtet. Die Revolution wurde von der kaiserlich-österreichischen Armee blutig niedergeschlagen und war somit gescheitert.
In Olmütz, wo die führenden Habsburger über die Zukunft ihrer Dynastie berieten, dankte Kaiser Ferdinand I. zugunsten seines 18-jährigen Neffen Franz Joseph Karl ab, der im Dezember 1848 als Franz Joseph I. den Thron bestieg und von Fürst Felix Schwarzenberg als Ministerpräsident unterstützt wurde. Der Reichstag von Kremsier wurde am 4. März 1849 aufgelöst. Am selben Tag wurde eine neue Verfassung vom Kaiser oktroyiert (Oktroyierte Märzverfassung), die jedoch nur zu einem geringen Teil wirksam wurde; insbesondere wurde kein neuer Reichstag einberufen. Nachdem die Aufstände in Italien und in Ungarn vollständig niedergeschlagen worden waren, hob Franz Joseph mit den Silvesterpatenten vom 31. Dezember 1851 auch die Oktroyierte Märzverfassung von 1849 wieder auf und leitete eine Phase des Neoabsolutismus ein.
1853 wurde das Bündnis mit Russland schwer erschüttert, weil weder Preußen noch Österreich in den Krimkrieg eingriffen. Von da an datiert der österreichisch-russische Gegensatz, der sich durch die Balkankrisen der nachfolgenden Jahrzehnte wesentlich verschärfte.
Die Zeit des Neoabsolutismus neigte sich mit den Niederlagen der kaiserlichen Truppen in Italien 1859 gegen die italienische Einigungsbewegung (Risorgimento) dem Ende zu: Die Direktregierung durch den Kaiser und seine Minister ohne jedes Parlament hatte selbst im Großbürgertum keine Anhänger mehr und konnte sich auch nicht durch Erfolge legitimieren. Der Kaiser trat nach seiner unglücklichen Heerführung 1859 nie mehr selbst als Feldherr auf. Das Oktoberdiplom 1860 und das Februarpatent 1861 waren kurzlebige Verfassungsexperimente; die mit dem Februarpatent eingeführten Landesverfassungen der Kronländer und deren Landtage als Landesparlamente bestanden aber bis 1918.
Die Niederlage von Königgrätz im Deutschen Krieg von 1866 (Deutscher Bund unter Vorsitz Österreichs gegen Preußen) führte zur Auflösung des Deutschen Bundes. Hintergrund des Krieges war, dass Bismarck ein deutsches Bündnissystem unter der Hegemonie Preußens anstrebte. Eine solche Hegemonie war nach Einschätzung Bismarcks nur ohne Österreich im Rahmen der „kleindeutschen Lösung“ möglich, da Österreich als bisherige Hegemonialmacht des Deutschen Bundes wirtschaftlich und militärisch zu bedeutend war. Nach dem preußischen Sieg, der durch technisch überlegene Waffen erreicht wurde, konnte Bismarck gegen den Willen Österreichs die Gründung eines Norddeutschen Bundes ohne Österreich durchsetzen. Im Krieg 1866 ging Venetien (trotz der für Österreich erfolgreichen Seeschlacht von Lissa unter Admiral Wilhelm von Tegetthoff) verloren; das Ansehen Franz Josephs I. erreichte einen Tiefpunkt.

## Österreich in der Doppelmonarchie Österreich-Ungarn (1867–1918)

Kleines Wappen der Österreichisch-Ungarischen Monarchie bis 1915

Die österreichisch-ungarische Monarchie, auch als k.u.k. Monarchie oder inoffiziell als Donaumonarchie bezeichnet, wurde 1867 als Resultat des sogenannten Ausgleichs mit dem Königreich Ungarn gegründet. Ungarn schied damit aus dem bisherigen Einheitsstaat aus und erhielt eine eigene königliche Regierung. Am 8. Juni 1867 wurde Kaiser Franz Joseph I. von Österreich auf dem Burghügel im damaligen Ofen (ungarisch Buda), später rechtsufriger Teil von Budapest, zum Apostolischen König von Ungarn gekrönt. Das Königreich Ungarn war nun, innenpolitisch selbstständig, gleichberechtigter Staat in einer Realunion mit Österreich, die sich verpflichtend nur auf Außenpolitik, Kriegswesen und die gemeinsame Finanzierung dieser beiden Ressorts erstreckte; freiwillig, aber ohne gemeinsame Ministerien, kamen gemeinsame Regelungen für Währung, Wirtschafts- und Handelspolitik, die Anerkennung von Patenten und Firmenregistrierungen etc. dazu. Die Außenpolitik wurde vorerst durch den Dreikaiserbund und in späterer Zeit durch den Zweibund mit dem Deutschen Reich bzw. den Dreibund (mit Italien) geprägt.
Die nicht-ungarischen Kronländer (die im Reichsrat vertretenen Königreiche und Länder), die im Kaisertum verblieben, erhielten am 21. Dezember 1867 die aus mehreren Grundgesetzen bestehende Dezemberverfassung, die im Wesentlichen bis zum Ende der Monarchie Bestand hatte. Zunehmend wurde dabei zum Problem, dass die bisher herrschende Nationalität, die deutsche, von den slawischen Nationalitäten (Polen, Ruthenen, Tschechen, Slowenen, Kroaten), wenn sie gemeinsam auftraten, überstimmt werden konnte. Die Mehrheitsbildung im Reichsrat wurde mit dem unvermeidlichen Fortschreiten der Demokratisierung des Wahlrechts immer schwieriger.
In dieser Zeit begann der – bisher von den Herrscherhäusern unterdrückte – Nationalismus seinen Siegeszug durch die Länder Europas und insbesondere der Habsburger Monarchie. Zur Abschwächung des ungarischen Nationalismus gedacht, verschärfte der Ausgleich von 1867 die Spannungen mehr, als er sie kalmierte. Dieser Ausgleich schuf nämlich die Situation, dass die nationalen Konflikte durch die Magyarisierungspolitik der ungarischen Regierung zusätzlich angeheizt wurden. Die Polen in Galizien kooperierten oft mit der Wiener Regierung und erhielten für Galizien bedeutende Infrastrukturinvestitionen aus dem cisleithanischen Staatsbudget. Die anderen slawischen Nationalitäten Altösterreichs fühlten sich mit den Deutschen, die die Staatsbürokratie dominierten, nicht gleichberechtigt. Die vergeblichen Bemühungen der Tschechischen Nationalbewegung in Böhmen und Mähren um einen österreichisch-tschechischen Ausgleich konkurrierten mit den Bestrebungen der dortigen deutschen Minderheit und der deutsch-nationalistischen Arbeiterpartei. Hier konnte die Einführung der amtlichen Zweisprachigkeit 1880 in Böhmen und Mähren, 1882 in den slowenischen Gebieten und in Österreichisch-Schlesien auch nicht weiterhelfen. Der Mährische Ausgleich 1905 nahm dem Nationalitätenkonflikt zwar in diesem Kronland einiges an Schärfe, für Böhmen konnte eine ähnlich ausgewogene Lösung aber nicht erreicht werden. Auch in Kärnten und der Steiermark mit ihren slowenischen Gebieten und in Tirol mit seinem italienischen Gebiet wurden Autonomiewünsche der jeweiligen Minderheit von der deutschen Mehrheit in den Landtagen schroff abgelehnt.

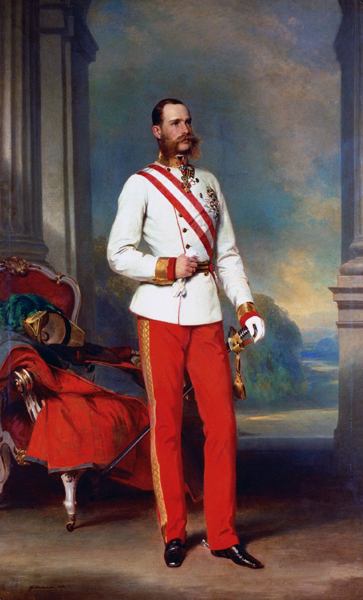
Kaiser Franz Joseph I.

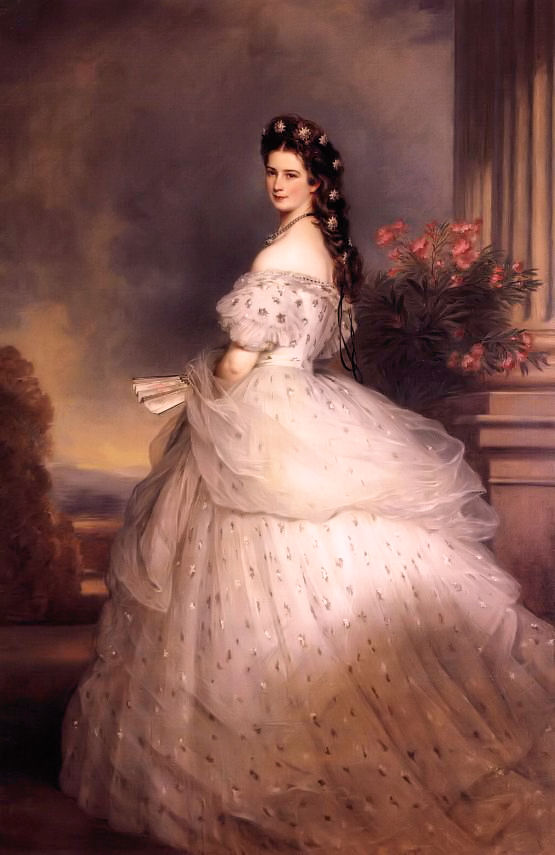
Kaiserin Elisabeth, genannt „Sisi“

Böhmen und Mähren wuchsen in der zweiten Hälfte des 19. Jahrhunderts zu den industriellen Zentren Altösterreichs heran. Hier war die Betriebsansiedlung einfacher als im gebirgigen Alpenraum, die verkehrsgeografische Lage (Nähe zu den Ballungszentren Berlin und Wien und zum oberschlesischen Industriegebiet des Deutschen Reiches) günstig, es standen ausreichend Arbeitskräfte zur Verfügung.
1878 hatte Österreich-Ungarn beim Berliner Kongress das Recht zugesprochen erhalten, die osmanische Provinz Bosnien-Herzegowina, bis dahin von Istanbul aus regiert, zu besetzen und zu verwalten. Die Doppelmonarchie investierte kräftig in die Modernisierung des Landes, das keiner der beiden Reichsteile dem anderen gönnte, so dass es, weder Teil Österreichs noch Ungarns, vom gemeinsamen Finanzministerium verwaltet wurde. Als die Monarchie die Provinz 1908 annektierte, führte dies zu starken Spannungen mit dem Königreich Serbien, das sich mittlerweile als Anwalt aller Südslawen sah, und war 1914 auch ein Grund für das Attentat in Sarajewo.
1879 wurde mit dem Deutschen Reich der Zweibund und 1882 mit Italien der Dreibund geschlossen. Er sollte noch für den Ersten Weltkrieg ausschlaggebend sein. Der Dreibund hatte von Anfang an mit der italienischen Irredenta zu kämpfen, was vor allem die Beziehungen mit Österreich belastete.
Um 1880 wurde der Wahlzensus (Mindeststeuerleistung als Bedingung für das Wahlrecht der Männer; Frauen weiterhin nicht wahlberechtigt, wenn nicht Großgrundbesitzerin) gelockert, was die Bildung von neuen Parteien ermöglichte:
- die Christlichsozialen mit Karl Lueger, die zuerst durch das Kleinbürgertum (mit seiner Angst vor den Proletariern und den Großkapitalisten) und später von den Bauern geprägt wurden;
- die Sozialdemokratische Arbeiterpartei unter Viktor Adler, die 1911 in eine deutschösterreichische und eine tschechische Partei zerfiel;
- die Deutschliberale Partei, die sich in eine radikale (Alldeutsche Vereinigung; strebte den Anschluss Deutschösterreichs an das Deutsche Reich unter den Hohenzollern-Kaisern an) und eine gemäßigte Gruppe aufteilte.

Kultur und Wirtschaft Österreichs erlebten um 1900 eine Blütezeit, während sich der Staat aufgrund des Nationalitätenhaders oft nur durch Fortfretten und Fortwurschteln (wienerische Ausdrücke für „mühsam weiterkommen“) weiterentwickeln konnte. Immerhin konnte der Reichsrat 1901 das Projekt Neue Alpenbahnen beschließen, ein umfangreiches Bahnbauprojekt, von dem sich zwei wichtige Neubaustrecken im heutigen Österreich befinden. Um 1900, zum fin de siecle, lebten Johann Strauss, Gustav Mahler, Sigmund Freud, Ernst Mach, Otto Wagner, Gustav Klimt, Karl Kraus, Arthur Schnitzler und viele andere Künstler und Wissenschaftler in Wien. Diese etwa zwei Jahrzehnte, in denen in Wien eine nie zuvor und danach erreichte Vielzahl an kulturellen und wissenschaftlichen Persönlichkeiten wirkte, wird auch als Wiener Moderne bezeichnet.
1906 gab Serbien nach einem ungarischen Importstopp für serbisches Schweinefleisch (der Fleischexport war eine Haupteinnahmequelle der serbischen Landwirtschaft) die Anlehnung an Österreich-Ungarn auf und begann mit russischer Unterstützung auf die Abtrennung der südslawischen Gebiete der Doppelmonarchie hinzuarbeiten (es handelte sich um slowenisch, kroatisch, serbisch und bosniakisch besiedelte Gebiete in beiden Reichshälften). Dieser mehrjährige Konflikt wird als „Schweinekrieg“ bezeichnet.
1905 begannen Verhandlungen der Sozialdemokratie mit der k.k. Regierung, die – wie Historiker das Ergebnis einschätzen – mit einem historischen Kompromiss endeten: 1907 fand die erste Reichsratswahl statt, bei der jeder erwachsene männliche Staatsbürger wahlberechtigt war und jede Stimme gleich viel zählte. Das Frauenwahlrecht wurde erst 1918 in der Republik eingeführt. Die Christlichsozialen gewannen 1907 vor den Sozialdemokraten und den liberalen Parteien. 1911 erreichten die Sozialdemokraten die meisten Mandate. (Von der absoluten Reichsratsmehrheit waren beide großen Parteien weit entfernt, da es auch zahlreiche kleinere, oft nur regional wirksame politische Parteien gab.)
In den letzten Jahrzehnten der Doppelmonarchie befand sich Altösterreich – abgesehen von seinen Nationalitätenfragen – in der Situation, dass Transleithanien nur etwa ein Drittel der gemeinsamen Ausgaben für Heer, Kriegsmarine und diplomatischen Dienst deckte, ohne Zustimmung der Budapester Regierung aber keine wesentliche außen-, wirtschafts- oder militärpolitische Entscheidung getroffen werden konnte. Der Reichsrat als Parlament war oft durch tschechische Obstruktionspolitik lahmgelegt; viele erforderliche Regelungen erfolgten daher auf Vorschlag der k.k. Regierung durch kaiserliche Verordnung statt durch Parlamentsbeschluss. Der Staat wurde im Wesentlichen von der k.k. Bürokratie und der k.u.k. Armee, beide übernational auf die Person des Monarchen eingeschworen, zusammengehalten. Man besprach in politischen Kreisen, so lange er lebt (gemeint war der greise Kaiser Franz Joseph I., 1910 bereits achtzig Jahre alt) werde es keine wesentlichen Veränderungen geben, sah diese aber für die Regierungszeit seines Nachfolgers als unvermeidlich an.
Ungarn war innenpolitisch vergleichsweise noch vormodern: Nur ein sehr kleiner Teil der Männer war wahlberechtigt; im Unterschied zu Österreich waren die Nationalitäten auch formal nicht gleichberechtigt, da Magyarisierung das Regierungsziel war. Aristokratie und Großbürgertum setzten ihre Interessen durch. Franz Joseph I. tat als König sehr wenig dagegen.
Das am 28. Juni 1914 vom serbischen Nationalisten Gavrilo Princip verübte Attentat von Sarajevo auf Thronfolger Erzherzog Franz Ferdinand, der Bosnien-Herzegowina einen offiziellen Besuch abstattete, veränderte die Lage aber völlig. Hatten einzelne Spitzenfunktionäre der Gesamtmonarchie wie Generalstabschef Franz Conrad von Hötzendorf schon Jahre zuvor einen Krieg gegen Serbien befürwortet, so setzte sich nun im Laufe der Julikrise in Wien und Budapest die sogenannte Kriegspartei durch. Unter Umgehung des seit März 1914 vertagten Reichsrates wurde dem Monarchen suggeriert, dass ein Krieg gegen Serbien unausweichlich und eine Frage der Ehre der Monarchie sei. Franz Joseph, der ein eher schlechtes Verhältnis zu seinem nicht standesgemäß verheirateten Neffen hatte und seinen Tod zunächst keineswegs „sühnen“ wollte, wurde schließlich von den Kriegsbefürwortern überzeugt und ließ durch seinen Außenminister Leopold Berchtold – mit Rückendeckung des deutschen Kaisers – ein Ultimatum an Serbien richten. Dieses bewirkte die Aktivierung der europaweit bestehenden Bündnissysteme und Beistandsverpflichtungen und führte so zum Ersten Weltkrieg.
Die Monarchie am Vorabend des Ersten Weltkriegs wird in Robert Musils Roman Der Mann ohne Eigenschaften, auf die Abkürzungen k.k. und k.u.k. anspielend, treffend als morbides „Kakanien“ beschrieben.

### Österreich im Ersten Weltkrieg
Der Erste Weltkrieg war für Österreich-Ungarn fatal, da der Staat und seine Armee auf einen Krieg in dieser Größenordnung nicht vorbereitet waren. Die Eroberung des Königreichs Serbien – in Wien hatte man sich 1914 aufgrund angenommener eigener Überlegenheit eine unschwierige „Strafexpedition“ vorgestellt – gelang erst nach mehr als einem Jahr mit deutscher und bulgarischer Unterstützung. Im Krieg gegen Russland erlitt die Armee der Donaumonarchie bereits zu Anfang des Krieges unersetzliche Verluste und musste einen großen Teil Galiziens räumen. Die unmittelbare Bedrohung der zentral wichtigen ungarischen Tiefebene konnte abgewandt werden, als im Frühjahr 1915 Galizien in der Folge des Durchbruchs bei Gorlice-Tarnów mit deutscher Hilfe zu großen Teilen zurückerobert wurde. Doch Italien wechselte im April 1915 die Seiten, kündigte am 3. Mai den Dreibund auf und begann einige Wochen später den Krieg gegen die ehemaligen Verbündeten. Der Krieg gegen Italien und ab 1916 gegen Rumänien verlängerte Österreich-Ungarns Fronten. Auch auf dem im Spätsommer 1916 eröffneten rumänischen Kriegsschauplatz lag die Initiative und das Übergewicht von Anfang an bei der deutschen Seite. Deren Unterstützung hatte im Sommer 1916 auch ein drohendes Desaster an der Ostfront durch die russische Brussilow-Offensive abgewendet. Im Krieg gegen Italien war Österreich erfolgreicher und konnte in zwölf Isonzoschlachten einen Einbruch des italienischen Heeres (Regio Esercito) verhindern. Ende 1917 gelang, wiederum mit deutscher Hilfe, ein tiefer Vorstoß ins Friaul, der allerdings keine Entscheidung brachte. Zwar schied Russland nach der Oktoberrevolution im Friedensvertrag von Brest-Litowsk (3. März 1918) aus dem Krieg aus; das Ansehen der kaiserlichen Zentralgewalt war aber durch die Sixtus-Affäre schwer beschädigt. Eine letzte Offensive der Donaumonarchie an der italienischen Front scheiterte im Juni 1918. Im Oktober brach die Front zu Italien zusammen (Schlacht von Vittorio Veneto, zum politischen und militärischen Zerfall Österreich-Ungarns siehe auch hier). Am Krieg an der Westfront war die österreichische Armee nur 1918 mit begrenzten Kräften beteiligt. Bezogen auf das Staatsgebiet der späteren Republik Österreich betrugen die Verluste im Krieg 180.000 Gefallene und 60.000 Zivilopfer.
Die Versorgung der altösterreichischen Bevölkerung war speziell in den letzten Kriegsjahren sehr schlecht (zu Ursachen siehe auch Steckrübenwinter). Es kam zu großen Hungersnöten. Im November 1916 starb Kaiser Franz Joseph I. und Karl I. wurde sein Nachfolger. Seine Chancen auf baldigen Friedensschluss und Erhalt der Doppelmonarchie waren gering. Als der Reichsrat, das altösterreichische Parlament, vom neuen Monarchen 1917 erstmals seit dem Frühjahr 1914 einberufen wurde, teilten die Abgeordneten der Nationalitäten mit, welche Absichten sie nach Kriegsende verfolgen würden. Der Erhalt des Gesamtstaates und der Monarchie gehörte nicht dazu. Bereits 1917 war klar, dass Altösterreich zerfallen würde.
Kaiser Karl I. unternahm am 16. Oktober 1918 den Versuch, das kaiserliche Österreich als Föderation zu erhalten. Er forderte die Nationalitäten in einem Manifest auf, eigene Nationalräte zu gründen, und sah seine Regierung quasi als Schiedsrichter für eine friedliche Neuordnung der Monarchie: Österreich soll dem Willen seiner Völker gemäß zu einem Bundesstaat werden, in dem jeder Volksstamm auf seinem Siedlungsgebiet sein eigenes Gemeinwesen bildet.

Von der Nationalversammlung beanspruchtes Staatsgebiet der Republik Deutschösterreich (1918–1919)

Die Nationalitäten nahmen die Einladung, Nationalräte einzurichten, an, waren doch damit ihre bisher aus Sicht des Gesamtstaates separatistischen Planungen legalisiert. Von ihren Völkern nicht gewählte Schiedsrichter ignorierten sie aber: Sie beschlossen, eigene Staaten zu gründen, und hatten an einem monarchischen Bundesstaat kein Interesse. Die Provisorische Nationalversammlung für Deutschösterreich – bestehend aus den 1911 gewählten Reichsratsabgeordneten der mehrheitlich deutschen Gebiete Altösterreichs – bestellte am 30. Oktober 1918 ihre eigene Regierung und notifizierte dies am 6. November dem US-Präsidenten Woodrow Wilson; beim Kaiser stellte sich die deutschösterreichische Regierung nicht vor.

## Erste Republik und Austrofaschismus (1918–1938)

### Deutschösterreich (1918–1919)

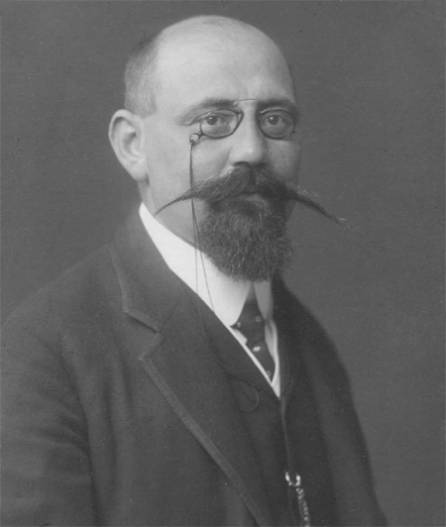
Karl Renner (1905)

Im Herbst 1918 wurden wie in Bayern und Ungarn Aufstände und eine bolschewistische Machtübernahme befürchtet. Durch die Zusammenarbeit samt kooperativen Übergabe der Regierungsgewalt der am 30. Oktober 1918 gewählten Staatsregierung Renner I mit dem abtretenden Ministerium Lammasch (dem letzten kaiserlichen Kabinett) und dem Kaiser konnte dies verhindert werden.
Am 11. November 1918 verzichtete Kaiser Karl I. „auf jeden Anteil an den Staatsgeschäften“ und entließ das Ministerium Lammasch. Die Provisorische Nationalversammlung für Deutschösterreich beschloss dann am 12. November 1918 für den vorerst „Deutschösterreich“ genannten Staat die Form der demokratischen Republik. Zugleich wurde in Artikel 2 des Gesetzes festgehalten, dass das Land Teil der drei Tage zuvor ausgerufenen deutschen Republik sei. Während sich die Donaumonarchie auflöste, gab es nun Bestrebungen Großbritanniens und Italiens, eine österreichisch-südslawische Restmonarchie zu erhalten, um eine Balkanisierung Mitteleuropas und einen Anschluss Österreichs an das Deutsche Reich zu verhindern. Damit sollte ein wesentliches Gegengewicht zu Deutschland gebildet beziehungsweise eine deutsche Hegemonie in Europa unterbunden werden.
Erster Staatskanzler wurde Karl Renner (SDAP), der einer Großen Koalition vorstand. Beansprucht, aber für den neuen Staat nicht gewonnen, wurden Teile der neu bzw. wieder entstandenen Staaten Tschechoslowakei (Provinz Deutschböhmen, Provinz Sudetenland, Teile Mährens) und Polen (Schlesien) sowie das von Italien annektierte Südtirol (Näheres siehe Geschichte Südtirols) und Marburg an der Drau (siehe Maribor).
Weite Teile der Bevölkerung und die meisten Vertreter der politischen Parteien waren der Auffassung, dieser „Rest-“ bzw. „Rumpfstaat“ – ohne die ungarische Agrarwirtschaft und die böhmische Industrie – sei allein nicht lebensfähig. Der Publizist Hellmut Andics drückte dies später (1962) in dem Buchtitel Der Staat, den keiner wollte aus.
Der Zusammenschluss mit dem Deutschen Reich (Weimarer Republik) wurde von den alliierten Siegermächten 1919 im Vertrag von Saint-Germain ausgeschlossen, indem in Art. 88 ein förmliches Unabhängigkeitsgebot für Österreich bestimmt wurde. In Österreich und Deutschland wurde der Artikel als Anschlussverbot bezeichnet. Gemäß dem Vertrag wurde auch der Staatsname Republik Österreich festgelegt. Am 21. Oktober 1919, mit der Ratifizierung des Staatsvertrages durch die Konstituierende Nationalversammlung, wurde dieser Name verbindlich (er wurde bis 1934 und wird wieder seit 1945 geführt). Als Bundeskanzler Ignaz Seipel mit dem Völkerbund später die sogenannte Genfer Sanierung zur Stützung des inflationsgeschüttelten Staatshaushaltes vereinbarte, wurde das Unabhängigkeitsgebot bekräftigt. 1931 unterbanden die Siegermächte Pläne Österreichs für eine Deutsch-österreichische Zollunion unter Hinweis auf die Bestimmungen des Staatsvertrages von Saint-Germain.
In Salzburg gab es Bestrebungen, sich unabhängig von anderen Teilen Österreichs Deutschland anzuschließen; dies wurde aber von Deutschland abgelehnt. In Tirol befürwortete ein kleiner Teil der Bürger einen Anschluss an Italien, um die Einheit Tirols zu wahren. Eine andere politische Linie strebte den Anschluss an Deutschland an. In der Volksabstimmung 1919 in Vorarlberg traten 81 % der Abstimmenden dafür ein, Anschlussverhandlungen mit der Schweiz zu führen. In der Schweiz gab es ebenfalls eine diesbezügliche Initiative; die Schweizer Landesregierung wollte aber den austarierten Modus Vivendi zwischen protestantischen und katholischen sowie zwischen deutschsprachigen und anderssprachigen Kantonen nicht in Gefahr bringen und nahm daher von dieser Idee Abstand.
Der Kaiser hatte allerdings bisher nicht abgedankt. Der Staat Deutschösterreich stellte ihn daher vor die Alternative, formell abzudanken oder das Land zu verlassen. Karl I., Zita und vier ihrer Kinder verließen Österreich am 23. März 1919 Deutschösterreich und fuhren mit dem Hofzug ins Exil in die Schweiz. Im April 1919 wurden das Habsburgergesetz und das Adelsaufhebungsgesetz beschlossen.
Am 12. November 1918 wurde das Allgemeine Frauenwahlrecht in Österreich eingeführt. Frauen konnten erstmals am 16. Februar 1919 an einer Wahl – der Wahl der Konstituierenden Nationalversammlung – teilnehmen.

### Erste Republik Österreich (1919–1934)

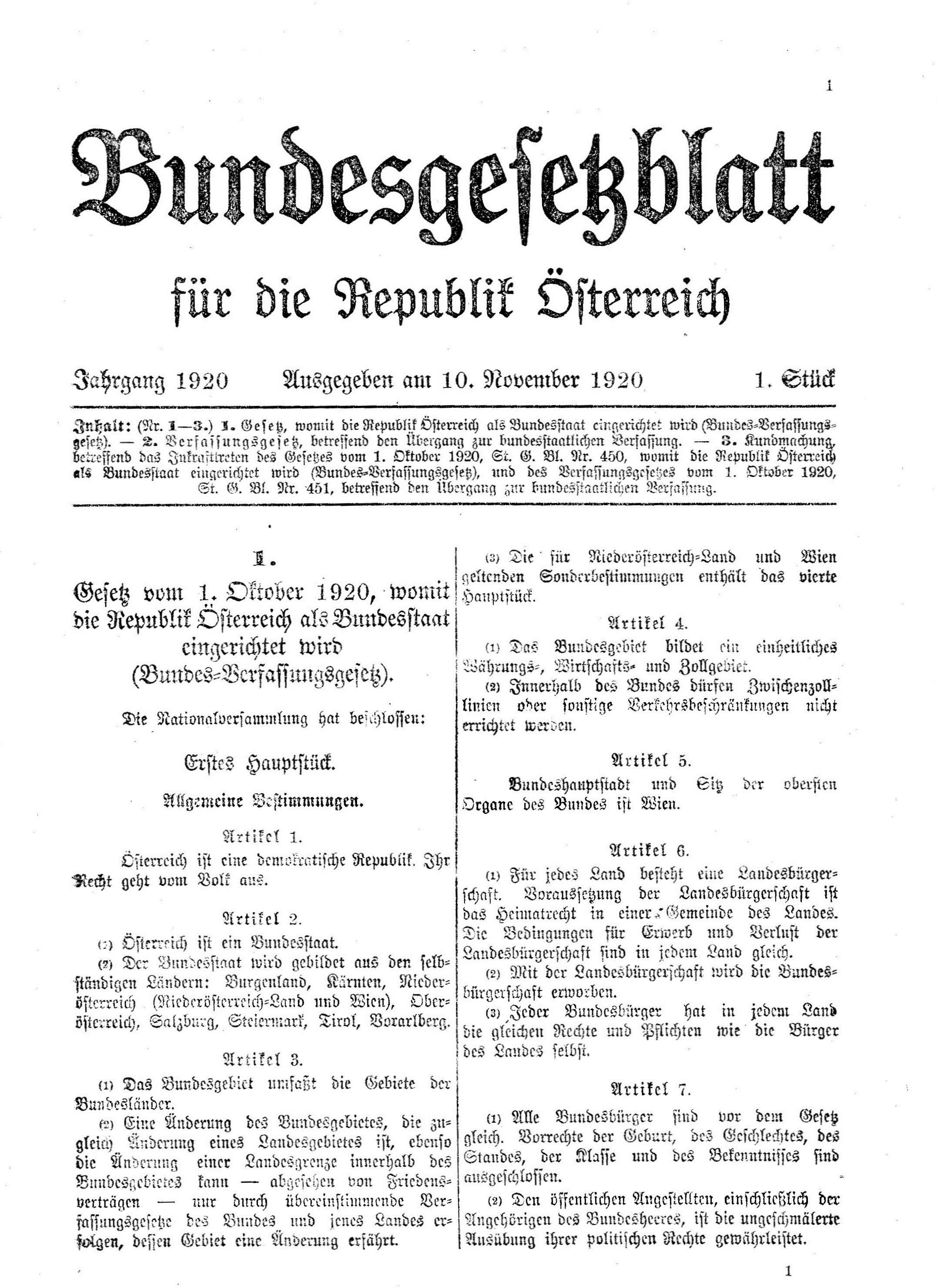
„Gesetz vom 1. Oktober 1920, womit die Republik Österreich als Bundesstaat eingerichtet wird (Bundes-Verfassungsgesetz).“

#### Staat und Wirtschaft
Die 1920 beschlossene Verfassung ist inhaltlich vor allem von Hans Kelsen (1881–1973), einem angesehenen Staatsrechtsexperten, geprägt. Er musste darin aufgrund der politischen Wünsche (Sozialdemokraten: Zentralismus; Konservative: Föderalismus) bundesstaatliche Grundsätze mit einer starken Position von Nationalrat und Bundesregierung verbinden. Die Funktion des Bundespräsidenten war vorerst schwach ausgeprägt; auf Wunsch der Sozialdemokraten war das Parlament das zentrale Organ der Republik (eine Reaktion auf die vorangegangene Monarchie).
Konflikte zwischen den Prinzipien Landeseinheit und Selbstbestimmungsrecht gab es ab 1918 in Kärnten, weil die slowenische Bevölkerung Südkärntens teilweise zum Anschluss an den neuen südslawischen Staat neigte und das Königreich SHS, um Fakten zu schaffen, Südkärnten im Mai/Juni 1919 militärisch besetzte. Der Kärntner Abwehrkampf gegen die südslawischen Truppen war zwar militärisch aussichtslos, mobilisierte aber die internationale Öffentlichkeit und führte auf Wunsch der Siegermächte zur Volksabstimmung in Südkärnten am 10. Oktober 1920. Bei dieser sprachen sich die Bürger des Abstimmungsgebietes südlich der Drau eindeutig für die Zugehörigkeit zur Republik Österreich aus.
Zwei Verträge – der Vertrag von Saint-Germain (September 1919) mit Österreich und von Trianon mit Ungarn (die ungarische Delegation unterschrieb den Vertrag unter Widerspruch am 4. Juni 1920) – sahen vor, das seit Jahrhunderten deutschsprachig besiedelte Westungarn an Österreich anzuschließen. (Damit wurden Überlegungen, einen slawischen Korridor von der Slowakei nach Slowenien zu errichten, durch den die Kriegsverlierer Österreich und Ungarn getrennt würden, ad acta gelegt.) Trotz des Versuchs ungarischer Freischärler, dies zu verhindern, wurde „Deutsch-Westungarn“ 1921 mit dem Namen Burgenland das neunte Bundesland der neuen Republik. Für die natürliche Hauptstadt des Gebietes, Ödenburg (Sopron), wurde 1921 auf ungarischen Wunsch, der von Italien unterstützt wurde, eine Volksabstimmung in Ödenburg durchgeführt, in der sich die Mehrheit der Bürger für eine Zugehörigkeit zu Ungarn entschied. In den zeitgenössischen österreichischen und ungarischen Darstellungen dieser Volksabstimmung sind zahlreiche Divergenzen zu bemerken.
Niederösterreich war 1918 mit über drei Millionen Einwohnern das bei weitem bevölkerungsstärkste und außerdem das flächengrößte Bundesland Österreichs. Die politischen Absichten der im ländlichen Raum stark vertretenen Konservativen und der vor allem in Wien sehr starken Sozialdemokraten waren schwer zu harmonisieren, außerdem bedrückte das niederösterreichische Übergewicht die anderen Bundesländer. Daher wurde Wien in der am 10. November 1920 in Kraft getretenen Bundesverfassung als eigenes – achtes – Bundesland definiert, das Ende 1921 im Trennungsgesetz mit Niederösterreich auch die vermögensrechtliche Aufteilung des gemeinsamen Eigentums vereinbarte.

Arbeitslosenquote Österreichs zwischen 1919 und 1955

Die Wirtschaft des neuen Staates lag aufgrund der Kriegsfolgen (Gebietsverluste, neue Zollgrenzen) darnieder. Die damit zusammenhängende Hyperinflation („galoppierende Inflation“) – für 10.000 Kronen hätte man 1914 noch einen Häuserblock kaufen können, im Dezember 1922 nur noch einen Laib Brot – konnte erst durch eine Währungsreform am 20. Dezember 1924, 13 Monate nach der deutschen Währungsreform, gestoppt werden. Die alte Kronenwährung wurde in den ersten Monaten 1925 zum Kurs 10.000 : 1 durch den neuen Schilling ersetzt; Voraussetzung war eine von Ignaz Seipel verhandelte Anleihe des Völkerbundes (Genfer Protokolle). Mit Einführung des Schillings begann die Regierung eine konsequente Hartwährungspolitik, was der Währung bald den Spitznamen Alpendollar eintrug, die wirtschaftlichen Gestaltungsmöglichkeiten in Krisenzeiten aber stark einschränkte.
Der folgende zaghafte wirtschaftliche Aufschwung in Österreich endete mit der Weltwirtschaftskrise von 1929. Zur latenten Strukturkrise, versinnbildlicht durch den Postsparkassenskandal von 1926, war die große Konjunkturkrise gekommen. 1931 drohte die Creditanstalt-Bankverein, damals die größte Bank Mitteleuropas, zusammenzubrechen, und die Regierung sah sich genötigt einzugreifen; dies bedrohte aber die Stabilität der Währung. 1932 erhielt Österreich daher neuerlich eine Völkerbundanleihe (300 Millionen Schilling); es musste als Gegenleistung bei der Konferenz von Lausanne das Anschlussverbot für die nächsten 20 Jahre bekräftigen. Während des Zweiten Weltkrieges wurden die Schulden nicht weiter bedient, nach dessen Ende wurde die Tilgung der noch offenen Völkerbundanleihen jedoch wieder durch die Zweite Republik aufgenommen und bis 1980 beglichen. 1933 war etwa ein Drittel der Arbeitskräfte ohne Arbeit (Massenarbeitslosigkeit).
Das Erstarken der Konservativen veranlasste die Sozialdemokraten, 1929 einer Verfassungsnovelle zuzustimmen, die wieder ein herausgehobenes Staatsoberhaupt schuf: Der Bundespräsident wurde nicht mehr vom Parlament, sondern vom Volk gewählt. Er bestellte die Regierung und konnte auf deren Vorschlag das Parlament zwecks Neuwahlen auflösen (bis 1929 war dies nur durch Parlamentsbeschluss möglich). Die meisten Befugnisse des Bundespräsidenten waren aber an einen Vorschlag der Bundesregierung gebunden, und diese war dem Nationalrat verantwortlich. Das Bundes-Verfassungsgesetz in der Fassung von 1929 war bis 1934 und ist seit 1945 erneut in Kraft.

#### Politische Polarisierung

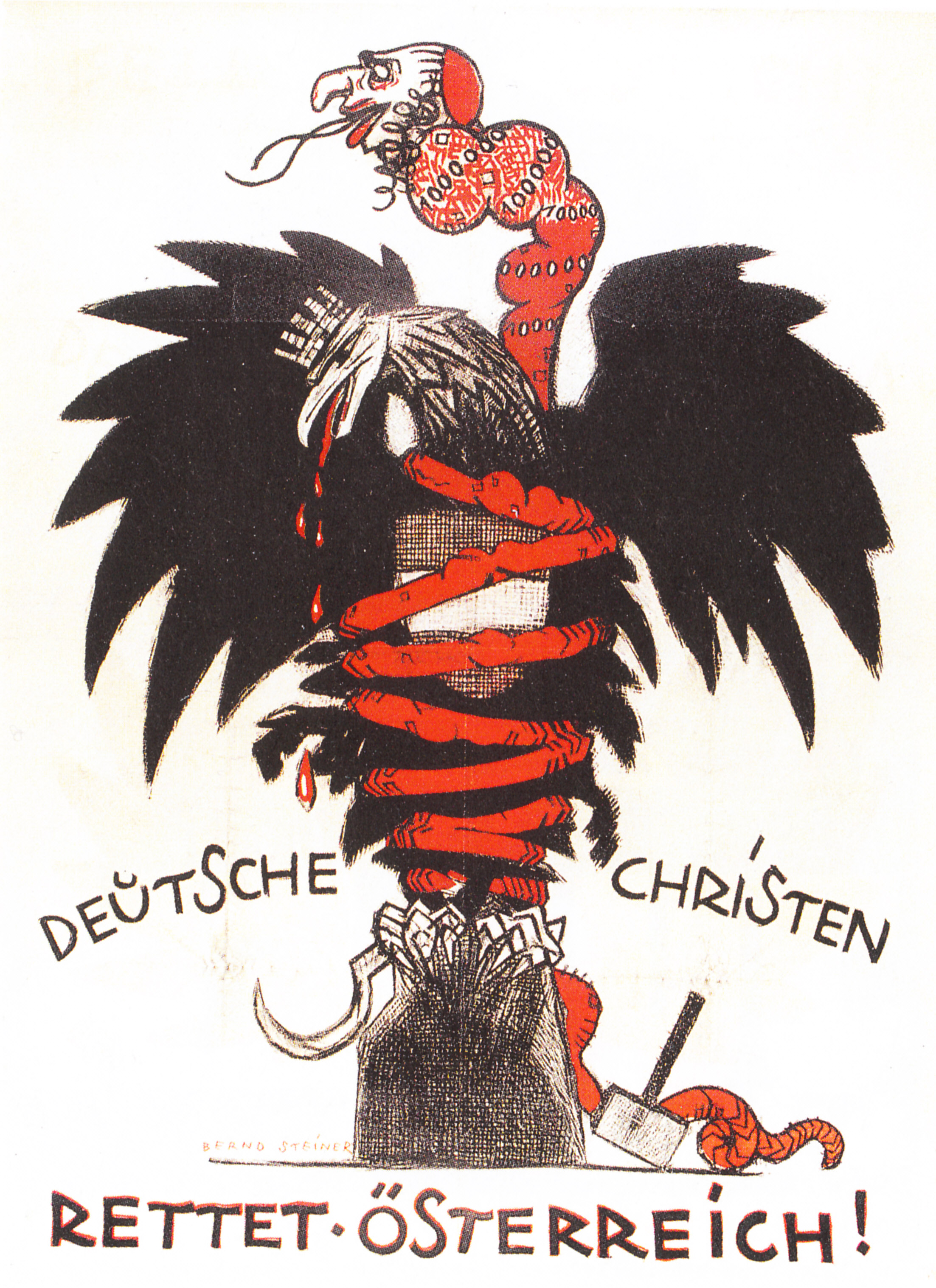
Antisemitisches Wahlplakat der Christlichsozialen Partei bei der Nationalratswahl 1920

1920–1934 befand sich die Sozialdemokratie in der Bundespolitik in Opposition zur konservativen Regierung und schuf im Roten Wien ihr politisches Gegenmodell. Mit zunehmendem Abstand vom entscheidenden Jahr 1918 formierten sich auf dem rechten Flügel des Parteienspektrums immer mehr Gegner der Demokratie. Die Sozialdemokraten gaben deren Furcht vor dem Bolschewismus dadurch Nahrung, dass sie in ihrem Parteiprogramm von der Diktatur des Proletariats schrieben und den Marxismus im Munde führten, obwohl sie de facto eine gemäßigte sozialdemokratische Politik betrieben.
Beide großen politischen Lager bildeten bald paramilitärische Einheiten: Die Heimwehr (den Christlichsozialen nahestehend, aber ohne klare Parteibindung), teilweise von heimgekehrten Soldaten des Ersten Weltkriegs gebildet, sollte die Heimat vor unerwünschten Veränderungen schützen. Der Republikanische Schutzbund der Sozialdemokraten sollte die Demokratie gegen Rechtsradikalismus schützen.
Am 30. Jänner 1927 demonstrierte der Republikanische Schutzbund in Schattendorf (Burgenland) gegen die Heimwehr. Mitglieder rechtsstehender „Frontkämpfer“ schossen auf die friedlichen, unbewaffneten Demonstranten. Dabei töteten sie ein Kind und einen Kriegsinvaliden. Mit dem Schattendorfer Urteil wurden die mutmaßlichen Täter im Juli 1927 von einem Geschworenengericht freigesprochen – nach Auffassung der „Arbeiter-Zeitung“ ein unverzeihlicher Justizskandal. Die am 15. Juli 1927 vor dem Justizpalast in Wien stattfindende Großdemonstration gegen das Urteil eskalierte: Radikale Elemente unter den Demonstranten stürmten den Justizpalast und setzten ihn in Brand.
Nachdem auch Polizeiwachzimmer gestürmt worden waren, bekam die Polizei von ihrem Präsidenten Johann Schober den Befehl, die Demonstration mit Waffengewalt aufzulösen, und schoss dabei auf viele an Ausschreitungen völlig Unbeteiligte, auch auf Menschen, die gerade vor den Unruhen flohen. Die Bilanz: 89 Tote (davon 84 Demonstranten), 1057 Verwundete. Der Publizist Karl Kraus nahm die Überreaktion zum Anlass, den Polizeipräsidenten durch Plakate öffentlich anzusprechen: „Ich fordere Sie auf, abzutreten.“
In den Wochen danach kam es zu eintausend Neubeitritten zu den austrofaschistisch ausgerichteten Heimwehren unter ihrem Führer Ernst Rüdiger Starhemberg. Weil Bundeskanzler Prälat Ignaz Seipel bei der Nationalratsdebatte über das Ereignis sagte, man könne von ihm „keine Milde“ verlangen, traten bis Jahresende 1927 28.000 Personen aus der römisch-katholischen Kirche aus. Die Sozialdemokraten bezeichneten den Kanzler von da an stets als „Prälaten ohne Milde“. Die Sozialdemokratie fühlte sich durch die Ereignisse geschwächt. Sie sah es als Niederlage, dass die Staatsmacht rücksichtslos Jagd auf Arbeiter gemacht hatte. Bei der letzten Nationalratswahl der ersten Republik (am 9. November 1930) wurde die SDAP stimmenstärkste Fraktion.
Gegner der beiden großen Parteien waren die österreichischen Nationalsozialisten, die vor allem außerhalb Wiens (etwa in der Steiermark) Anhängerschaft hatten. Zeitweise gab es Kooperationen zwischen christlichsozialen und nationalsozialistischen Politikern. Bei den Nationalratswahlen 1927 bildeten Christlichsoziale, Großdeutsche, die nationalsozialistische Riehl- und Schulzgruppe und andere Gruppierungen eine Einheitsliste.
1930 organisierten die Heimwehren den sogenannten Korneuburger Eid, eine Versammlung in Korneuburg bei Wien, bei der die Teilnehmer dem „westlichen, demokratischen Parteienstaat“ abschworen und unter der Führerschaft Starhembergs einer autoritären Politik huldigten.
Anfang der 1930er Jahre begannen sich in einer Reihe von Staaten Europas faschistische Bewegungen durchzusetzen. In Österreich gab es eine ähnliche Entwicklung. Vor allem die Heimwehr vertrat faschistische Ideen nach dem Vorbild Italiens. Mussolini wurde von der im Ausland isolierten österreichischen Regierung als wichtigste Stütze gesehen.

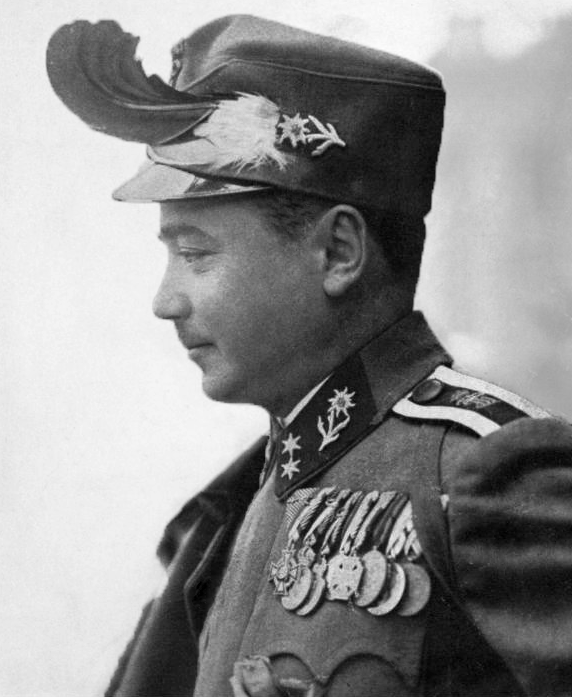
Engelbert Dollfuß (1933)

Eine am 4. März 1933 patt ausgegangene Abstimmung über die Eisenbahnergehälter und taktisch bedingte Rücktritte der drei Parlamentspräsidenten nutzte der christlichsoziale Bundeskanzler Engelbert Dollfuß, um die „Selbstausschaltung des Parlaments“ zu verkünden. Den Wiederzusammentritt des Nationalrates am 15. März verhinderte Polizei, die das Parlamentsgebäude umstellt hatte.
Dollfuß nutzte das Kriegswirtschaftliche Ermächtigungsgesetz von 1917 dazu, ohne das Parlament zu regieren. Am 7. März 1933 erließ der Ministerrat ein Versammlungs- und Aufmarschverbot und führte die Zensur für österreichische Zeitungen wieder ein. Durch den Rückzug der christlichsozialen Mitglieder legte Dollfuß auch den Verfassungsgerichtshof lahm. Bundespräsident Wilhelm Miklas griff nicht ein, obwohl ihm – eigenen privaten Aufzeichnungen zufolge – die Verfassungswidrigkeit bewusst war. Er ließ eine Petition von über einer Million Stimmberechtigter, die die Wiedereinberufung des Parlaments verlangten, unberücksichtigt.
Der Weg in einen autoritären Ständestaat nach dem Vorbild des faschistischen Italien war damit beschritten. Als politisches Sammelbecken gründete Dollfuß die Vaterländische Front, eine Vereinigung der Christlichsozialen mit der Heimwehr, dem Landbund und einigen anderen Wehrverbänden. Es kam zur Verhaftung politischer Gegner. Mit dem 31. März 1933 löste die Regierung den Republikanischen Schutzbund auf. Am 10. Mai 1933 verordnete die Regierung die Aussetzung aller Wahlen auf Bundes-, Landes- und Gemeindeebene. Am 26. Mai wurde der Kommunistischen Partei Österreichs und am 20. Juni auch der NSDAP jede Betätigung in Österreich verboten. Die Sozialdemokratie konnte sich lange nicht zum Widerstand gegen diese Politik entschließen; sie war unschlüssig, wie dem undemokratischen Vorgehen Dollfuß’ zu begegnen sei. Da die Landtage der neun Bundesländer weiter funktionsfähig blieben, schien die Situation noch offen.

### Austrofaschismus und Bundesstaat Österreich (1934–1938)

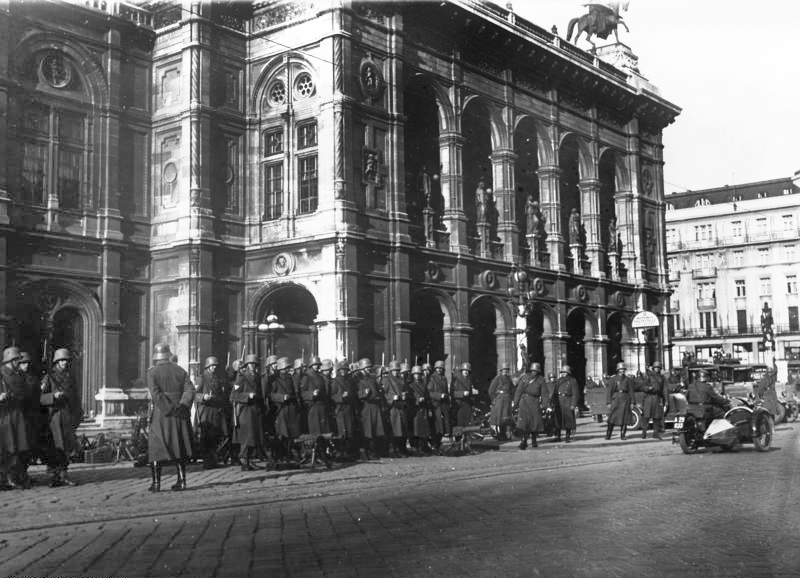
Soldaten des Bundesheeres vor der Staatsoper in Wien, Februar 1934

Infolge einer Hausdurchsuchung nach Waffen im Hotel Schiff, einem Parteiheim der Sozialdemokraten in Linz, kam es am 12. Februar 1934 zu bewaffneten Auseinandersetzungen zwischen Sozialdemokraten und Heimwehr bzw. Bundesheer. Diese weiteten sich zu einem Bürgerkrieg aus, den die Regierung als „Februaraufstand“ bezeichnete. Die Vorgänge waren von der sozialdemokratischen Parteileitung in Wien nicht geplant worden, die Spitzenfunktionäre wurden vom Aufstand der Basis überrascht. Dementsprechend fanden Kämpfe auch nur sehr punktuell und keineswegs im ganzen Land statt. Man kann diese Kämpfe als Verzweiflungstaten bezeichnen, da sehr bald klar war, dass es nicht zu einem Volksaufstand kommen und daher die Diktatur siegen würde.
Insbesondere in Wien und den Industriezentren (Steyr, Obersteiermark, Linz) wurde zwei bis drei Tage lang heftig gekämpft. Polizei, Bundesheer und die sie unterstützenden Heimwehrabteilungen konnten den verzweifelt kämpfenden Republikanischen Schutzbund relativ leicht niederkämpfen. Die sozialdemokratische Parteileitung unter Otto Bauer, Julius Deutsch und anderen flüchtete in die Tschechoslowakei. Der Wiener Bürgermeister Karl Seitz wurde gewaltsam aus dem Rathaus entfernt. Die Sozialdemokratische Partei wurde verboten, ihr Vermögen eingezogen. Einige Februarkämpfer, unter ihnen Koloman Wallisch und Karl Münichreiter, wurden standgerichtlich zum Tode verurteilt und hingerichtet. Dollfuß wurde daher von der Sozialdemokratie oft als Arbeitermörder bezeichnet. In die Geschichte ist der Bürgerkrieg als erster bewaffneter Kampf gegen den Faschismus eingegangen. Deshalb lagen die Sympathien etwa in Großbritannien eindeutig auf Seiten der Verlierer.
Nachdem die Mandate der Sozialdemokraten für erloschen erklärt worden waren, wurde der Nationalrat für den 30. April 1934 noch einmal einberufen. Von den Abgeordneten der Vaterländischen Front wurde dabei beschlossen, die Regierung mit allen Befugnissen auszustatten, die zuvor Nationalrat und Bundesrat oblagen. Am 1. Mai 1934 trat die autoritäre Maiverfassung in Kraft. Wien wurde zur bundesunmittelbaren Stadt erklärt, die Republik erhielt den Namen Bundesstaat Österreich. Eine wichtige Rolle bei der Konstruktion des Ständestaates hatte der Einfluss Mussolinis gespielt.
Für die meisten Historiker seit den letzten Jahrzehnten des 20. Jahrhunderts war und ist die Erste Republik in Österreich mit den Ereignissen von 1933/34 zu Ende. Zu dieser Einschätzung trug nicht nur der verfassungswidrige Übergang von der Demokratie zur Diktatur bei, sondern auch die Tatsache, dass das Diktaturregime den Begriff „Republik“ strikt vermied. In den Jahren unmittelbar nach dem Zweiten Weltkrieg war diese Differenzierung in der Geschichtsschreibung noch nicht Allgemeingut. Konservative Historiker neigten damals dazu, die Erste Republik mit dem Zeitraum 1918–1938 gleichzusetzen.
Am 25. Juli 1934 kam es zu einem nationalsozialistischen Putschversuch, dem sogenannten Juliputsch. 154 als Soldaten und Polizisten verkleidete österreichische SS-Männer stürmten das Bundeskanzleramt, wo Engelbert Dollfuß angeschossen wurde und Stunden später an den Folgen der Schussverletzungen starb, weil ärztliche Hilfe nicht zugelassen wurde. Eine zweite Gruppe der Putschisten besetzte die Rundfunkstudios der Radio-Verkehrs-AG und verbreitete die Falschnachricht, Dollfuß habe die Regierungsgeschäfte Anton Rintelen übergeben. Dies war das vereinbarte Zeichen für einen nationalsozialistischen Aufstand in ganz Österreich, insbesondere in der Steiermark, der allerdings nach wenigen Tagen von Polizei und Bundesheer niedergeschlagen werden konnte. Bundespräsident Miklas betraute unmittelbar nach dem Mord an Dollfuß den bisherigen Unterrichtsminister Kurt Schuschnigg mit dem Amt des Bundeskanzlers.
Hilfe bekam Schuschnigg von Mussolinis Italien, das Österreich die Unterstützung seiner Unabhängigkeit zugesagt hatte. Italienische Truppen marschierten in Südtirol und an der Kärntner Grenze auf, worauf Adolf Hitler, der in Österreich geborene Diktator des Deutschen Reiches, jeden Einfluss auf die Vorgänge in Österreich energisch bestritt. Das Reich war damals militärisch noch nicht in der Lage, einen Konflikt mit Italien zu riskieren, in dem Großbritannien und Frankreich, wie Hitler irrigerweise befürchtete, Mussolini unterstützen könnten.
Schuschnigg orientierte sich zwar an der Selbstständigkeit eines „freien und deutschen Österreich“, stieß aber auf wachsenden Widerstand, zumal Italiens Diktator Benito Mussolini zunehmend in Abhängigkeit vom Deutschen Reich geriet und daher immer weniger in der Lage war, seine auf die Selbstständigkeit Österreichs ausgerichtete Politik aufrechtzuerhalten. Schuschniggs Basis im Volk war schmal: Sozialdemokraten und Nationalsozialisten wirkten im Untergrund gegen sein Regime. Im späten 20. Jahrhundert wurde seine Politik als „Konkurrenzfaschismus“ bezeichnet, da er danach strebte, die Nationalsozialisten zu „überhitlern“ und Österreich als den „besseren deutschen Staat“ erscheinen zu lassen.
Viele Künstler und Intellektuelle flüchteten aus dem von Jahr zu Jahr unerträglicher werdenden Deutschen Reich nach Österreich, wo sie – wie etwa Carl Zuckmayer und Max Reinhardt – bis März 1938 Auftritts- und Arbeitsmöglichkeiten fanden.
1936 wurde die „Achse“ Rom–Berlin geschmiedet, am 25. Oktober 1936 wurde ein geheimer Freundschaftsvertrag zwischen Italien und dem Deutschen Reich geschlossen.

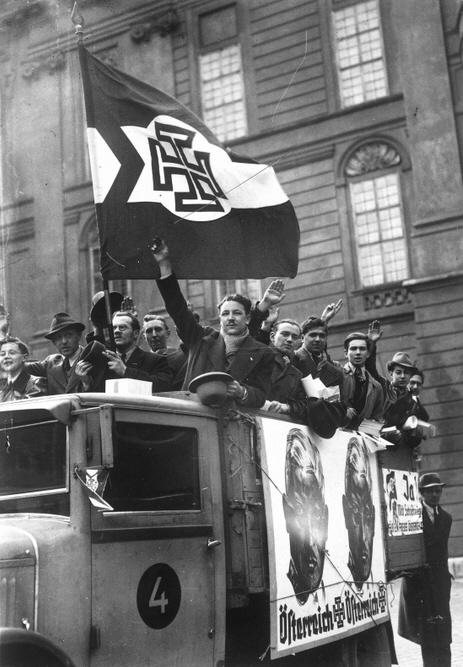
LKW mit Anhängern Schuschniggs, Wahlaufruf für die Unabhängigkeit, März 1938

Kurt Schuschnigg beschloss, sich mit Hitler zu arrangieren. Er schloss im Juli 1936 das „Juliabkommen“ mit dem Deutschen Reich, in dessen Folge 17.000 österreichische Nationalsozialisten amnestiert wurden. Als Vertrauensleute der Nationalsozialisten wurden Edmund Glaise-Horstenau und Guido Schmidt in das austrofaschistische Regierungskabinett aufgenommen. Weiters wurde ein „Volkspolitisches Referat“ als Teilorganisation der Vaterländischen Front geschaffen, mit dem man die illegale nationalsozialistische Opposition in die Partei eingliedern wollte. Zahlreiche zuvor verbotene nationalsozialistische Zeitungen wurden legalisiert. Alte großdeutschen Ideen gewannen zusehends an Gewicht. Viele Menschen erhofften sich durch den 1918 von ganz Deutschösterreich angestrebten Anschluss – den die Sozialdemokraten nach Hitlers Machtantritt 1933 aus ihrem Programm gestrichen hatten – eine wirtschaftlich bessere Zukunft; Österreich litt weiterhin unter hoher Arbeitslosigkeit und einer Wirtschaftskrise. So bekamen die – freilich weiterhin illegalen – österreichischen Nationalsozialisten Zulauf und Rückhalt bei mehr Bürgern.

### „Anschluss“ an das Deutsche Reich 1938

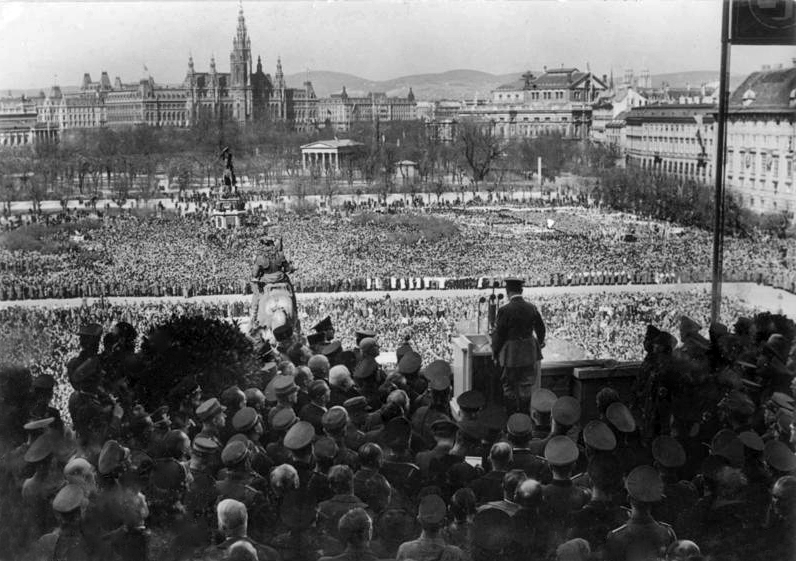
Ansprache Adolf Hitlers am 15. März 1938 auf dem Heldenplatz in Wien

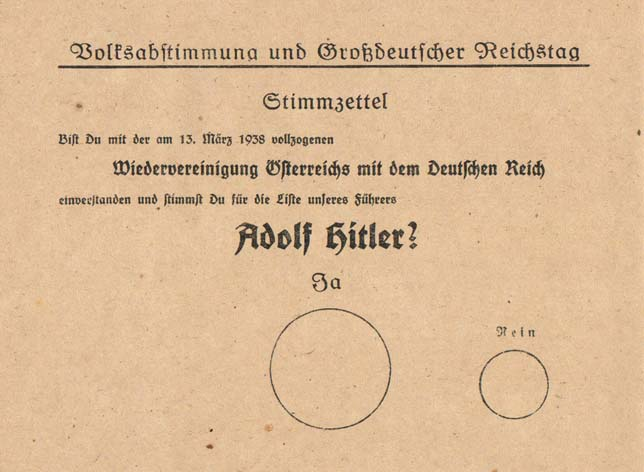
Stimmzettel zum Anschluss Österreichs an das Deutsche Reich

Seit der „Machtergreifung“ Adolf Hitler am 30. Jänner 1933 betrieb dieser mit der NSDAP teils offen, teils verdeckt die Eingliederung Österreichs in das Deutsche Reich.
Der Anschlussgedanke war in Österreich, dessen Einwohner sich damals größtenteils als Deutsche verstanden, seit 1918 populär, obwohl international durch das Anschlussverbot geächtet. Deutschösterreich hatte am 12. November 1918 durch sein provisorisches Parlament beschlossen, von diesem Tag an Republik und Bestandteil der deutschen Republik zu sein. Die Sozialdemokraten strichen den Anschlusswunsch 1933 aus ihrem Parteiprogramm, die Christlichsozialen machten sich daran, ihre eigene Spielart der Diktatur einzuführen (siehe Ständestaat (Österreich), Austrofaschismus). Man sprach sich nun für die Selbstständigkeit Österreichs aus und verbot nationalsozialistische Organisationen, wurde aber von Hitler immer mehr unter Druck gesetzt. NS-Gedankengut gewann in Österreich immer mehr Befürworter; insbesondere der Unterschied zwischen der bald florierenden Konjunktur in Deutschland und der hohen Arbeitslosigkeit in Österreich wurde hervorragende Werbung für Hitler.
Der Führer und Reichskanzler forderte im Februar 1938 – unter Androhung des Einmarsches der Wehrmacht – die Aufhebung des NSDAP-Verbots und die Beteiligung der österreichischen Nationalsozialisten an der Regierung. Bundeskanzler Kurt Schuschnigg beugte sich dem Diktat. Wenig später versuchte er aber doch noch, den baldigen Anschluss an Deutschland zu verhindern: mit einer überraschend angekündigten Volksabstimmung für ein freies, unabhängiges, deutsches und christliches Österreich, angesetzt für den 13. März 1938.
Dieser Provokation kam Hitler zuvor: Bundespräsident Miklas wurde durch Drohungen aus Berlin veranlasst, am Abend des 11. März den Nationalsozialisten Arthur Seyß-Inquart, seit Februar Innenminister, zum neuen Bundeskanzler zu bestellen. Parallel dazu übernahmen NSDAP-Anhänger in den Landeshauptstädten die Macht, die ersten Gestapoführer flogen noch am 11. März nach Wien. Am 12. März ließ Hitler die Wehrmacht in Österreich einmarschieren. Die Soldaten wurden von einem Teil der österreichischen Bevölkerung begeistert empfangen.
Hitler hatte vorerst geplant, in einer Übergangszeit Staatsoberhaupt von Deutschland und Österreich zu sein. Die völlig reibungslose, zum Teil bejubelte, Machtübernahme veranlasste ihn aber noch am 12. März, den sofortigen Anschluss Österreichs am 13. März an das Deutsche Reich zu verkünden. In Österreich wurde das Anschlussgesetz vom 13. März 1938 von der NS-Bundesregierung beschlossen. Gleichzeitig begannen mit der sogenannten wilden Arisierung bereits Terror und Raub an jüdischen Österreichern. Der abgetretene Bundeskanzler Schuschnigg wurde in Schutzhaft genommen, in der er bis 1945 verblieb.
Am 15. März 1938 wurde in vielen Betrieben arbeitsfrei gegeben, damit die Mitarbeiter auf dem Wiener Heldenplatz Hitler zujubeln konnten. Während NS-Gegner bereits in Massen verhaftet wurden und Juden als Untermenschen vom deutschen Herrenvolk nach Belieben schikaniert wurden, erklärte Hitler den Eintritt meiner Heimat in das Deutsche Reich. Den Begriff Österreich verwendete er dabei nicht und vermied ihn auch sonst. Den Anschluss ließ er nachträglich, am 10. April, durch eine Volksabstimmung bestätigen (offizielles Ergebnis: 99,73 % dafür). Bis dahin waren rund 8 % der Wahlberechtigten bereits von der Wahl ausgeschlossen worden (Juden, „Mischlinge“, verhaftete Gegner der Nationalsozialisten).
Hitler ließ Österreich durch die vom mittelalterlichen marcha orientalis hergeleitete Bezeichnung „Ostmark“ ersetzen, später durch „Alpen- und Donau-Reichsgaue“, und das vergrößerte Deutsche Reich später als „Großdeutsches Reich“ bezeichnen. Das am 1. Mai 1939 in Kraft getretene Ostmarkgesetz bestimmte die komplette Auflösung österreichischer Zentralstellen; sein Vollzug war am 31. März 1940 beendet. Vorarlberg wurde an Tirol angeschlossen, das Burgenland zwischen den Reichsgauen Niederdonau und Steiermark aufgeteilt. Sieben Reichsgaue, von Berlin direkt regiert, traten die Nachfolge Österreichs an. Wenn Österreicher in dieser Zeit von Deutschland in seinen Grenzen vor dem Anschluss sprachen, nannten sie das Gebiet inoffiziell „Altreich“.

## Österreich im Deutschen Reich (1938–1945)

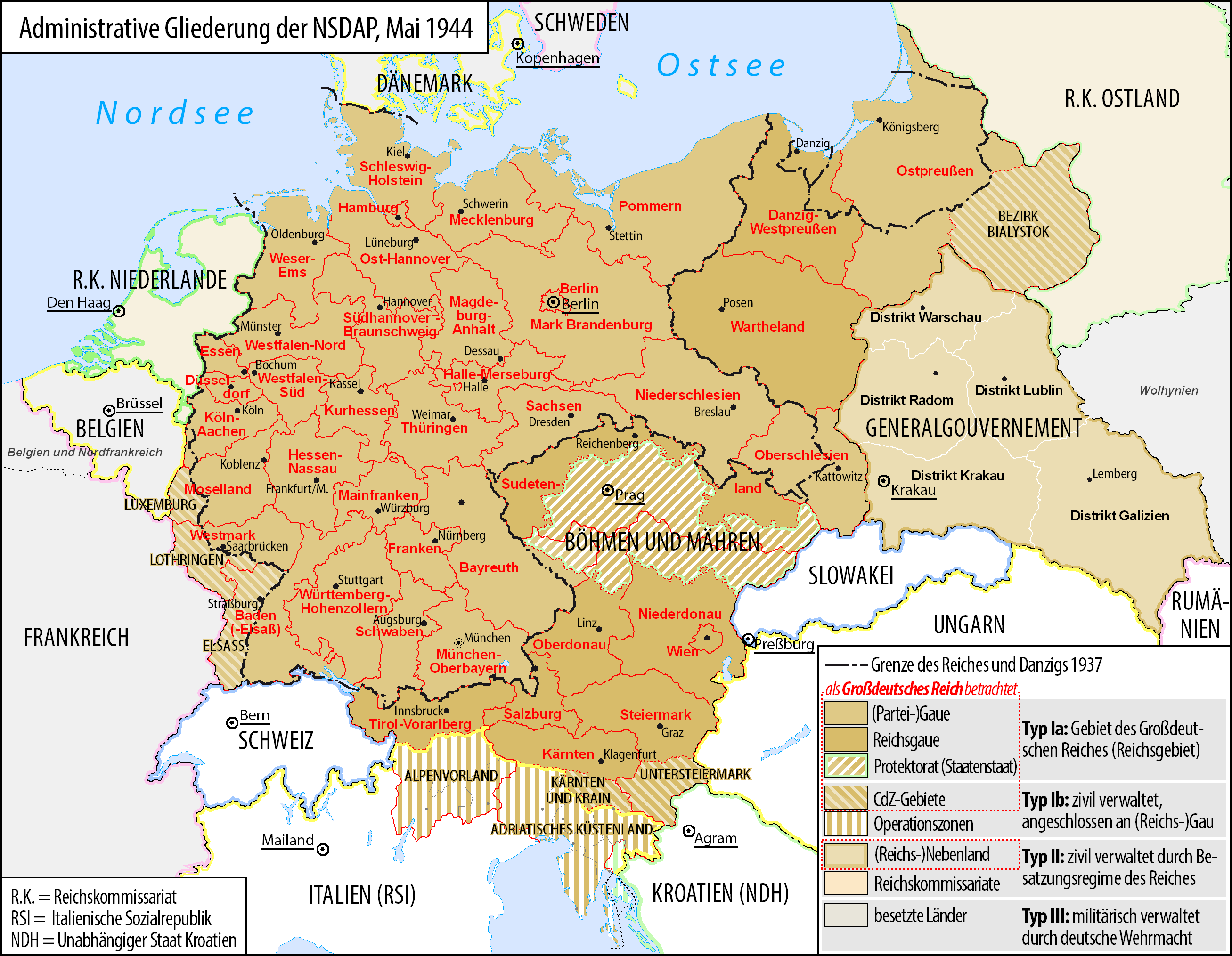
Administrative Gliederung des Großdeutschen Reiches durch die NSDAP, 1944

1938/39 wurde Österreich staatlich, militärisch, wirtschaftlich, kulturell und sozial nach reichsdeutschem Muster neu organisiert. Alle Reichsgaue auf österreichischem Gebiet unterstanden direkt den Berliner Zentralbehörden, der Begriff „Österreich“ verschwand sehr bald aus der offiziellen Kommunikation. Zu Unterscheidungszwecken sprach man vom Altreich und von der Ostmark. Später musste der Begriff „Donau- und Alpenreichsgaue“ genügen.
Diskriminierung, Entrechtung und Beraubung der Einwohner jüdischer Religion, die in Deutschland fünf Jahre lang Schritt für Schritt durchgeführt worden waren, wurden in der Ostmark in wenigen Wochen nachgeholt und überholt. Private Rache- und Raubgelüste spielten dabei eine große Rolle.
Krieg und NS-Ideologie forderten in Österreich rund 380.000 Todesopfer, davon 247.000 Tote oder für tot Erklärte (dauerhaft Vermisste) in Wehrmacht und Waffen-SS, 65.500 ermordete Juden, 16.000 weitere in Konzentrationslagern Ermordete, davon 8.000 Roma, 10.000 in Gestapo-Haft und mehr als 6.000 in Gefängnissen in vom Deutschen Reich besetzten Ländern getötete Österreicher, 2.700 als Widerstandskämpfer zum Tod Verurteilte und etwa 35.000 tote Zivilisten infolge von Kampfhandlungen und Bombardements. 140.000 jüdische Österreicher konnten flüchten oder wurden vertrieben und kehrten größtenteils nach dem Krieg nicht mehr ins Land zurück. 20.000 Menschen aus Österreich wurden Opfer der NS-Euthanasie.
Österreicher wie etwa Arthur Seyß-Inquart, Alexander Löhr, Irmfried Eberl, Franz Stangl, Amon Göth, Odilo Globocnik, Adolf Eichmann und Ernst Kaltenbrunner waren an Kriegsverbrechen beteiligt; der Anteil der Österreicher in leitenden Positionen des Regimes war überproportional. Die von Österreichern begangenen NS-Verbrechen hatten zum Teil auch schwerwiegende Auswirkungen auf die Zweite Republik.
Aus der NS-Zeit sind noch viele Gebäude erhalten, darunter ganze Stadtteile in Linz, die im Zuge der Errichtung der Hermann-Göring-Werke, der heutigen Voestalpine, und der Stickstoffwerke Ostmark als Unterkunft für zehntausende Arbeiter notwendig wurden, und sechs Wiener Flaktürme. In Linz befinden sich darüber hinaus mit der Nibelungenbrücke samt Brückenkopfgebäuden besonders markante Zeugnisse nationalsozialistischer Bautätigkeit.
1938 wurde das Doppellagersystem Mauthausen/Gusen errichtet, welches das KZ Mauthausen und KZ Gusen umfasste. Im Laufe der Jahre wurde diesem Lagersystem ein Netz von Außenlagern angeschlossen, das sich über weite Teile Österreichs erstreckte (KZ Loibl, KZ-Nebenlager Klagenfurt-Lendorf, KZ-Nebenlager Bretstein, KZ-Nebenlager Redl-Zipf, KZ-Nebenlager Steyr-Münichholz, KZ Ebensee, Raxwerke und andere). Aus ganz Europa wurden in diesen Konzentrationslagern Zwangsarbeiter unter unmenschlichen Bedingungen unter anderem in der Rüstungsproduktion und im Straßenbau eingesetzt. Im KZ-System Mauthausen-Gusen mit mehr als 40 Nebenlagern wurden rund 200.000 Menschen interniert, rund die Hälfte von ihnen wurde ermordet bzw. kam ums Leben.
In der Moskauer Deklaration erklärten die Kriegsgegner des Dritten Reiches 1943, nach Kriegsende werde Österreich wieder als eigenständiger, von Deutschland unabhängiger, Staat errichtet werden. Sie nannten Österreich erstes Opfer der Aggression Hitlers gegen andere Staaten, verwiesen aber auch auf die Mitverantwortung vieler Österreicher für die Verbrechen des Regimes.
Luftangriffe fanden in Österreich erst ab August 1943 statt, da es bis dahin teilweise außerhalb der Reichweite alliierter Bomber beziehungsweise deren Begleitjäger lag. Im Vergleich zum Altreich wurden in Österreich durch Luftangriffe weit weniger zivile Ziele, sondern Rüstungsindustrie und Verkehrsknotenpunkte getroffen, womit die alte Bausubstanz weitgehend erhalten blieb. Der Zweite Weltkrieg war in Wien nach der Schlacht um Wien am 13. April 1945 zu Ende; tags darauf trafen sich Politiker der Zweiten Republik zu ersten Besprechungen, während im Umland der Stadt noch gekämpft wurde. Am 27. April wurde Österreichs Unabhängigkeit verkündet. In den anderen Landesteilen marschierten die Alliierten erst Anfang Mai 1945 ein.

## Zweite Republik (seit 1945)

### Österreich unter alliierter Besatzung (1945–1955)
Schon seit 1941 gab es sowjetische Pläne, nach dem Krieg den Staat Österreich wiederherzustellen. 1943 stellten die Alliierten (USA, Großbritannien, Sowjetunion, wenig später auch das französische „Komitee für die Nationale Befreiung“) in der Moskauer Deklaration fest, dass sie den Anschluss Österreichs und des Sudetenlandes 1938 an das Deutsche Reich Hitlers für null und nichtig ansähen und die Befreiung Österreichs eines ihrer Kriegsziele sei. Zuvor hatte es, vor allem in Großbritannien, auch andere Denkmodelle gegeben, die neben einem eigenen Staat auch einen föderalistischen „Alpenstaat“ mit Bayern oder eine „Donaukonföderation“, ähnlich der ehemaligen Donaumonarchie, beinhalteten.
Als sowjetischen Truppen in das Burgenland vorgedrungen waren, hatte am 1. April 1945 Karl Renner, der erste Staatskanzler der 1. Republik, Kontakt mit diesen aufgenommen.
Am 13. April 1945 hatten dann die sowjetischen Truppen die Schlacht um Wien gewonnen (dabei fielen rund 19.000 deutsche und 18.000 sowjetische Soldaten). Im späten April und Anfang Mai drangen die Westalliierten von Westen her vor.
Renner wurde von den Sowjets mit der Bildung einer provisorischen Staatsregierung beauftragt. Ursprünglich wollte Renner nur behilflich sein, eine Regierung zu bilden. Von Stalin wurde er aber direkt beauftragt, einer Regierung vorzustehen. Daher stand er bei den West-Alliierten im Verdacht, mit den Sowjets zu kollaborieren. In der Folge kam es am 14. April zur Gründung der SPÖ (aus Sozialdemokraten und Revolutionären Sozialisten) sowie am 17. April der ÖVP (Christlichsoziale und Landbund) und der KPÖ (Kommunistische Partei Österreich).
Am 27. April 1945 – also noch vor dem Ende des Zweiten Weltkrieges – wurde die Österreichische Unabhängigkeitserklärung proklamiert, die offiziell am 1. Mai 1945 in Kraft treten sollte. Damit wurde die Republik Österreich wiederhergestellt. Diese wiederhergestellte Republik wird allgemein als die Zweite Republik bezeichnet. Am 29. April trat die provisorische österreichische Staatsregierung zusammen (zehn Vertreter der SPÖ, neun ÖVP, sieben KPÖ und drei unabhängige). Ziel der Regierung war die Wiederherstellung der österreichischen Republik auf der Grundlage der Verfassung von 1920 und der Novelle von 1929. Die Abgeordneten der KPÖ kamen zumeist direkt aus Moskau, wo sie im Exil gelebt hatten. Anfangs war die Regierung nur von der Sowjetunion anerkannt; die USA, Großbritannien und Frankreich folgten im Verlauf des Jahres.
Am 8. Mai 1945 fand mit dem Inkrafttreten der bedingungslose Kapitulation der Wehrmacht der Zweite Weltkrieg in Europa sein Ende.
Am 25. November 1945 fanden die ersten Nationalratswahlen statt. Dabei wurde die ÖVP zur stärksten Partei, die Kommunisten erhielten lediglich 5 %. Auch bei den Wahlen 1949 und 1953 konnte die ÖVP ihre Mandatsmehrheit behaupten, wurde aber 1953 stimmenmäßig von der SPÖ knapp überflügelt.

Besatzungszonen in Österreich

Als vormaliger Teil des Deutschen Reiches war Österreich in vier Besatzungszonen aufgeteilt: Vorarlberg und Nordtirol gehörten zur französischen Zone, Kärnten, die Steiermark und Osttirol zur britischen, Salzburg und der südlich der Donau gelegene Teil Oberösterreichs zur US-amerikanischen und Oberösterreich nördlich der Donau, Niederösterreich und das Burgenland zur sowjetischen Zone. Wien wurde, wie Berlin, eine Vier-Sektoren-Stadt, wobei die „Innere Stadt“ (der erste Bezirk) von den Alliierten gemeinsam verwaltet wurde.
Die sowjetische Besatzungsmacht demontierte in ihrer Zone Industriekomplexe, und vieles, was als „deutsches Eigentum“ deklariert worden war, wurde unter dem Namen USIA beschlagnahmt. In den Besatzungszonen der USA, Großbritanniens und Frankreichs wurde hingegen der Marshallplan aufgelegt. Das Abkommen zwischen den USA und Österreich wurde am 2. Juli 1948 geschlossen; danach erhielt Österreich Hilfen aus dem Marshallplan als Grants (Gewährleistung von Finanzhilfen) in Form von Sachgütern. Um den Schilling zu stabilisieren, führte Österreich eine Währungsreform durch. Nicht zuletzt deshalb kam es in der Folge zu den Oktoberstreiks 1950. Wegen der ungleichen Verteilung der Marshallplan-Mittel begann im Westen des Landes erstmals eine eigenständige Industrieentwicklung.
Nach dem Zusammenbruch des Deutschen Reiches wurden Millionen Deutsche aus ihren Siedlungsgebieten in Ost- und Südosteuropa vertrieben; ein Teil von ihnen zog oder flüchtete nach Österreich.

### Österreich vom Staatsvertrag bis zum EU-Beitritt (1955–1995)

#### Außenpolitik

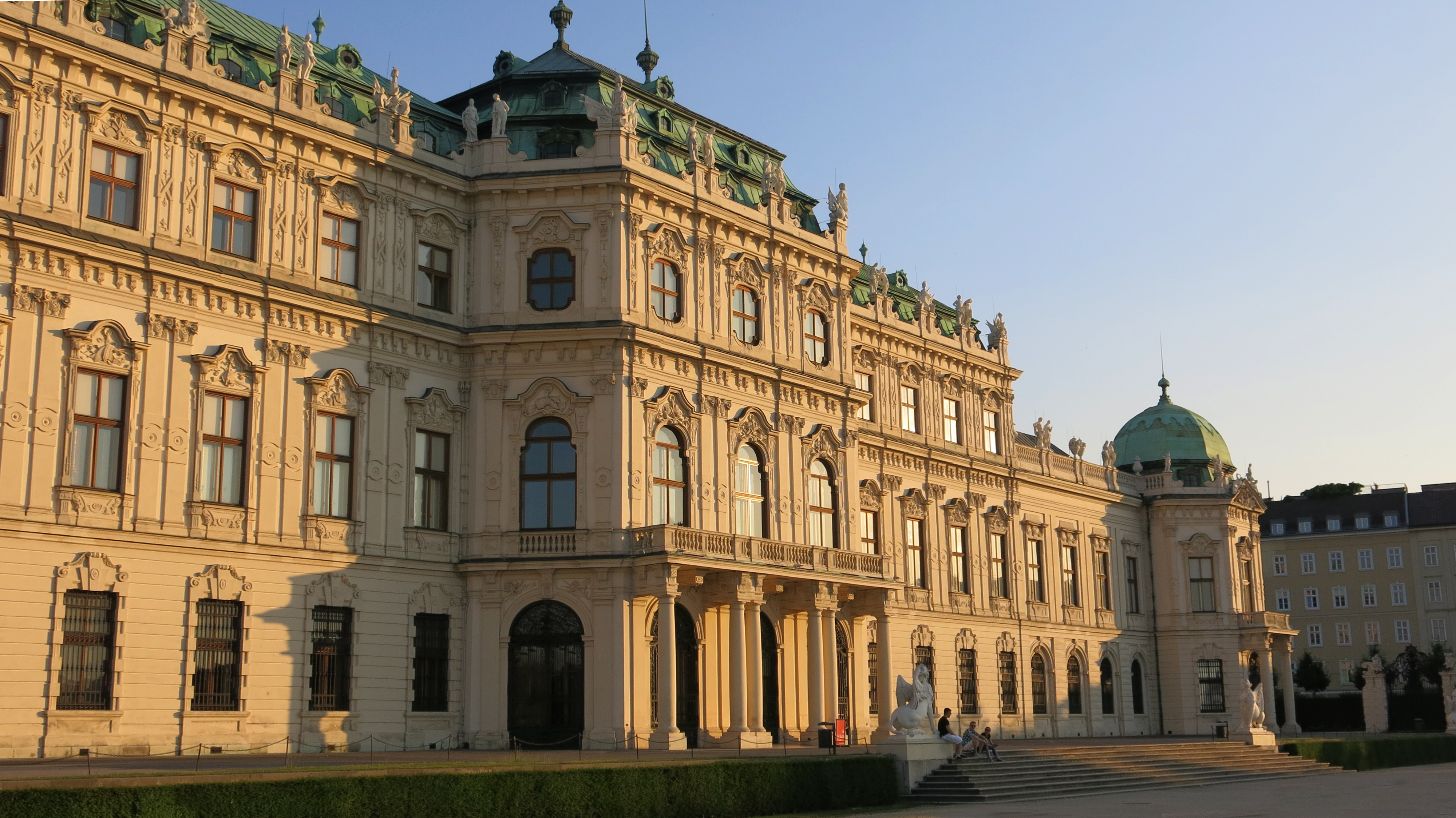
Der Staatsvertrag wurde 1955 im Marmorsaal des Oberen Belvedere unterzeichnet, das Dokument wurde am davorliegenden Balkon der Menge präsentiert.

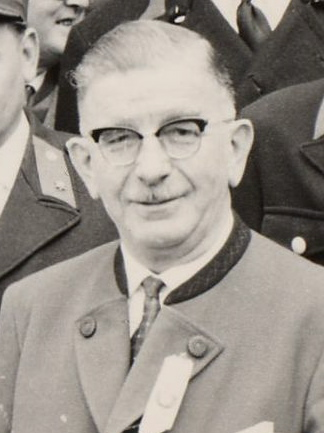
Leopold Figl in seiner Zeit als Landeshauptmann. Er sprach die drei vielzitierten Worte „Österreich ist frei“.

1955 erhielt die Republik Österreich durch den Staatsvertrag vom 15. Mai mit den vier Besatzungsmächten – anders als die Bundesrepublik Deutschland und die DDR – ihre volle staatliche Souveränität zurück. Als Gegenleistung dafür musste die Zweite Republik ihre „immerwährende Neutralität“ erklären und per Verfassungsgesetz festschreiben. Im September 1955 verließen die letzten sowjetischen Soldaten das Staatsgebiet, diejenigen der Westalliierten folgten am 25. Oktober. Am 26. Oktober 1955 beschloss der Nationalrat das Neutralitätsgesetz. In den folgenden Jahrzehnten entwickelte sich die österreichische Wirtschaft ähnlich wie die bundesdeutsche, wobei die Wirtschaft in der ehemaligen Sowjetzone einen großen Nachholbedarf gegenüber den westlichen Bundesländern hatte und sich dieses Ost-West-Gefälle erst nach Jahrzehnten ausglich (siehe auch Wirtschaftswunder).
Österreich versuchte in seiner Neutralitätspolitik auch, eine Brückenfunktion zwischen den Blöcken im Kalten Krieg einzunehmen. So kam es am 3. und 4. Juni 1961 in Wien zu einem historischen Gipfeltreffen in Wien zwischen John F. Kennedy und Nikita Sergejewitsch Chruschtschow.
Unter anderem durch die Beitritte zu den Vereinten Nationen am 14. Dezember 1955 und zum Europarat am 16. April 1956 integrierte sich Österreich schon kurz nach der Wiederherstellung der Souveränität in die internationale Staatengemeinschaft. Österreich wurde ein wichtiger Zufluchtsort für Beteiligte des Aufstandes in Ungarn (1956) und für viele Mitwirkende des Prager Frühlings (1968). Besonders im Jahr 1956, wo vor allem Ostösterreich noch stark durch die Besatzung in Mitleidenschaft gezogen war, war die humanitäre Hilfe für das Nachbarland sehr groß. Ganze Siedlungen wurden für Flüchtlinge aus dem Boden gestampft. Obwohl ein großer Teil der Flüchtlinge vor allem von Überseeländern aufgenommen wurde, blieben doch auch sehr viele in Österreich. Auch das Bundesheer, das erst neu aufgestellt worden war, hatte seine erste Bewährungsprobe. In beiden Fällen spielte auch der ORF eine große Rolle, die Bevölkerung in den jeweils betroffenen Nachbarländern als Staatsrundfunk möglichst neutral zu informieren.
Bundeskanzler Bruno Kreisky, der als einer der ersten westlichen Politiker mit Arafat und Gaddafi Gespräche führte, beteiligte sich an der internationalen Diskussion zur Lösung des Nahostkonflikts. Wien wurde Sitz vieler internationaler Organisationen wie der UNO (Vienna International Centre), der Internationalen Atomenergie-Organisation, der Organisation erdölexportierender Länder und der Organisation für Sicherheit und Zusammenarbeit in Europa.
Mit dem Zusammenbruch der kommunistischen Regimes in den Ostblockländern und dem Fall des Eisernen Vorhangs 1989 (Öffnung der Grenzen zu Westeuropa) verlor das Land seinen speziellen Charakter als neutraler Pufferstaat zwischen den verfeindeten Blöcken. Konsequenterweise trat Österreich daher 1995 der Europäischen Union bei, was lange Zeit aufgrund des Neutralitätsgesetzes für undenkbar galt, und trat in der Folge auch den Schengener Abkommen zur Grenzöffnung bei und wurde damit Teil des Schengen-Raums. Dadurch wurde die Grenzkontrolle nun auch für den Personenverkehr abgeschafft, zuerst an Österreichs Grenzen zu Deutschland und Italien (1. Dezember 1997), zehn Jahre später auch an der Grenze zu den Nachbarländern Tschechien, Slowakei, Ungarn und Slowenien (21. Dezember 2007).

#### Innenpolitik
Die Innenpolitik war vor allem in den 1950er und 1960er Jahren stark von den Folgen der Februarkämpfe 1934 geprägt. So wurde auf eine gleichmäßige Machtverteilung zwischen ÖVP und SPÖ geachtet („Proporz“). Die ÖVP lag bei der Nationalratswahl in Österreich 1959 stimmenmäßig erneut hinter der SPÖ, stellte aber als mandatsstärkste Partei weiterhin den Kanzler. Nachdem 1965 der von der SPÖ ausgeschlossene Innenminister Franz Olah eine eigene Partei (DFP) gegründet und bei der Nationalratswahl 1966 rund 3 % der Stimmen gewonnen hatte, die hauptsächlich von der SPÖ kamen, errang die ÖVP die absolute Mandatsmehrheit. Damit war der Weg für eine ÖVP-Alleinregierung frei. Die Bundesregierung Klaus II regierte bis 1970.

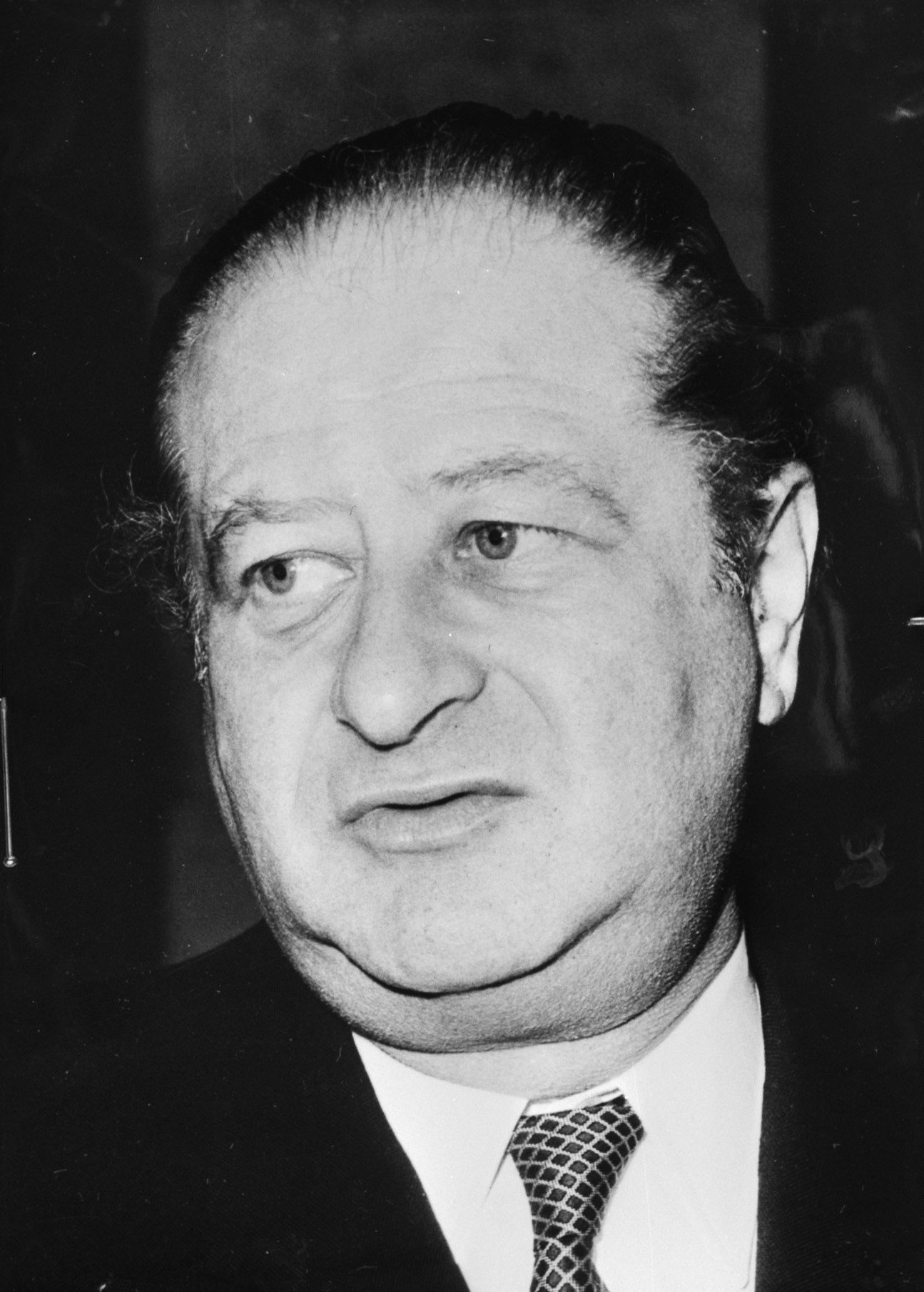
Bruno Kreisky, Bundeskanzler 1970–1983

Am 1. März 1970 gewann die SPÖ unter Bruno Kreisky die Nationalratswahl und bildete mit Duldung der FPÖ, die ihrerseits von einer Wahlrechtsreform profitierte, eine Minderheitsregierung. Mit der vorgezogenen Wahl am 10. Oktober 1971 erlangte die SPÖ eine absolute Stimmen- und Mandatsmehrheit, die bei der Wahl 1975 gehalten und bei der Wahl 1979 sogar noch ausgeweitet wurde. In 13 Jahren Alleinregierung und in den Koalitionen danach konnte die SPÖ ihre Konzepte und Ideen weitgehend verwirklichen und Österreich zu einem sozialen, modernen und wirtschaftlich leistungsstarken Staat ausbauen. Bundeskanzler Kreisky wurde in der Aufbruchsphase der 1970er Jahre für eine ganze Generation zum Symbol der Modernisierung und Weltoffenheit. So schuf er mit Hilfe der absoluten SPÖ-Mehrheit im Nationalrat einen modernen Sozialstaat. Er bekämpfte gleichzeitig die Arbeitslosigkeit; so blieb Österreich in den 1970er Jahren das einzige OECD-Land mit durchgehend positivem Wirtschaftswachstum. Papst Paul VI. nannte Österreich wegen seines inneren Friedens und der stabilen sozialen Verhältnisse eine „Insel der Seligen“. Dafür wurden auch höhere Budgetdefizite und eine steigende Staatsverschuldung in Kauf genommen. Ab 1976 band die Oesterreichische Nationalbank den Kurs des Schilling inoffiziell an die Deutsche Mark, nachdem der Dollarkurs eingebrochen war (Näheres hier).
Weiters wurden wichtige gesellschaftliche Modernisierungsschritte vorgenommen, zum Beispiel die Entkriminalisierung des Schwangerschaftsabbruchs (Fristenregelung), Abschaffung der Studiengebühren, Einführung eines Umwelt- und Gesundheitsministeriums, Schaffung der Volksanwaltschaft, Verringerung der Wochenarbeitszeit (40-Stunden-Woche), mehr Mindesturlaub, Einführung des Zivildienstes, die rechtliche Gleichstellung der Frau in der Ehe, der Mutter-Kind-Pass, Schülerfreifahrt und Gratis-Schulbücher sowie Mitbestimmung an Schulen und Universitäten. Des Weiteren vertrat Kreisky eine sehr liberale Einwanderungspolitik, Österreich diente vielen jüdischen Auswanderern aus der Sowjetunion als Durchgangsstation. Das österreichische Strafrecht wurde von Christian Broda modernisiert.
1978 sorgte die Volksabstimmung über das Kernkraftwerk Zwentendorf für Aufregung, die Inbetriebnahme wurde mit knapper Mehrheit abgelehnt. In den 1980er Jahren kam es wegen der Wiederaufarbeitungsanlage Wackersdorf zu Auseinandersetzungen mit Bayern. Die Stimmenverluste der SPÖ bei der Nationalratswahl im April 1983 (Verlust der absoluten Mehrheit) hatten Kreiskys Rücktritt zur Folge. Die Regierungsgeschäfte übernahm Fred Sinowatz. Es wurde eine „rot-blaue“ (kleine) Koalition (SPÖ/FPÖ) mit Norbert Steger als Vizekanzler geschlossen. Nach der Bundespräsidentenwahl in Österreich 1986, bei der der ÖVP-Kandidat Kurt Waldheim gewählt worden war, trat Sinowatz zurück. Ihm folgte Franz Vranitzky. Wenige Monate später fand die Koalition nach der Wahl Jörg Haiders zum Parteiobmann der FPÖ ein jähes Ende, da der neue SPÖ-Bundeskanzler eine Koalition mit Haider kategorisch ablehnte. Nachdem bei den vorgezogenen Nationalratswahlen 1986 die SPÖ trotz deutlicher Stimmverluste erneut stärkste Partei geworden war – die ÖVP hatte ebenfalls verloren – kam es zu einer Neuauflage der „großen“ Koalition. In den Folgejahren der rot-schwarzen Regierungen unter Franz Vranitzky (1987–1997: II, III, IV, V) und Viktor Klima (1997–2000) verfolgte die Regierung einen Sparkurs zur Überwindung der Wirtschaftskrise, einige Sozialleistungen und Steuern wurden wieder abgeschafft, das Budget unter Finanzminister Ferdinand Lacina (SPÖ) teilweise saniert und die Einwanderungsgesetze unter Innenminister Franz Löschnak (SPÖ) schrittweise deutlich verschärft. Die Regierung stand unter Druck der FPÖ, die offensiv eine rechtspopulistische Politik verfolgte. Die FPÖ hatte einen enormen Stimmenzuwachs (von etwa 5 % im Jahr 1983 auf 27 % 1999). 1993 erfolgte der Bruch mit dem liberalen Flügel der Partei: Es entstand als Abspaltung das Liberale Forum (LIF), das bis 1999 im Nationalrat vertreten war.
Eines der wichtigsten österreichischen Themen der 1990er Jahre waren die Jugoslawienkriege. Aufsehen erregten vor allem Schießereien zwischen jugoslawischen Truppen und der slowenischen Territorialverteidigung an der österreichischen Grenze 1991 sowie mehrere Grenzüberschreitungen der jugoslawischen Luftwaffe auf österreichischen Luftraum. Die folgenden Kriege in Kroatien, Bosnien und Herzegowina sowie im Kosovo führten dazu, dass viele Menschen aus diesen Ländern als Flüchtlinge nach Österreich kamen. Österreicher leisteten auch mit Spendenaktionen wie „Nachbar in Not“ und mit Aufbauprojekten während des Krieges und danach Hilfe.
Ein aufsehenerregender rechtsextrem motivierter Kriminalfall erschütterte Österreich für mehrere Jahre: Es waren die Anschläge, die Franz Fuchs im Namen einer „Bajuwarischen Befreiungsarmee“ verübte. Er führte drei Briefbombenserien durch und legte auch mehrere Rohrbomben, bei denen einige Menschen starben: Beim Anschlag von Oberwart starben vier Roma. Das prominenteste Opfer war Helmut Zilk, der Bürgermeister von Wien, der durch eine Briefbombe schwer verletzt wurde.

#### Nationale Identität
Als Folge der jüngeren Geschichte, der Erfahrungen nach dem „Anschluss“, der Verbrechen der Nationalsozialisten und der vollständigen Niederlage des Hitlerreiches im Zweiten Weltkrieg, wandelte sich auch das Verständnis der staatlichen Identität. War das Selbstverständnis und das Verhältnis zum Staat in der Ersten Republik noch in weiten Teilen durch deutschnationale Gedanken geprägt, trat dieser Gedanke nun zunehmend in den Hintergrund. Dieses österreichische Nationalbewusstsein, das sich auch mit einer Abgrenzung zur neuen Bundesrepublik Deutschland verband, hatte allerdings auch zur Folge, dass sich viele Österreicher, „Normalbürger“ wie Politiker, jetzt als erstes Opfer des Nationalsozialismus sehen wollten (auch als „Opferthese“ bezeichnet), obwohl Hitler unter dem Jubel weiter Teile der Bevölkerung den „Anschluss“ herbeigeführt hatte. Die Beteiligung an den nationalsozialistischen Verbrechen wurde deshalb auch lange Zeit kaum aufgearbeitet. Dieser „blinde Fleck“ im Geschichtsbewusstsein fand 1986 in der Waldheim-Affäre im Laufe der Kandidatur Kurt Waldheims zur Bundespräsidentschaft internationale Beachtung. Trotz weltweiter Empörung über Waldheims zunächst verschwiegene SA-Mitgliedschaft bzw. seine Rolle in der Wehrmacht gewann er die Präsidentenwahl im zweiten Wahlgang. Erst unter der Regierung von Bundeskanzler Franz Vranitzky kam es 1991 zu einem ausdrücklichen Bekenntnis zur Mitverantwortung vieler Österreicher an den Verbrechen des Nationalsozialismus.

### Österreich in der Europäischen Union (seit 1995)

#### Außenpolitik

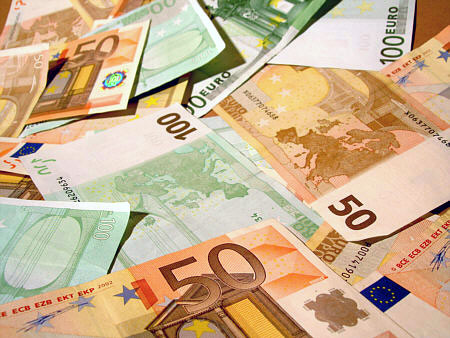
Design der Euro-Banknoten des Österreichers Robert Kalina

EU-Beitritt 1995 gleichzeitig mit Finnland und Schweden

Nach der Nationalratswahl am 3. Oktober 1999 bildete Wolfgang Schüssel (ÖVP) die Bundesregierung Schüssel I, eine schwarz-blaue Koalition der bürgerlich-konservativen ÖVP mit der rechtspopulistischen FPÖ. Am 4. Februar 2000 reagierten die übrigen 14 EU-Staaten mit sogenannten „Sanktionen“, dem symbolischen Einfrieren diplomatischer Beziehungen. Insbesondere die damalige französische Regierung (Kabinett Jospin) und die belgische Regierung erklärten diese Maßnahmen als Zeichen gegen den Rechtspopulismus in Europa. Sie wurden aufgrund des „Weisenberichts“ wieder aufgehoben, da schnell klar war, dass Bürgerrechte in Österreich durch die neue Regierung nicht eingeschränkt würden. Der Versuch, aus dem Ausland politischen Druck auf Österreich auszuüben, hatte die ÖVP-FPÖ-Regierung eher gestärkt, da diese innenpolitisch patriotische Gefühle ansprechen konnte.
Am 1. Jänner 1999 wurde in Österreich die neue EU-Währung Euro als Buchgeld eingeführt, ab 1. Jänner 2002 löste der Euro auch als Zahlungsmittel die Schillingwährung ab. Das Parlament ratifizierte am 11. Mai 2005 die später am „Nein“ Frankreichs und der Niederlande gescheiterte EU-Verfassung. Österreich unterstützte die Gemeinsame Außen- und Sicherheitspolitik (GASP) der EU. 2008 beteiligte sich Österreich an EUFOR Tchad/RCA, einer militärischen EU-Mission im Tschad.
Österreich hält auch nach dem Ende der Sowjetunion an der Neutralität fest, trotz des russischen Angriffskrieges auf die Ukraine gibt es keine Pläne, wie andere ehemals neutrale Staaten der NATO beizutreten. 2018 erreichten die Beziehungen zur Russischen Föderation einen Höhepunkt als der 1968 mit der Sowjetunion geschlossene Gasliefervertrag mit der Russischen Föderation verlängert wurde, und damit Österreich in starke Abhängigkeit durch vertragliche Bindungen gebracht wurde. Pointiert wurde dieser Höhepunkt der Beziehungen durch den Besuch von Wladimir Putin bei der Hochzeit von der damaligen Außenministerin Karin Kneissl, der ÖVP-FPÖ Koalition unter Sebastian Kurz. Den Wirtschaftssanktionen gegen Russland im Zuge des Krieges gegen die Ukraine schloss man sich aber an.

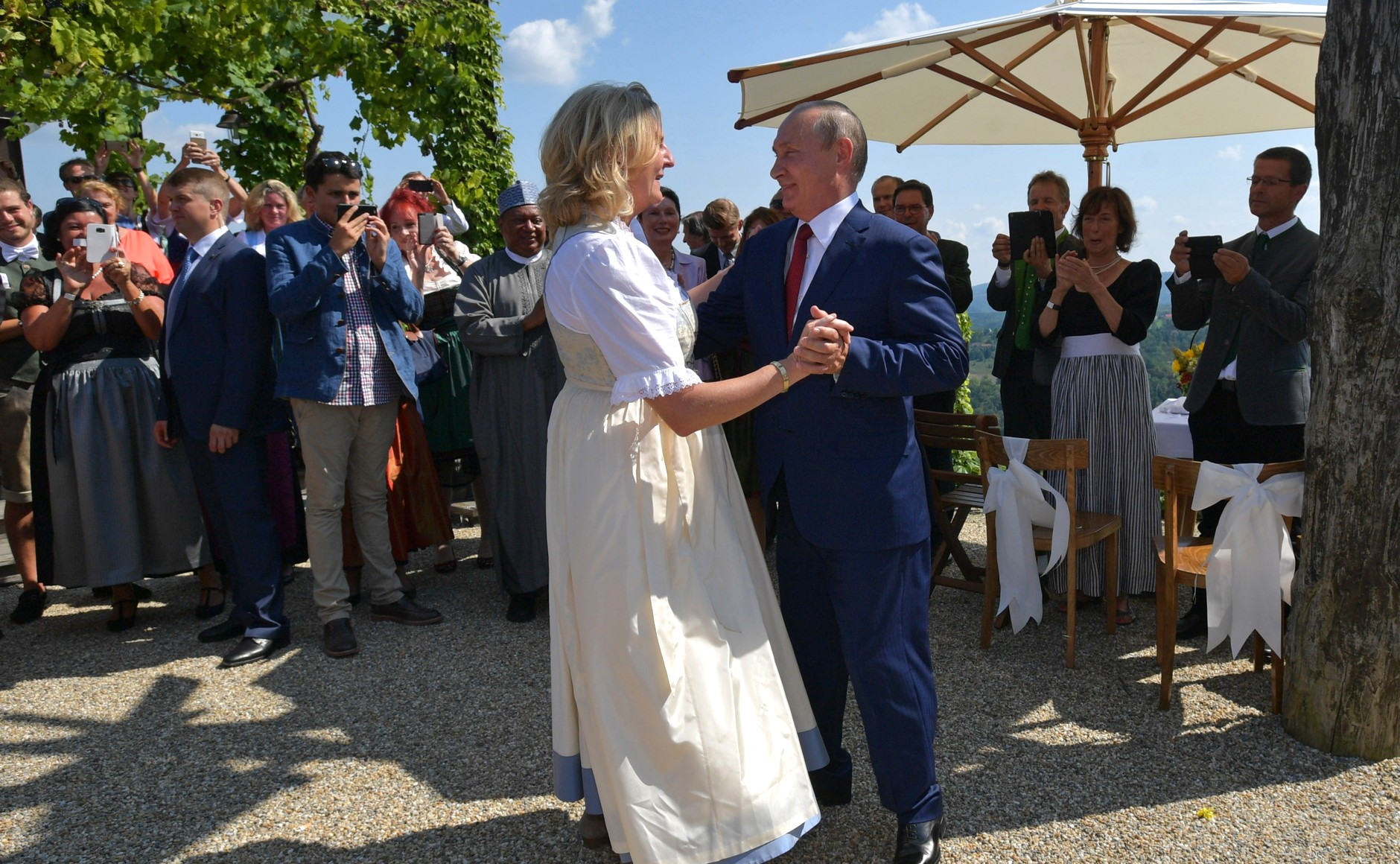
Wladimir Putin auf der Hochzeit von Karin Kneissl (2018)

#### Innenpolitik
Nachdem bei der Nationalratswahl am 3. Oktober 1999 die SPÖ schwere Verluste hinnehmen musste – jedoch stärkste Partei blieb – und die ÖVP, bei geringeren Verlusten, hinsichtlich der Stimmenzahl knapp hinter die FPÖ zurückgefallen war, scheiterten langwierige Koalitionsgespräche der bisherigen Regierung im Jänner 2000. Nach 13 Jahren Großer Koalition (1987–2000) einigten sich ÖVP und FPÖ gegen den Willen von Bundespräsident Thomas Klestil auf eine Koalition unter Bundeskanzler Wolfgang Schüssel, auf die – wegen der FPÖ-Beteiligung – große Teile der österreichischen Bevölkerung mit Empörung reagierten und gegen die es zeitweilig regelmäßig „Donnerstagsdemonstrationen“ gab. Unter dieser Koalition wurde der Liberalisierungs- und Sparkurs der SPÖ/ÖVP-Koalition fortgeführt.
Ein innerparteilicher Bruch in der FPÖ (Knittelfelder FPÖ-Versammlung 2002) nach enttäuschenden Regionalwahlergebnissen und zunehmender Unzufriedenheit Jörg Haiders mit den eigenen Regierungsmitgliedern führte zum Rücktritt eines Großteils der FPÖ-Minister und in der Folge zu einer vorgezogenen Neuwahl im November 2002. Bei dieser steigerte die ÖVP ihren Stimmenanteil von 26,9 auf 42,3 Prozent und wurde erstmals seit 1966 wieder stimmenstärkste Partei, während die FPÖ von 26,9 auf 10,0 Prozent Stimmenanteil abrutschte (SPÖ: 36,5 %, Grüne: 9,5 %). Erneut kam es zur Bildung einer „schwarz-blauen“ Koalition.
Im April 2005 traten durch ein erneutes Zerwürfnis innerhalb der FPÖ die bisherigen Regierungsmitglieder und ein Großteil der Parlamentarier der FPÖ aus der Partei aus und einem vom Kärntner Landeshauptmann Jörg Haider neu gegründeten „Bündnis Zukunft Österreich“ (BZÖ) bei. Die Regierungsarbeit wurde in einer „schwarz-orangen“ Koalition fortgesetzt.
Nach der Nationalratswahl am 1. Oktober 2006, in der die SPÖ nach massiven ÖVP-Verlusten eine relative Mehrheit erreichte, wurde im Jänner 2007 eine Große Koalition unter Bundeskanzler Alfred Gusenbauer (SPÖ) und Vizekanzler Wilhelm Molterer (ÖVP) gebildet. Diese Regierung hielt aber, nicht zuletzt aufgrund des wechselseitigen Misstrauens, nur etwa anderthalb Jahre. Aus den Neuwahlen am 28. September 2008 ging die SPÖ trotz kräftiger Verluste als stimmenstärkste Partei hervor. Die ÖVP verlor massiv, FPÖ und BZÖ erzielten starke Gewinne, die Grünen stagnierten. Bundespräsident Heinz Fischer erteilte dem neuen Bundesparteivorsitzenden der SPÖ, Werner Faymann, den Regierungsbildungsauftrag. Am 23. November 2008 erklärten Werner Faymann und der neue geschäftsführende Bundesparteivorsitzende der ÖVP, Josef Pröll, dass sie sich auf eine erneute Große Koalition mit Werner Faymann als Bundeskanzler geeinigt hätten. 2011 folgte Michael Spindelegger auf Pröll.
In Folge der Finanzkrise 2008 sanierte die Republik Österreich die österreichischen Banken mit Bankenhilfen in Höhe von (bis 2015) 13,6 Milliarden Euro, davon allein zwölf Milliarden Euro für die Hypo Alpe Adria.
Bei der Nationalratswahl 2013 (die Legislaturperiode war 2007 auf fünf Jahre verlängert worden) konnten die beiden Koalitionsparteien trotz Stimmenverlusten erneut eine knappe absolute Mehrheit erzielen, woraufhin die Koalition fortgeführt wurde. Im August 2014 folgte Reinhold Mitterlehner Michael Spindelegger als Vizekanzler.
2015 wurde Österreich Durchreise- und teilweise auch Zielland für hunderttausende Flüchtlinge (vor allem aus Syrien) und Migranten, die über die sogenannte Balkanroute nach Mittel- und Nordeuropa zu gelangen versuchten (Flüchtlingskrise in Europa 2015/2016).
Im Mai 2016 trat Faymann nach einem sehr schwachen Ergebnis (11,2 %) des SPÖ-Kandidaten bei der Bundespräsidentenwahl Rudolf Hundstorfer und nach innerparteilicher Kritik als Parteivorsitzender und Bundeskanzler zurück. In beiden Funktionen folgte ihm der Vorstandsvorsitzende der ÖBB, Christian Kern. Die Bundespräsidentenstichwahl gewann zunächst mit knappem Vorsprung der ehemalige Parteivorsitzende der Grünen Alexander Van der Bellen gegen den FPÖ-Kandidaten Norbert Hofer. Nach einer Wahlanfechtung der FPÖ erklärte der Verfassungsgerichtshof am 1. Juli 2016 die Stichwahl wegen gravierender Unregelmäßigkeiten und dadurch möglicher Manipulationen bei der Auszählung der Briefwahlstimmen für ungültig. Der zweite Wahlgang musste daher in ganz Österreich wiederholt werden. Van der Bellen erhielt dabei 53,79 % der Stimmen und wurde am 26. Jänner 2017 als Bundespräsident angelobt.
Nach einem Wechsel an der Spitze der ÖVP im Mai 2017 sprach sich der neue Vorsitzende Sebastian Kurz gegen eine Fortführung der Regierungskoalition mit der SPÖ aus, worauf vorgezogene Neuwahlen für den 15. Oktober festgelegt wurden, bei denen die ÖVP zur stärksten Partei wurde, während die Grünen nach 31 Jahren aus dem Nationalrat ausschieden. Im weiteren Verlauf wurde eine türkis-blaue Regierung unter Bundeskanzler Kurz und Vizekanzler Heinz-Christian Strache gebildet und im Dezember desselben Jahres angelobt. Die Koalition zerbrach im Mai 2019 im Zuge der sogenannten „Ibiza-Affäre“ um Strache, woraufhin am 29. September 2019 erneut eine vorgezogene Nationalratswahl stattfand, bei der die ÖVP ihre Mehrheit weiter ausbauen konnte, während FPÖ und SPÖ Verluste hinnehmen mussten. Die Grünen konnten hingegen wieder in den Nationalrat einziehen und bildeten am 7. Jänner 2020 zusammen mit der ÖVP die erste Schwarz-grüne Koalition auf Bundesebene, die Bundesregierung Kurz II.
Die weltweite COVID-19-Pandemie traf 2020 auch Österreich und ließ die Arbeitslosigkeit im April 2020 auf einen Höchststand von 588.000 Menschen ansteigen. Die Wirtschaft erlitt große Verluste und verzeichnete im Lauf des Jahres den stärksten Einbruch seit dem Zweiten Weltkrieg.
Am 9. Oktober 2021 trat Regierungschef Kurz in Folge der ÖVP-Korruptionsaffäre zurück. Sein Nachfolger im Amt wurde am 11. Oktober 2021 zunächst Alexander Schallenberg, am 6. Dezember 2021 Karl Nehammer. Ihm folgte 2025 Christian Stocker als Kanzler einer Koalition von ÖVP, SPÖ und den liberalen NEOS.